# Christianisierung des Römischen Reiches

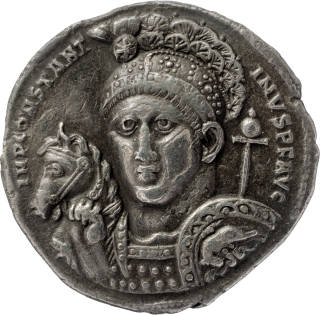
Silbermedaillon, Vorderseite: Dreiviertelporträt Kaiser Konstantins, der ein Pferd am Zügel hält; Helm mit kleinem Christusmonogramm. Münzstätte Pavia, um 315 n. Chr. (Staatliche Münzsammlung München)

Die Christianisierung des Römischen Reiches war ein mehrere Jahrhunderte dauernder Prozess, in dem das Christentum von einer Gruppierung innerhalb des Judentums mit Schwerpunkt im östlichen Mittelmeerraum zur dominanten Religion des Imperium Romanum heranwuchs.
Mit Paulus von Tarsus besaß das frühe Christentum zwar einen weitgereisten Missionar, aber die Ausbreitung und das zahlenmäßige Wachstum verdankte es vor allem Alltagskontakten, wie sie sich in Familie und Beruf ergaben. Attraktiv waren die Christen, weil man in ihren Gottesdiensten außerordentliche religiöse Erfahrungen machen konnte, beispielsweise Heilungen. Jeder konnte relativ leicht Mitglied einer Ortsgemeinde werden; der Zusammenhalt war groß und prägte, etwa durch regelmäßige gemeinsame Mahlzeiten, auch den Alltag.
Christenverfolgungen waren anfangs zeitlich und örtlich begrenzt, seit Mitte des 3. Jahrhunderts auch reichsweit und wechselten mit Phasen einer fragilen Duldung ab. Diokletian ging ab 303 gegen das Christentum vor, mutmaßlich um die religiösen Grundlagen der Tetrarchie vor seinem für 305 geplanten Rückzug von der Staatsführung zu stärken. Die staatlichen Maßnahmen richteten sich gezielt gegen die kirchliche Infrastruktur und den Klerus, erreichten aber ihr Ziel nicht.
Die Konstantinische Wende brachte die Christenheit in die Rolle einer staatlich begünstigten Religion. Davon profitierte aber nur die katholische Kirche, während sogenannte Häretiker verfolgt wurden, etwa durch das Edikt Cunctos populos von 380. Anhänger der traditionellen Kulte (insbesondere der römischen Religion) wurden von der Kirche und der staatlichen Verwaltung als pagani („Heiden“) bezeichnet. Ihr Opferkult und Tempelbetrieb wurden immer weiter eingeschränkt und schließlich ganz unterdrückt.
Unter dem Stichwort Christianisierung behandelt die Forschung zur Spätantike beispielsweise gesellschaftliche Transformationsprozesse, die Etablierung reichsweiter kirchlicher Organisationsformen (römische Reichskirche), die friedliche oder gewaltsame Aneignung vorhandener Bauten oder Kunstwerke unter christlichen Vorzeichen, die zunehmende Dominanz christlicher Diskurse und Praktiken. Als Christentum ist dabei alles verstanden, was sich auf die zentrale Gestalt Jesus Christus bezieht, unabhängig davon, wie berechtigt diese Bezugnahme von einem kirchlich-normativen Standpunkt erscheint (daher eigentlich: „Christentümer“). Das nichtchristliche Gegenüber ist ebenfalls kein monolithisches „Heidentum“, so dass es sinnlos wäre, von einem Sieg des Christentums über das Heidentum zu sprechen und diesen zeitlich zu fixieren. Vielmehr gelangte die Christianisierung an kein Ziel und verlief regional unterschiedlich.

## Erstes bis drittes Jahrhundert

### Frühe Christen innerhalb des Judentums

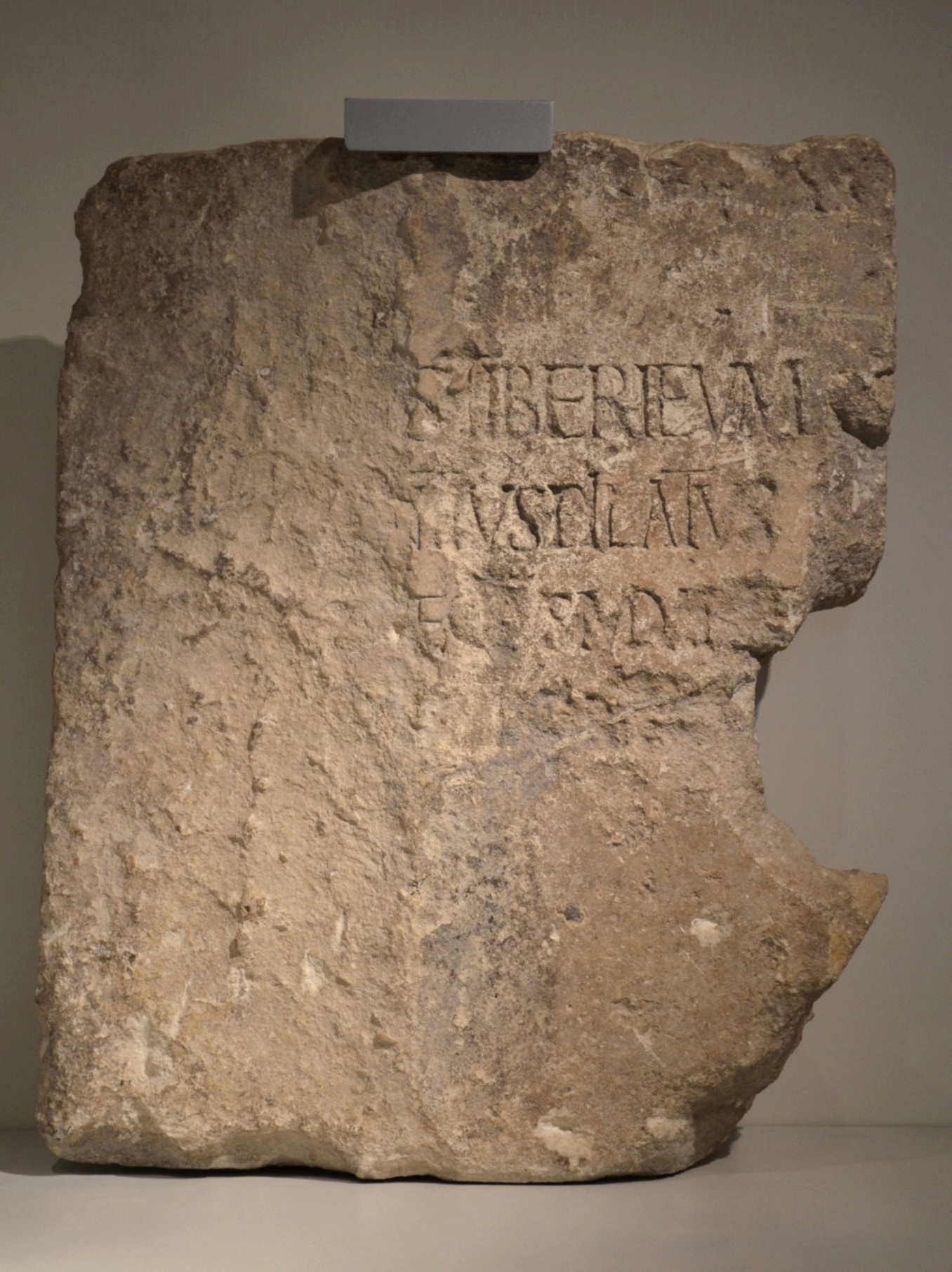
Pontius-Pilatus-Inschrift von Caesarea (Israel-Museum)

Am Anfang der Christentumsgeschichte steht der galiläische Jude Jesus von Nazareth, der als Heiler, Exorzist und Weisheitslehrer Zulauf hatte. Er verkündete das nahe oder sogar bereits anbrechende Reich Gottes: diese seine eschatologische Weltsicht teilte auch die erste Generation von Christen. Jesus hatte außerdem ein ausgeprägtes Selbstverständnis als Prophet des Gottes Israels. Auf ihn richteten sich auch politische Erwartungen, er sei der Messias. Wahrscheinlich ist, dass Jesus eine Gruppe von zwölf Jüngern auswählte, die das erneuerte Volk Israel repräsentieren und zeichenhaft vorwegnehmen sollten. Als Jesus mit einer größeren Zahl von Anhängern zum Jerusalemer Tempel zog, hatte das politische Implikationen: „Hier kam ein Prophet, der in vollmächtiger Weise im Zentrum des Judentums die Festpilger mit der Botschaft von der nahen Gottesherrschaft konfrontieren wollte.“ Jesus wurde verhaftet, vom römischen Präfekten Pontius Pilatus zum Tode verurteilt und erlitt die von römischen Soldaten vollzogene Strafe der Kreuzigung. Bald nach seinem Tod sammelte sich in Jerusalem eine Gruppe von Jesusanhängern, die überzeugt waren, dass der Gekreuzigte von Gott auferweckt worden sei, dass er lebe und ihnen erschienen sei. Jerusalem, das religiöse Zentrum Israels, wurde zum Ausgangspunkt des Christentums.
Die Jerusalemer Urgemeinde vergrößerte sich in einem ersten Schritt durch Zuzug von Galiläern, darunter Jakobus, der Bruder Jesu, der zur Führungspersönlichkeit des Jerusalemer Kreises aufstieg. Das (vom Zwölferkreis zu unterscheidende) Apostelamt geht auf diesen Jerusalemer Kreis zurück und verdeutlicht dessen Absicht, durch Abgesandte (= Apostel) über Jerusalem hinaus neue Mitglieder zu gewinnen.

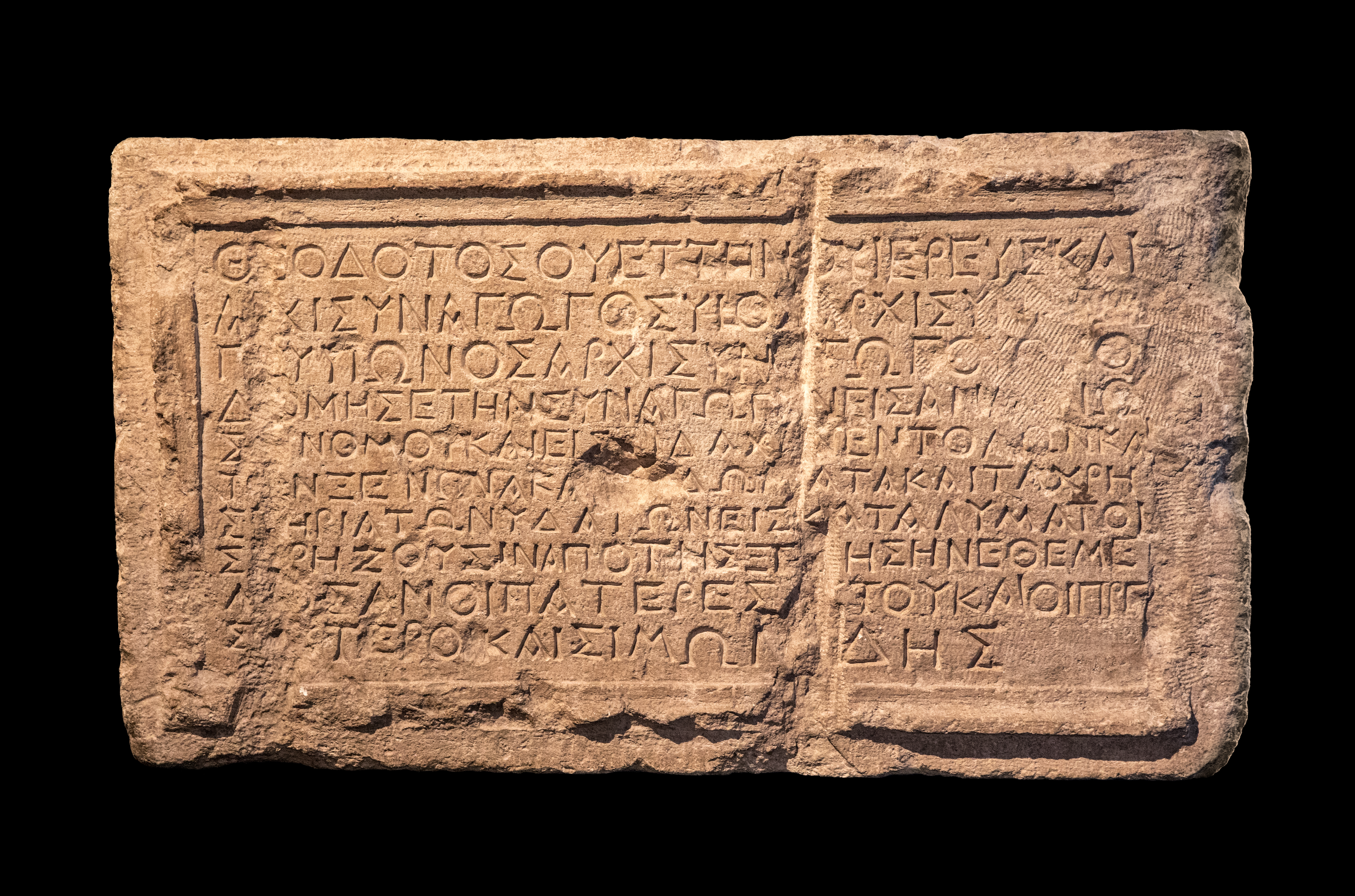
Stifterinschrift der griechischsprachigen Theodotos–Synagoge in Jerusalem (Israel-Museum)

Neben der Aramäisch sprechenden und meist aus Galiläa stammenden Gruppe von Jesusanhängern etablierte sich in Jerusalem binnen kurzem eine weitere urchristliche Gruppe, die aus Griechisch sprechenden, aus der jüdischen Diaspora zugezogenen Personen bestand. Stephanus, einer aus diesem Kreis, erregte durch sein Verständnis von Tempel und Tora den Zorn anderer nach Jerusalem zugezogener Diasporajuden. Er fiel einem Lynchmord zum Opfer (Steinigung) und wurde zum ersten christlichen Märtyrer. Während die Aramäisch sprechende Gruppe um Jakobus und Petrus unbehelligt blieb, verließ die griechischsprachige Gruppe aufgrund des Verfolgungsdrucks Jerusalem und kehrte in die Regionen zurück, aus denen ihre Mitglieder stammten – insbesondere nach Antiochia am Orontes, einer Stadt, die sich nun zu einem sehr lebendigen frühchristlichen Zentrum entwickelte. Die antiochenische Gruppe nahm interessierte Nichtjuden durch Taufe auf, ohne die Männer durch Beschneidung dem jüdischen Volk einzugliedern (sogenannte Heidenchristen). Von Antiochia aus wurden mehrere Tochtergemeinden in Syrien und darüber hinaus gegründet; dabei blieben die Beziehungen zur Jerusalemer Gemeinde weiterhin eng.
Zur frühchristlichen Gemeinde in Antiochia stieß auch Paulus von Tarsus, ein aus der Diaspora stammender Jude, der über hellenistische Bildung und literarische Fähigkeiten verfügte und sich zeitweise in Jerusalem aufhielt, um als Pharisäer seine religiösen Kenntnisse zu vertiefen. Zunächst ein Gegner der Jesusbewegung, wandelte er sich durch ein spirituelles Erlebnis zum aktivsten frühchristlichen Missionar. Er vertrat ein Christentum ohne Übernahme des jüdischen Lebensstils, und es gelang ihm, wenn auch mit Schwierigkeiten, von der Jerusalemer Zentrale um Jakobus und Petrus damit akzeptiert zu werden.
In den 60er Jahren gerieten die Jerusalemer Jesusanhänger immer weiter unter Druck. Der Hohepriester Ananus II. setzte nach dem Tod des Statthalters Festus und vor dem Amtsantritt von dessen Nachfolger Lucceius Albinus in Überschreitung seiner Befugnisse mehrere Todesurteile durch; auch Jakobus wurde hingerichtet. Kurz vor dem Beginn des Jüdischen Krieges (66 n. Chr.) scheinen die Christen Jerusalem verlassen zu haben, wahrscheinlich Richtung Dekapolis oder Südsyrien (Bostra und Umgebung). Bei der römischen Eroberung von Jerusalem (70 n. Chr.) wurde der Tempel geplündert und niedergebrannt. Die Einwohner Judäas und die unterschiedlich geprägten jüdischen Diasporagemeinden in- und außerhalb des Römischen Reiches verloren damit ihr gemeinsames religiöses Zentrum. In den Ruinen Jerusalems gründete Kaiser Hadrian die römische Kolonie Aelia Capitolina, die zu betreten für Juden (und deshalb auch für Judenchristen) nach dem Bar-Kochba-Aufstand (132–136) verboten war.

### Ausbreitung: Gründung und Wachstum der Gemeinden
Bis etwa zum Jahr 150 hatte sich das Christentum im griechischsprachigen Osten des Römischen Reichs und unter dem griechischsprachigen Bevölkerungsteil der Hauptstadt Rom verbreitet. Christliche Gemeinden sind bezeugt in Palästina, Syrien, Pisidien und Lykaonien, der Provinz Asia, Galatien, Bithynien und Pontus, Kappadokien, Makedonien, Achaia und Italien. Der Religionssoziologe Rodney Stark nimmt für das Jahr 40 eine Gesamtzahl von etwa 1000 Christen an und postuliert ein gleichmäßiges Wachstum von 40 Prozent innerhalb von zehn Jahren; mit diesem Rechenmodell kommt er auf eine Gesamtzahl von etwa 40.000 Christen im Jahr 150, laut Dietrich-Alex Koch „eine durchaus vertretbare Annahme.“ Das bedeutet, dass die Gemeinden, die in den ersten Jahrzehnten die Größe von Vereinen (70 bis 80 Mitglieder) hatten, Mitte des 2. Jahrhunderts durchschnittlich 800 Personen umfassten. Aus Ägypten sind christliche Papyri erhalten, die ins 2. Jahrhundert datiert werden; eine christliche Gemeinde in der Großstadt Alexandria ist aber erst im späten 2. Jahrhundert bezeugt. Christen im Süden Galliens begegnen erstmals in den Märtyrerakten von Lyon und Vienne (177). Für das Lateinisch sprechende Nordafrika sind die Akten der Märtyrer von Scili (180) das früheste Zeugnis. Ebenfalls außerhalb des koine-griechischen Sprachraums und etwa zeitgleich entwickelte sich ein syrisches Christentum um das Zentrum Edessa.

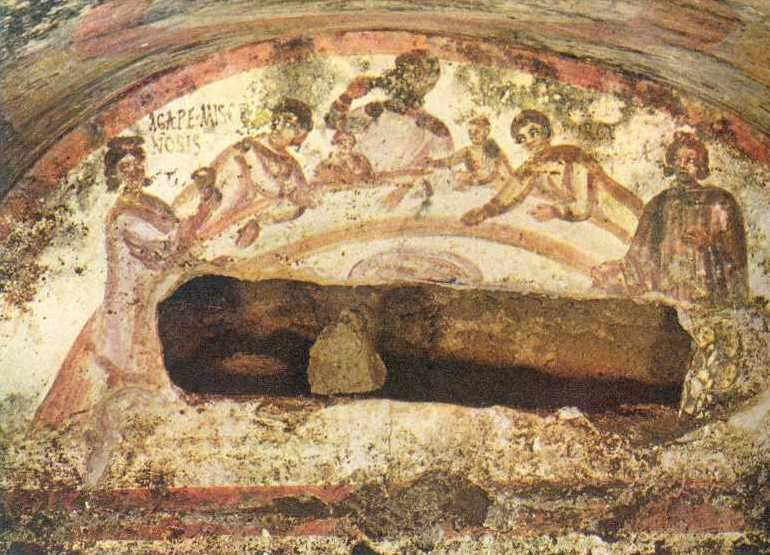
Agapemahl, Fresko in der Katakombe der Heiligen Marcellinus und Petrus, 4.–6. Jahrhundert

Die Mitgliederentwicklung spricht dafür, dass das Christentum für viele Menschen attraktiv gewesen sein muss. Dafür werden mehrere Gründe genannt:
- Vielfältige religiöse Erfahrungen: Bekehrungen, Heilungen, Exorzismen, ekstatische Phänomene, Prophetie und andere Manifestationen einer übernatürlichen Kraft. Einige Christen waren gefragte Heiler und Exorzisten; ihr Erfolg galt als Beweis der Überlegenheit des christlichen Gottes – da sie gratis zur Verfügung standen, boten sie für Arme womöglich die einzig erreichbare Therapie. Im Erfolgsfall wurde allerdings die Bekehrung erwartet.[15]
- Beeindruckende christliche Persönlichkeiten, besonders Märtyrer. Wolfgang Reinbold betont, dass das Spektakel einer Hinrichtung das Christentum ins Rampenlicht einer großen Öffentlichkeit rückte: „Sie alle können nach diesem Ereignis mit dem Namen Christiani etwas anfangen, und jedesmal sind einige von ihnen innerlich beeindruckt.“[16]
- Eine auch der ungebildeten Bevölkerungsmehrheit verständliche, schlichte Erlösungslehre: „Wenn du mit deinem Munde bekennst, dass Jesus der Herr ist, und glaubst in deinem Herzen, dass ihn Gott von den Toten auferweckt hat, so wirst du gerettet“ (Röm 10,9).[17]
- Eine altruistische Ethik, die Sklaven, Kinder und Frauen als ethische Subjekte aufwertete.[18]
- Der Glaube an eine liebevolle und ihren Verehrern nahe Gottheit.[19]
- Eine Offenheit für alle Interessierten, während Mitglieder antiker Vereine unter ihresgleichen blieben. Das implizierte freien Zugang zu den regelmäßigen gemeinsamen Mahlzeiten (Agape). Sofern wohlhabende Gemeindeglieder für einen reich gedeckten Tisch sorgten, waren diese Agapemähler für Ärmere sehr attraktiv. Eva Ebel urteilt: „Im Wettbewerb mit paganen Vereinen in ihrem Umfeld können christliche Gemeinden vor allem auf ihren Verzicht auf formale Zulassungsbedingungen und auf die größere Intensität ihres Zusammenlebens, die den Christinnen und Christen auch materielle Vorteile einbringt, verweisen.“[20]
- Pflege von kranken Angehörigen und Gemeindemitgliedern, besonders bei Epidemien. Auch elementare Versorgung erhöhte ihre Überlebenschancen. Personen aus dem Umfeld, die dies beobachteten, wurden Christen, um selbst im Krankheitsfall versorgt zu werden.[21]

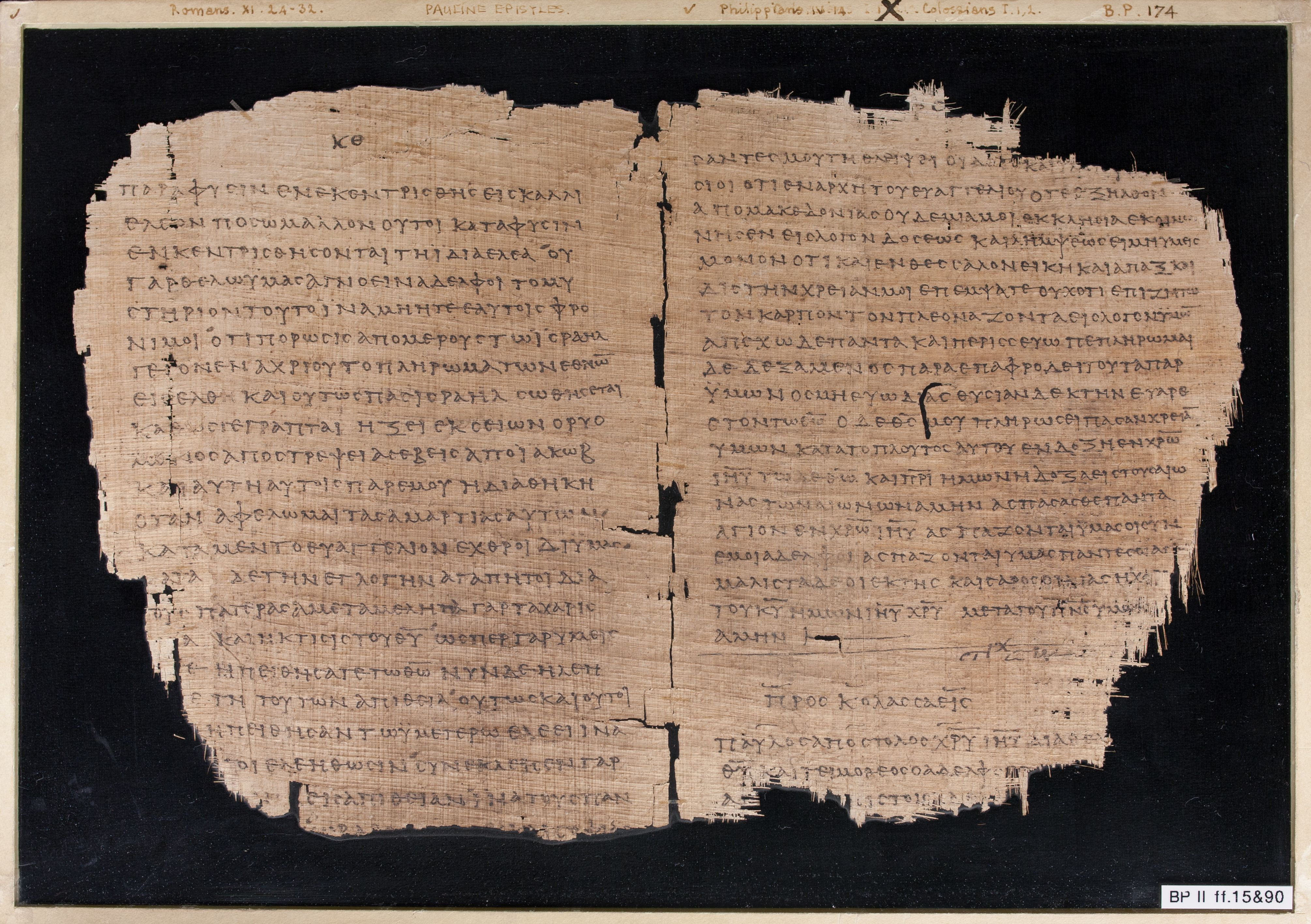
Doppelblatt aus einem Papyrus-Codex, der die Briefe des Paulus enthielt (Papyrus 46, um 200 n. Chr., Chester Beatty Library, Dublin)

Paulus von Tarsus bereiste gezielt Städte als Missionar, in denen das Christentum noch unbekannt war. Seinen Lebensunterhalt unterwegs verdiente er als Handwerker. Neu gegründete Gemeinden nutzte Paulus als Basis für die weitere Mission und blieb mit ihnen durch Boten, Briefe und Besuche in Kontakt. Die Apostelgeschichte des Lukas vermittelt das Bild, dass Paulus stets zuerst die Synagoge aufsuchte und dort mit wechselndem Erfolg das Evangelium verkündete. Außerdem lässt Lukas den Paulus auf dem Markt oder in einem Lehrsaal Reden halten. Die neuere Forschung bezweifelt „das lukanische Porträt des Apostels als öffentlich agierender Missionsredner. Jüngere Studien postulieren, der Christusglaube habe sich stärker […] über die alltägliche Kommunikation, das lebenspraktische Zeugnis Christusgläubiger in privaten wie auch beruflichen Kontakten und Loyalitätsbindungen unterschiedlichster Art“ ausgebreitet.
Paulus und andere Missionare profitierten von der weiten Verbreitung des Koine-Griechischen im östlichen Mittelmeerraum und des Lateinischen in Militär und Verwaltung, außerdem waren die Verkehrswege gut ausgebaut und relativ sicher. Das schnelle Wachstum christlicher Gemeinden ist nach Peter Gemeinhardt aber nicht durch gezielte Mission in der Art des Paulus erklärbar, sondern durch „(beiläufige) Ausbreitung“, trotz eines eher familienfeindlichen Ethos der frühen Jesusbewegung und einem Trend zur sexuellen Askese vor allem innerhalb der biologischen Familie. Obwohl das Christentum in der vorkonstantinischen Zeit vielgestaltig war, gab es einen wiedererkennbaren „Markenkern“ aus Bekenntnis – Ritus (Taufe und Eucharistie) – Ethos (lebenspraktischen Konsequenzen).
James B. Rives zufolge war nicht das zahlenmäßige Wachstum ausschlaggebend für den Erfolg des Christentums, sondern ein neuartiges Konzept von Religion, das aus drei Komponenten bestand:
- Exklusivität: Wie das zeitgenössische Judentum vertrat das Christentum einen strikten Monotheismus. Der jüdisch-hellenistische Verfasser des Buchs der Weisheit lehnte andere Kulte scharf ab und erklärte sie als menschliche Irrtümer. Paulus und spätere christliche Autoren dagegen sahen die paganen Gottheiten als Dämonen; wer an ihrem Kult teilnahm, diente widergöttlichen Mächten. Die Konsequenz war nicht nur das Vermeiden nichtchristlicher Kulthandlungen, sondern eine latente Feindseligkeit ihnen gegenüber.[24]
- Homogenität: Zwar hat die neuere Forschung herausgearbeitet, wie vielfältig das frühe Christentum war, doch fand bereits im zweiten Jahrhundert und ausgeprägt dann bei Irenäus von Lyon (um 180) eine Normierung des christlichen Bekenntnisses statt, das anschließend in die Anfangszeit zurückprojiziert wurde: alle Abweichler hatten demnach die authentische, von den Aposteln verkündigte Regula fidei verändert und mussten als Häretiker identifiziert und bekämpft werden. Für antike Kulte war es dagegen normal, dass Gottheiten lokal unterschiedlich verehrt wurden und die Kultteilnehmer sich Verschiedenes dabei dachten. Auch der zeitgenössische Platonismus verknüpfte die unveränderliche Lehre mit einer Person der Vergangenheit (Platon), verurteilte Abweichungen und interpretierte Meinungsvielfalt als Beweis des Irrtums. Rives sieht aber die überzeugendere Parallele in dem polemisch vorgetragenen Wahrheitsanspruch verschiedener jüdischer Gruppen (vgl. die Schriftrollen vom Toten Meer). Bereits Paulus griff Mitchristen, die eine andere Meinung von der Bedeutung der Tora für den christlichen Alltag hatten, mit großer Schärfe an. Eine dualistische Weltsicht gab der Polemik bei Paulus, in der Johanneischen Schule oder später beispielsweise bei Polykarp von Smyrna zusätzlich Schub.[25] Der Preis für die Homogenität des christlichen Bekenntnisses war hoch, denn wenn man auf Einheitlichkeit bestand, wurde die allgegenwärtige Vielfalt zum schweren Problem. Andererseits, so Rives, war Homogenität unverzichtbar, um Exklusivität behaupten zu können: war das christliche Bekenntnis diffus, so verschwamm auch die Grenzziehung zur nichtchristlichen Umwelt.[26]
- Totalität: Die griechisch-römische Welt konnte sich, so Rives, in drei verschiedenen Dimensionen auf das Göttliche beziehen: mythisch-poetisch, philosophisch und zivilreligiös. „Anders gesagt, was im modernen westlichen Diskurs Religion genannt wird, ein kohärentes System von Glaubensüberzeugungen und Praktiken, die in einer umfassenden Sicht des Kosmos gründen, gab es in der griechisch-römischen Tradition schlicht nicht.“[27] Dem setzte das Christentum eine dualistische Meistererzählung der Interaktion zwischen Gott und Mensch entgegen. Auch die Isisverehrer verbanden Mythos, Kultus und Philosophie zu einem Gesamtbild, doch wurde dieses, beispielsweise in Plutarchs Traktat über Isis und Osiris, mit weit weniger Nachdruck vertreten als die christliche Weltdeutung. Letztere brachte auch einen neuen Typ des religiösen Führers hervor: „Weil das Christentum gleichzeitig Philosophie, Kult und Gemeinschaft war, konnten christliche Führungspersönlichkeiten die ganze Bandbreite der traditionellen Autoritäten ersetzen und so den Zugang zum christlichen Gott monopolisieren.“[28]

### Entwicklung der Gemeindeorganisation

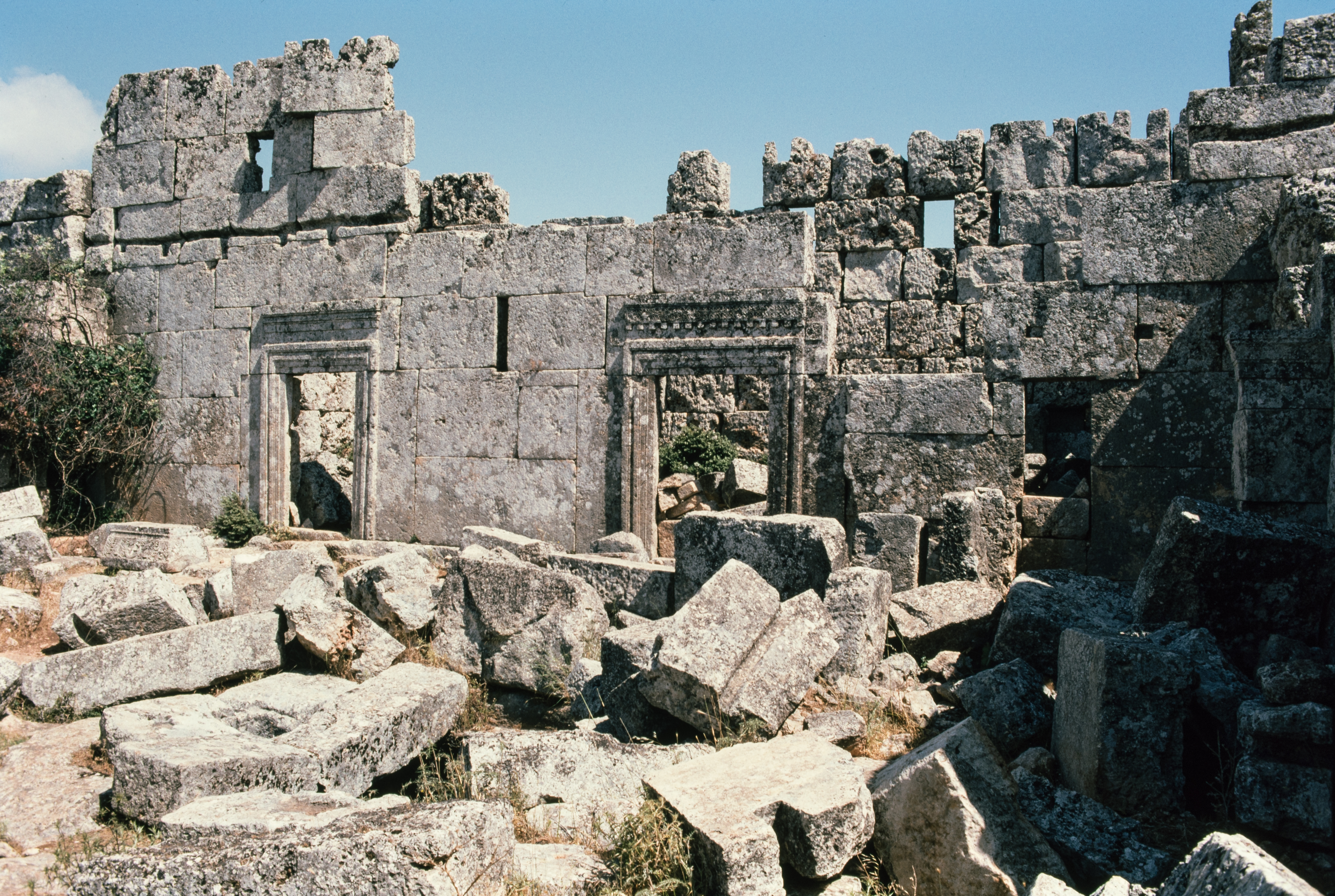
Im Stil einer Villa rustica neu gebaute Kirche in Qirqbize (Syrien), Anfang 4. Jahrhundert. Hier die Fassade zum Hof

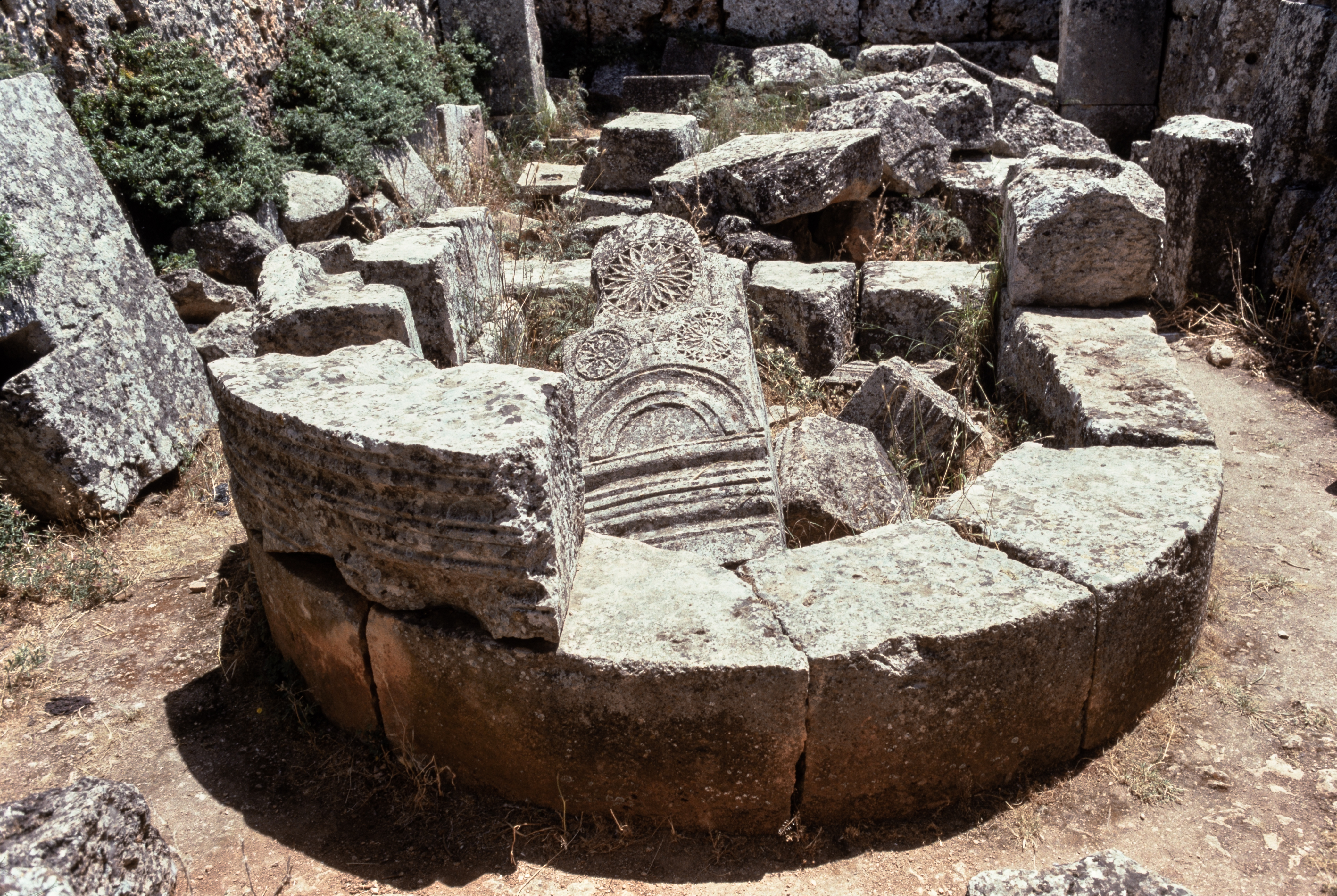
Innenraum der Hauskirche von Qirqbize mit halbrundem Podium (Bema) für den Klerus, der von den Laien getrennt sitzt

Im späten ersten Jahrhundert war eine kollektive Gemeindeleitung durch ein Kollegium von „Ältesten“, Presbytern (πρεσβύτεροι presbýteroi), der Normalfall. Die Gemeinden waren mittlerweile so gewachsen, dass sie verschiedene Treffpunkte in einer Stadt benötigten; das Presbyterkollegium gewährleistete den Zusammenhalt dieser Hauskirchen.
Zusätzlich entwickelte sich im frühen zweiten Jahrhundert ein Leitungsamt, das dem Presbyterkollegium übergeordnet war und als „Aufseher“ (ἐπίσκοπος epískopos) bezeichnet wurde. Gab es zunächst noch mehrere Episkopen in einer Stadt, so setzte sich im Lauf des zweiten Jahrhunderts ausgehend von Syrien und Kleinasien der Monepiskopat durch, also ein auf Lebenszeit ernannter Episkopos pro Stadt; ab dieser Entwicklungsstufe ist es in der Kirchengeschichte üblich, die Episkopen als (Orts-)Bischöfe zu bezeichnen. Neben der Gemeindeleitung war ihre Hauptaufgabe die Weitergabe der authentischen christlichen Lehre. An der Stelle der personengebundenen Autorität trat eine Autorität, die durch das Amt begründet wurde. Der hervorragende Befürworter des Monepiskopats war Ignatius von Antiochia; in den von ihm erhaltenen Briefen setzte er aber neben seiner Amtsautorität als Bischof auch seine persönliche Autorität als angehender Märtyrer auf dem Weg zur Hinrichtung ein (zum besonderen Gewicht der Stellungnahmen von Märtyrern siehe unten). Auffällig ist, so Hartmut Leppin, der Unterschied zur zeitgenössischen Polisverfassung. Diese gab sich zwar vielerorts einen demokratischen Anstrich, war aber eine Oligarchie, deren Mitglieder darauf achteten, dass keiner der Ihren sich zum städtischen Monarchen aufschwingen konnte.
Die Beziehung der Presbyter zum Ortsbischof war im 2. Jahrhundert noch nicht eindeutig; ihre Aufgabe war vor allem die Beratung des Bischofs. Mit wachsender Gemeindegröße und Professionalisierung kamen weitere Ämter hinzu, die auch entlohnt wurden. Der Bischof stand wie ein Monarch seinem Hofstaat vor. Hier bahnte sich die grundsätzliche Unterscheidung von Klerus und Laien an. Eine zentrale Leitung der Kirche existierte in vorkonstantinischer Zeit nicht, doch versammelte sich das Bischofskollegium einer römischen Provinz zu einer Synode (σύνοδος sýnodos „Zusammenkunft“), wenn es Konflikte zu klären galt; der Bischof der jeweiligen Provinzhauptstadt hatte einen Ehrenvorrang bei gleichem Stimmrecht aller Bischöfe. Als Vorteile des Monepiskopats verbucht Leppin, dass die Ortsgemeinden eine „beachtliche Schlagkraft“ entwickelten und das Bischofsamt seinem Träger eine „glanzvolle Stellung“ ermöglichte. Ein Nachteil war die schwierige und konfliktreiche Neubesetzung des Amtes. Außerdem war der Bischof für die Mehrheitsgesellschaft der Repräsentant des Christentums vor Ort. Er war besonders exponiert bei Christenverfolgungen, trat aber als Angehöriger der Oberschicht auf, beispielsweise mit seinem Gefolge, und erfuhr noch im Prozess und bei der Hinrichtung eine statusgemäße Behandlung.

### Christen und Römisches Reich

#### Akzeptanz staatlicher Institutionen
Im Brief an die Römer argumentierte Paulus, Christen seien verpflichtet, Steuern zu zahlen, da Steuereinnehmer und staatliche Behörden generell von Gott eingesetzt seien. Eine solche religiöse Überhöhung der politischen Ordnung war in der Antike ein vertrautes Konzept. Der Verfasser des 1. Petrusbriefs forderte von seinen Lesern ein musterhaftes Verhalten als Untertanen. Christen seien, so betonten auch die antiken christlichen Apologeten, besonders gesetzeskonform; sie beteten für den Kaiser – letzterer war von aller Kritik ausgenommen, wenn über staatliche Repression geklagt wurde.

#### Geschichtsdeutungen
Die erste Generation von Christen erwartete die Wiederkunft Christi noch zu ihren Lebzeiten, und das implizierte das baldige Ende der gegenwärtigen politischen Ordnung. Bis dahin nahmen sie den Status von Fremdlingen in Kauf, deren „Bürgerrecht im Himmel“ war (so Paulus an die Gemeinde in Philippi) oder die sich als Periöken verstanden (so der 1. Petrusbrief). Zum christlichen Spektrum gehörten aber auch Stimmen, die das Römische Reich entschieden ablehnten: die Offenbarung des Johannes malte aus, dass eine Stadt auf sieben Hügeln wegen ihrer Lasterhaftigkeit und der Ermordung von Christen als „Hure Babylon“ von Gott bestraft werden würde, und Minucius Felix zufolge verdankte das Imperium seinen Reichtum dem Raub. Die Weiterentwicklung des politischen Denkens unter Christen zeigt sich bei Athenagoras von Athen, einem Apologeten des 2. Jahrhunderts. Er plädierte dafür, die Christen innerhalb des selbstverständlich vorausgesetzten römischen Imperiums als gleichberechtigtes, durch seinen eigenen Kult gekennzeichnetes Ethnos zu akzeptieren.

#### Christen im Militär

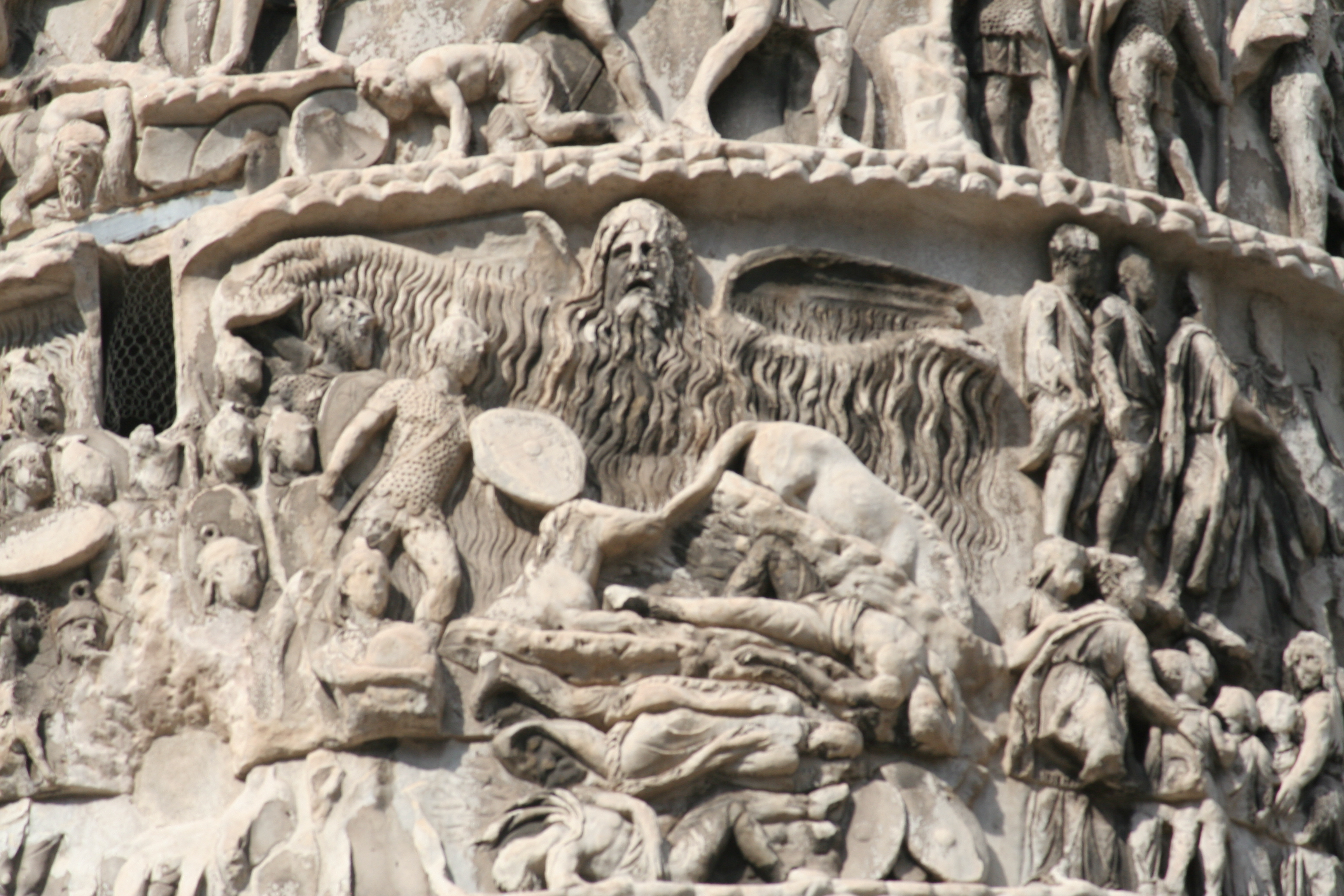
Das sogenannte „Regenwunder im Quadenland“ in paganer Interpretation (Detail der Mark-Aurel-Säule)

Der Militärdienst bot Möglichkeiten des sozialen Aufstiegs und war daher attraktiv. Tertullian zufolge gab es aus Melitene stammende Christen in der kappadokischen Legio XII Fulminata. Eine Teilnahme von Vexillationen dieser Legion an den Germanenkriegen Mark Aurels gilt als plausibel. Außergewöhnliche Wetterphänomene retteten römische Einheiten auf dem Quadenfeldzug (frühe 170er Jahre) in nicht näher bestimmbarer Form; der Kaiser selbst befürwortete eine Interpretation als göttliche Intervention, wie die Darstellung dieses Ereignisses auf der Mark-Aurel-Säule zeigt. Der Apologet Apollinaris von Hierapolis und nach ihm Tertullian schrieben dieses „Regenwunder“ dem Gebet der christlichen Soldaten zu.
Außerdem erwähnte Tertullian christliche Soldaten in der Provinz Africa und in der Prätorianergarde; Clemens Alexandrinus und Origenes bezeugten christliche Soldaten in den in Ägypten stationierten Einheiten. Für Tertullian war es unzulässig, dass Christen freiwillig den Militärdienst wählten, doch akzeptierte er, dass Soldaten sich taufen ließen. Ihnen gestand er zu, dass sie im Militär verblieben. Es gab anscheinend kirchlicherseits Sonderregeln, um solchen christlichen Soldaten ihren Alltag zu erleichtern. Die Position des Clemens Alexandrinus war weniger strikt, da er einen Eintritt von Christen ins Militär nicht kategorisch ausschloss. Zum Problem wurden nicht etwa Feindesliebe und Gewaltverzicht gemäß der Bergpredigt, sondern im Einzelfall die Verweigerung kultischer Handlungen. Das ist insofern inkonsequent, als die tägliche Routine in einer römischen Legion mit Kulthandlungen verbunden war. In der innerchristlichen Diskussion über den Militärdienst von Christen spielte die außenpolitische Bedrohung des Reichs in der vorkonstantinischen Zeit keine Rolle.

#### Christenverfolgungen
Bereits zur Zeit des Paulus konnte die Ablehnung durch die Mehrheitsgesellschaft für Christen gefährlich werden und Maßnahmen römischer Behörden begründen – allerdings lokal und zeitlich begrenzt. Ein berühmtes, aber untypisches Beispiel ist die von Tacitus berichtete stadtrömische Christenverfolgung unter Nero: untypisch darin, dass die Christen keine Chance erhielten, durch Teilnahme am Kaiserkult ihr Leben zu retten. Auch von Standhaftigkeit der Märtyrer verlautete bei Tacitus nichts; sie erregten nur Mitleid. Der Brandstiftung unschuldig, waren sie für Tacitus doch wegen ihrer Schandtaten (flagitia) und wegen ihres Hasses auf die ganze Menschheit (odium humani generis) strafwürdig.
Etwa um das Jahr 100 wurde das Christsein als solches zum Verbrechen erklärt, das die Todesstrafe nach sich zog. Da dies aber nicht rückwirkend galt, war es relativ einfach, durch eine Opferhandlung zu zeigen, dass man kein Christ (mehr) war. Das Opfer wurde also nicht eingefordert, sondern war ein Beweismittel, das der Beschuldigte nutzen konnte.

Opferbescheinigung für zwei Frauen, datiert 14. Juni 250 (Vatikanische Apostolische Bibliothek, Pap. gr. 12)

In der schweren außenpolitischen Krise des Reichs, das ständig in einen Zwei- oder Dreifrontenkrieg an seinen Grenzen verwickelt war, verpflichtete Decius (reg. 249–251) alle Einwohner dazu, Opfer für den Kaiser darzubringen; darüber wurden Bescheinigungen (libelli) ausgestellt. Aus christlicher Sicht war das eine gegen ihre Gemeinschaft gerichtete und erstmals reichsweite Verfolgung. Aber es ist gut möglich, dass es dem Kaiser nicht primär um das Aufspüren von Christen, sondern um die Versöhnung mit den Göttern ging, so Hartmut Leppin. Dass zu den Bürgerpflichten auch die Teilnahme an städtischen Festen und damit an Opfern gehörte, war ein vertrautes Konzept. Politische und kultische Aspekte waren in einer Polis miteinander verschränkt. Einige Christen verweigerten das Opfer und starben als Märtyrer. Aber, so vermutet Leppin, die deutliche Mehrheit opferte gemäß dem kaiserlichen Befehl; viele tauchten unter oder fanden Tricks, mit denen sich das Opfer umgehen ließ. Peter Gemeinhardt sieht bei dem Usurpator und „Soldatenkaiser“ Decius vor allem das Bedürfnis, seine fehlende dynastische oder moralische Legitimation durch kultische Loyalitätsbekundungen der Bevölkerung zu kompensieren.
Kaiser Valerian (reg. 253–260) „machte die Christen gezielt zu Sündenböcken“ für die ständigen Angriffe von Sassaniden, Goten und Sarmaten auf das Reich. Mit einem Edikt vom August 257 forderte er von allen Klerikern die Teilnahme am Staatskult und untersagte christliche Zusammenkünfte und Friedhofsbesuche (letztere waren wegen der christlichen Märtyrerverehrung wichtig geworden). Ein Edikt vom 6. August 258 sah die Todesstrafe für Bischöfe, Presbyter und Diakone vor. Christen aus der Oberschicht sollten zunächst mit Verlust ihrer Ämter und Güter bestraft werden. Beharrten sie darauf, Christen zu sein, sollten sie hingerichtet werden. Vornehmen Frauen drohte Konfiskation ihrer Güter und Verbannung, kaiserlichen Beamten gleichfalls Konfiskation und Zwangsarbeit. Als Valerian 260 in sassanidische Gefangenschaft geriet, hob sein Sohn und Mitregent Gallienus die Verfolgungsmaßnahmen auf.
Die Märtyrerakten heben darauf ab, dass einfache Leute Verhaltensweisen zeigten, die die Elite sich selbst zuschrieb: Selbstbeherrschung und Tapferkeit. Das konnte Nichtchristen beeindrucken, aber auch als theatralisches Gehabe abgetan werden. Die Märtyrer erwarteten einen himmlischen Lohn. Aber in der Zeit, die ihnen bis zur Hinrichtung blieb, hatten sie auch irdischen Ruhm: In ihren Ortskirchen nahmen sie an allen hierarchischen Strukturen vorbei den ersten Platz ein; alles, was sie in der Haft taten oder verkündeten, hatte größte Autorität. Rodney Stark argumentiert, dass die Mitgliedschaft in einer frühchristlichen Gemeinde einen hohen Einsatz verlangte – man musste Beziehungen zur Außenwelt kappen (stigma) und sich in der Gemeinde engagieren (sacrifice), erlebte aber auch in der Gemeinschaft der gleichermaßen engagierten Glaubensgeschwister soziale und emotionale Belohnungen für diesen Einsatz. Deshalb, so Stark, sei das Martyrium für einige Christen eine rationale Entscheidung gewesen: sie erhöhten ihren Einsatz in Erwartung eines umso höheren Lohnes.

### Christen in der antiken Gesellschaft

#### Familie
In der Mehrheitsgesellschaft war der Zweck einer Ehe die Geburt von legitimen Nachkommen, bevorzugt von Söhnen, die, wenn sie das Erwachsenenalter erreichten, die Zukunft der Familie und der Polis sicherstellten. Ehefrauen waren zu absoluter Treue verpflichtet, ihre Partner dagegen nicht. Letztere hatten im Fall sexuellen Fehlverhaltens nicht den Zorn von Gottheiten, sondern die Verachtung ihrer Standesgenossen zu fürchten. Sklaven lebten oft in eheähnlichen Beziehungen, waren aber der sexuellen Gewalt ihrer Besitzer ausgeliefert. Das Christentum positionierte sich beim Thema Ehe grundsätzlich anders. Ihr Zweck war laut Paulus, für die Sexualität beider Partner den richtigen Rahmen zu schaffen. (Wie christliche Sklaven dem nachleben sollten, ist eine Leerstelle in der paulinischen Argumentation.) Bei vorausgesetzter Unterordnung der Ehefrau betonten christliche Autoren seit Paulus gegenseitigen Respekt und Rücksichtnahme – Verhaltensweisen, die in der Kaiserzeit auch in den griechisch-römischen Eliten anschlussfähig waren. Clemens Alexandrinus vertrat eine strenge Regulierung der Sexualität, die nur der Kinderzeugung dienen sollte. Christen sahen die Ehe „im Prinzip als das sittliche Projekt zweier Einzelner, die sich zusammenfanden, und nicht primär als eine Sache der Gemeinschaft … asozial dürfte eine solche Haltung vielen Zeitgenossen erschienen sein.“ Erst recht galt das für die christliche Hochschätzung der Ehelosigkeit und des Verzichts auf Sexualität überhaupt, eine Haltung, die sich um Verpflichtungen gegenüber Familie und Polis offensichtlich nicht scherte.

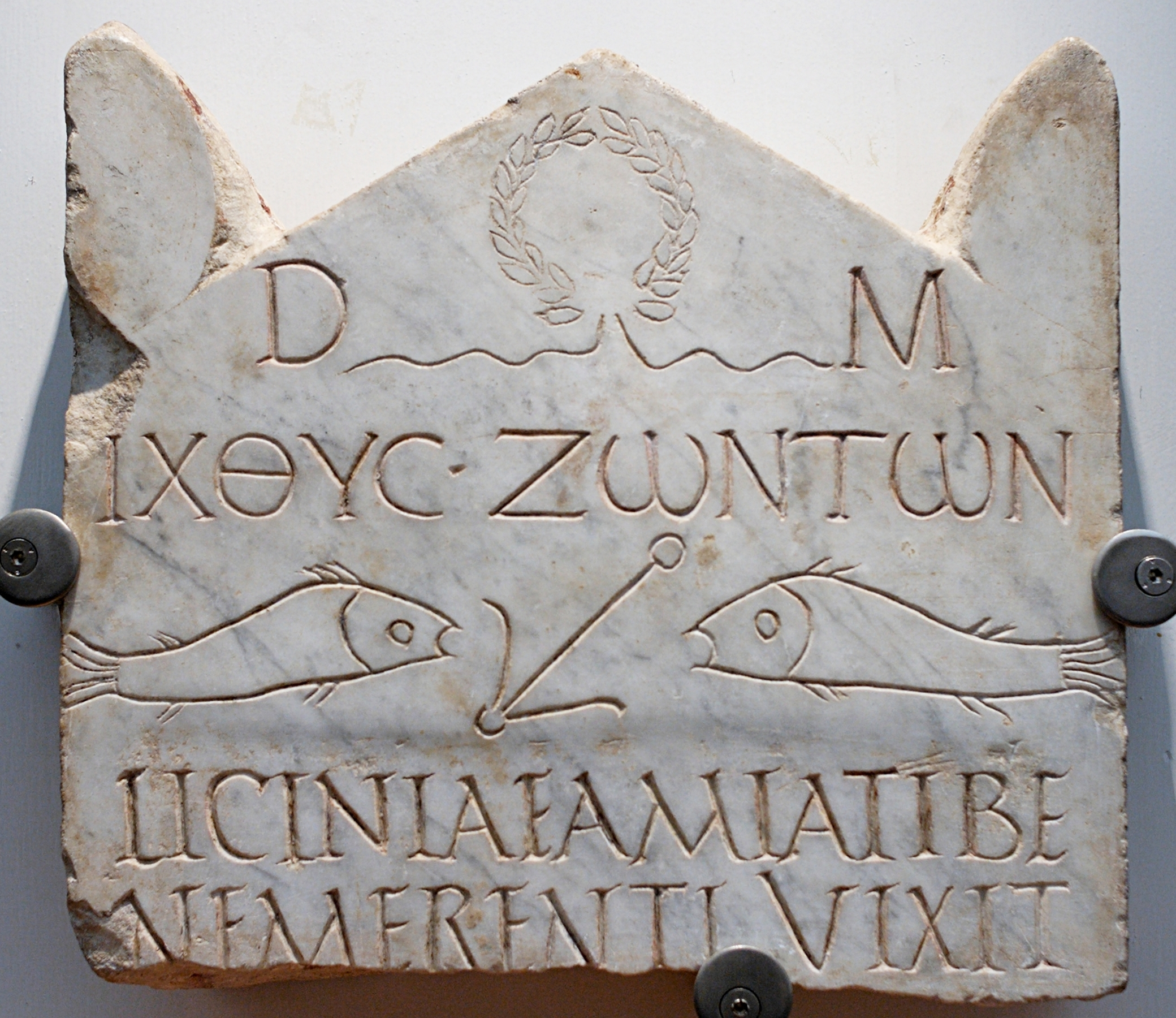
Grabstele der Christin Licinia Amias in der Nekropole des Vatikans, frühes 3. Jahrhundert (Diokletiansthermen)

Die von Mischehen verursachten Probleme kannte bereits Paulus und riet, wenn eine Übereinkunft nicht möglich war, zur Trennung. Tertullian lehnte Mischehen ab. Aber da es über längere Zeit in den christlichen Gemeinden einen Überschuss heiratswilliger junger Frauen gab, war ein völliges Verbot von Mischehen kirchlicherseits nicht durchsetzbar.
Christen stellten sich in eine jüdische Tradition, wenn sie die für die Mehrheitsgesellschaft akzeptable Kindesaussetzung rigoros ablehnten. Jedes Menschenleben war demnach wertvoll. Als Konsequenz daraus übernahmen viele christliche Gemeinden Verantwortung für Waisenkinder, deren Überleben ansonsten davon abhing, ob die Verwandten sich um sie kümmerten. Nur ansatzweise entwickelten einige Städte vergleichbare Hilfseinrichtungen für verwaiste Bürgerkinder.

#### Christliche Sklaven
Sklaven hatten in den christlichen Gemeinden der vorkonstantinischen Zeit eine (verglichen mit der späteren Entwicklung) aktive Rolle, auch wenn die Formulierung des Paulus, unter den getauften Kindern Gottes gebe es „nicht Sklave noch Freier“, eher ein Ideal als eine soziale Realität beschrieb. Paulus erörterte, ob man die Chance einer Freilassung nutzen oder lieber Sklave bleiben solle, und trat im Brief an Philemon als Fürsprecher für den von ihm bekehrten Sklaven Onesimus bei seinem Herrn ein. Ignatius von Antiochia schrieb, dass christliche Sklaven nicht darauf drängen sollten, von der Gemeinde freigekauft zu werden: dies kam also vor, wird aber insgesamt so selten erwähnt, dass Sklavenfreikauf wohl keine verbreitete Praxis war. Der stadtrömische Christ Hermas war ein Freigelassener, der eine Schrift mit dem Titel „Hirte“ verfasste, in der er auch auf seine Zeit als Sklave zurückblickte. Der „Hirte“ war so beliebt, dass er beispielsweise im Codex Sinaiticus als Teil des Neuen Testaments überliefert ist – letztlich gelangte er aber nicht in den Kanon. Eine singuläre Karriere machte der Sklave Callistus, der wegen Betrügereien vor seinem Herrn floh, ergriffen und zur Strafe in eine Tretmühle gesteckt wurde; er wurde später Bischof von Rom (etwa 217–222), hatte allerdings in Hippolyt einen Rivalen, der dieses Amt ebenfalls beanspruchte.

#### Besitzethik
Die erste systematische Behandlung des Themas Reichtum aus christlicher Sicht bot Clemens Alexandrinus um 200 mit dem Traktat Quis dives salvetur. Clemens stellte sich dem Problem, dass es in der Metropole Alexandria begüterte Christen gab, die angesichts einschlägiger Stellen in den Evangelien fürchteten, vom Heil ausgeschlossen zu sein. Für Clemens war Besitz als solcher für das Heil irrelevant; es kam auf den richtigen Gebrauch an. Allerdings konnte Reichtum faszinieren und war insofern gefährlich. Damit formulierte Clemens die Mehrheitsmeinung der Alten Kirche, wie sie auch über die Konstantinische Wende hinweg in Ost und West unisono vertreten wurde. Clemens konnte an zeitgenössische stoische wie auch mittelplatonische Entwürfe anknüpfen. Ziel ist stets die Freiheit von Affekten; der Mensch soll seine Güter verwalten, nicht besitzen. Adolf Martin Ritter vergleicht Clemens mit Seneca und stellt fest, dass letzterer an der Armut seiner Mitmenschen desinteressiert gewesen sei, da das Schicksal die Lebensbedingungen nun einmal unterschiedlich verteilt habe. Bei Clemens liest man dagegen, dass nach Gottes Schöpferwillen alle Dinge Gemeineigentum seien; der Reiche könne seinen Besitz im Rahmen des Notwendigen nutzen, aber es sei „widersinnig, wenn ein einzelner im Überfluß lebt, während die Mehrzahl Mangel leidet.“

#### Christliche Philosophen
Im zweiten und dritten Jahrhundert traten christliche Intellektuelle als Ratgeber, Erzieher und Seelsorger auf, beispielsweise Valentinus, Tertullian, Origenes oder Iulius Africanus. Sie kleideten sich als Philosophen und nutzten das Handwerkszeug der Rhetorik. Einige von ihnen waren nur locker mit den Ortsgemeinden verbunden und „zählten zur großen Zahl der religiösen Freelancer, die in der römischen Kaiserzeit ihr Publikum suchten,“ andere leiteten einen Schulbetrieb.
Bildung war in der Kaiserzeit ein von großen Teilen der Gesellschaft geteiltes Ideal, das aber die pagane Elite als Statusmerkmal für sich beanspruchte. Sowohl Kyniker als auch christliche Philosophen wurden darum als unerwünschte Konkurrenz angegriffen, vorzugsweise, indem sie als ungebildet und sozial niedrigstehend stigmatisiert wurden. An den christlichen Philosophen störte zusätzlich, dass sie ein breiteres Publikum suchten als im philosophischen Betrieb üblich und sich sowohl an Frauen als auch an Jugendliche wandten. Sie bewarben die Todesbereitschaft der Märtyrer ebenso wie eine asketische Lebensführung. Kelsos als paganer Christentumskritiker verteidigte dagegen ein konservatives Bildungsverständnis. Origenes als originellster Kopf unter den christlichen Philosophen konterte damit, dass er das Stigma der geistigen und sozialen Inferiorität, beispielsweise die unliterarische, schlichte Bibelsprache, positiv umwertete. Seine Schule verband Einübung einer christlich-philosophischen Lebensform und Bibelstudium nach allen Regeln der zeitgenössischen exegetischen Kunst.

## Spätantike

### Ausbreitung und Organisation
Zu Beginn der Spätantike um die Wende zum 4. Jahrhundert war das Christentum eine im Westen des Imperiums schwächer, im Osten stärker vertretene Minderheit, die Klaus Martin Girardet auf 5 bis 10 Prozent der Reichsbevölkerung schätzt. Da Spitzenämter in Zivilverwaltung und Militär kaum mit Christen besetzt waren, sei das Christentum „auf keinen Fall […] eine relevante und darum machtpolitisch interessante Kraft […] [gewesen], die geradezu darauf gewartet hätte, von einem ehrgeizigen aufstrebenden Politiker als solche erkannt und für eigene Zwecke genutzt zu werden“. Hinzu kamen in politischer Perspektive höchst unattraktive interne Machtkämpfe des Klerus.
Im Verlauf des 4. und 5. Jahrhunderts erreichte das Christentum alle Provinzen des Imperiums. Die früh mit dem Christentum in Kontakt gekommenen Regionen bieten allerdings ein unterschiedliches Bild:
- Palästina und Syrien: Caesarea Maritima war als Wirkungsstätte des Origenes ein intellektuelles Zentrum des Christentums, und Jerusalemer Bischöfe nahmen ab dem späten 2. Jahrhundert an Synoden teil, doch ansonsten war Syria Palaestina kaum christianisiert.[60] In den syrischen Städten, insbesondere der Metropole Antiochia am Orontes, dominierte ein orientalisch geprägter Hellenismus und wurde Griechisch gesprochen, während die Landbevölkerung Syrisch sprach. Das Christentum war in den Städten früh präsent, tat sich aber mit der Erschließung des Hinterlandes schwer, zumal hier Kulte traditioneller Gottheiten, die teils mit Zeus identifiziert wurden, weiterhin populär waren; regional (Beröa, Apameia) bestand ein syrischsprachiges Judenchristentum fort.[61]

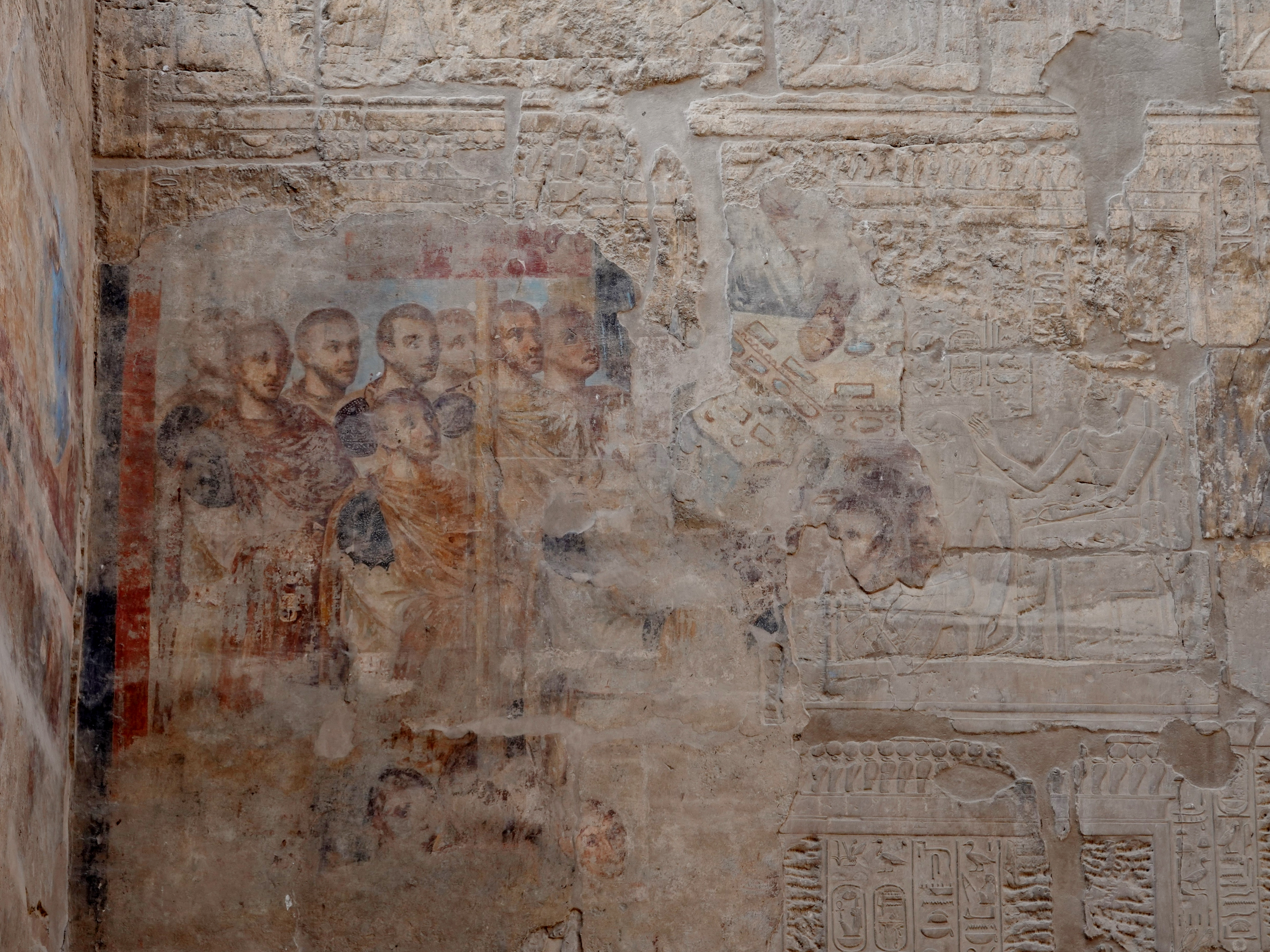
Römische Fresken im Luxor-Tempel

- Ägypten: Roger S. Bagnall stellt fest, dass die Tempel der alten ägyptischen Götter seit dem 1. Jahrhundert massive wirtschaftliche Probleme hatten, die im 3. Jahrhundert offen zutage traten: Beispielsweise wurde der Luxor-Tempel aufgegeben und im späten 3. Jahrhundert als römische Festung genutzt; das Allerheiligste diente nun dem Kaiserkult. Der Niedergang betraf das Tempelpersonal, die Feste, den Einfluss und den Reichtum von Tempeln.[62] „Nicht der Glaube ging verloren, der ägyptische Bauer des 4. Jahrhunderts glaubte so fest wie seine Ahnen an die Heiligkeit des Nils und an die Notwendigkeit, die göttliche Sphäre günstig zu stimmen, um Fruchtbarkeit zu sichern […] Aber der Kult als organisierendes Prinzip der Gesellschaft war verloren. Vielleicht trug dieses Vakuum dazu bei, dass die Christianisierung Ägyptens im 4. Jahrhundert so explosionsartig verlief.“[63] Die diokletianische Verfolgung ab 303 (siehe unten) brachte ans Licht, dass die Hauptorte der meisten Gaue Bischofssitze waren und dass sich das christliche Netzwerk bis in die Dörfer ausgebreitet hatte. Die Übersetzung christlicher Schriften ins Koptische war in vollem Gange. Alle ägyptischen Bischöfe waren direkt vom Bischof von Alexandria abhängig und standen deshalb wie ein Block hinter ihm. Das verlieh dem Inhaber des alexandrinischen Bischofsstuhls eine ungewöhnliche Machtfülle, die weit über Ägypten ausstrahlte. Die wirtschaftliche Macht der ägyptischen Kirche war im 4. Jahrhundert zum großen Teil die des höheren Klerus – von einigen Bischöfen ist bekannt, dass sie bedeutenden Landbesitz hatten oder Nilboote besaßen.[64]
- Griechenland und Kleinasien: Zwar hatte schon Paulus Gemeinden in Korinth, Thessaloniki und Philippi gegründet, aber über die weitere Entwicklung des Christentums auf der griechischen Halbinsel ist nur wenig bekannt; auf dem Konzil von Nicaea 325 nahmen nur wenige Bischöfe aus den zivilen Diözesen Macedonia und Thracia teil.[65] Kleinasien war „ein Mosaik von Gesellschaften, Kulturen und religiösen Traditionen“; doch entsandten die Diözesen Asiana und Pontica zusammen über hundert Bischöfe nach Nicäa, was für ein regional dichtes Netz christlicher Gemeinden in dieser Großregion spricht.[66]

- Italien: Wohl durch Zugezogene aus dem östlichen Mittelmeerraum gelangte das Christentum sehr früh nach Rom; der Brief des Paulus, mit der er sich den dortigen Christen vorstellte (55/56 n. Chr.), ist der erste Beleg für die stadtrömische Christenheit, die bereits auf mehrere Hausgemeinden verteilt war und diese dezentrale Struktur lange beibehielt. Nach der Analyse von Peter Lampe ist die früheste christliche Präsenz für die Regionen Trastevere und Via Appia / Porta Capena anzunehmen, Wohngebiete der armen Bevölkerung. Für die Regionen Aventin (Reg. XIII) und Campus Martius (Reg. IX und VII) sei christliche Präsenz in den ersten beiden Jahrhunderten weniger sicher; hier eröffne sich aber „am ehesten die Möglichkeit, Christen von sozial gehobenerem Niveau anzutreffen.“[67] Lampe weist darauf hin, dass in der stadtrömischen Gesellschaft insgesamt im 2. Jahrhundert der Anteil der Sklaven gesunken, der Anteil der sozial gehobenen Schichten gewachsen sei; die Christenheit der Metropole partizipierte an dieser Entwicklung.[68] Die Beziehungen zwischen Christen und Nichtchristen in Rom waren (verglichen mit Alexandria) relativ harmonisch, vermutet Michele Salzman mit Hinweis auf den Chronograph von 354 mit seinen paganen Festen, astrologischen Angaben und Heiligentagen sowie auf die paganen Motive in christlichen Grabanlagen. Dass das Christentum die staatlich begünstigte Religion war, wurde seit Konstantin im repräsentativen Neubau der Lateranbasilika augenfällig; ihm folgte eine rege bischöfliche Bautätigkeit insbesondere entlang der Ausfallstraßen, an denen die Senatsaristokratie traditionell durch Grabdenkmäler optisch Präsenz zeigte. Patronage für Kirchenbauten wurde allmählich auch für die römischen Eliten attraktiv, aber über das ganze 4. Jahrhundert entstammte kein Bischof von Rom der städtischen Elite, und der erste Papst, der aus der Senatsaristokratie kam, war im Jahr 496 Anastasius II., ein Angehöriger der bedeutenden stadtrömischen Familie der Symmachi.[69] Die Stadt Rom stellte mit ihrem relativ hohen christlichen Bevölkerungsanteil eine Ausnahme dar, ansonsten war Italien weniger christianisiert, als die hagiographische Literatur suggeriert. Eine größere Dichte von Bischofssitzen wies im frühen 4. Jahrhundert nur das „christliche Latium“ auf, je weiter entfernt von Latium, desto weitmaschiger wurde das Netz christlicher Gemeinden.[70]
- Nordafrika: Die durchwegs lateinischsprachigen Christengemeinden scharten sich um das Zentrum Karthago. Ungewöhnlich war die hohe Zahl von Bischofssitzen, im ausgehenden 4. Jahrhundert mindestens 600, die sich auf zwei rivalisierende Hierarchien der Katholiken und Donatisten verteilten. Sie befanden sich auch außerhalb von Städten, etwa in Siedlungen von Landarbeitern; in Numidien und Mauretanien gab es eigene Bistümer für sesshaft gewordene Nomadenstämme.[71] Trotz staatlicher Repression waren die Donatisten lange in der Mehrheit, so dass sich die katholische Kirche in einer doppelten Frontstellung gegen ein lebendiges Heidentum und gegen eine andere Ausprägung des Christentums befand. Typisch für Nordafrika waren die bei Heiden und Christen gleichermaßen beliebten Totenmähler.[72]

### Christen und Römisches Reich

#### Diokletianische Verfolgung

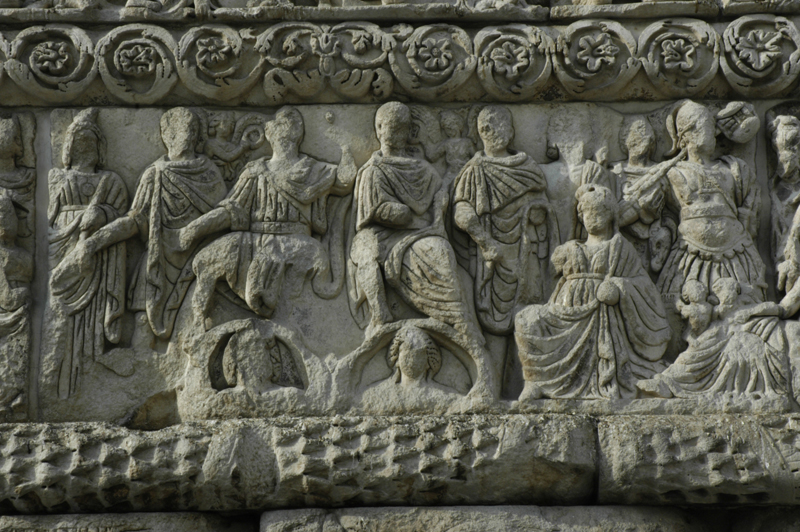
Tetrarchenrelief des Galeriusbogens in Thessaloniki

Nach seinem Amtsantritt 284 hatte Diokletian die Christen zunächst gewähren lassen; er hatte den Bau einer Kirche gegenüber seinem Kaiserpalast in Nikomedia geduldet und den bekannten christlichen Rhetor Lactantius in die Hauptstadt berufen. Diokletians persönliche Frömmigkeit ist gut bezeugt; er unterstellte sich besonders dem Schutz Jupiters. Nachdem er im Jahr 302 den Manichäismus wegen religiöser Neuerungen und angeblicher Sympathien mit dem neupersischen Sassanidenreich (wo sich später auch eine reichsinterne christliche Kirche etablierte) verboten hatte, ging er im folgenden Jahr gegen das Christentum vor. Die Gründe für diesen Kurswechsel sind unsicher. Werner Portmann vermutet, dass die innerchristlichen Streitigkeiten um die Besetzung von Bischofsstühlen ein Ausmaß angenommen hatten, in dem sie „als Bedrohung der disciplina publica aufgefaßt wurden, gegen die mit Zwangsmaßnahmen vorgegangen werden mußte.“ Frank Kolb und Karl-Heinz Schwarte argumentieren dagegen, dass die Zerschlagung des Christentums die religiösen Grundlagen der Tetrarchie sichern sollte. Da Münzprägungen die Tetrarchen bei der Opferdarbringung darstellten, verstanden sich diese Herrscher nicht selbst als Götter, doch, so Kolb, „in den Herrschern und ihren Handlungen ist das göttliche Wesen präsent, und so können die Augusti Diokletian und Maximian sich als jupiter- und herculeshaft darstellen und als praesens lupiter bzw. praesens deus adorieren lassen … In den Handlungen der Herrscher, in ihren Handlungsqualitäten, ihren virtutes, mit denen sie den Erdkreis von allem Übel befreien, äußert sich ihre göttliche Wirkungskraft, ihr numen. Ihre Taten sind mithin die Manifestation des Göttlichen.“ Das Tetrarchenrelief des Galeriusbogens in Thessaloniki (Foto) verdeutlicht diesen Anspruch: Die beiden Augusti, flankiert von den beiden Caesares und stehenden Gottheiten, thronen als Herrscher des Kosmos bzw. als Repräsentanten von Juppiter und Hercules über der durch Tellus, Oceanus und personifizierten Provinzen oder Regionen des Imperiums dargestellten irdischen Sphäre. Mit dem geplanten Abtreten des „integrativen Herrschers“ Diokletian im Jahr 305 drohte die Tetrarchie instabil zu werden; dem beugte Diokletian vor, indem er die Christen als exotische Außenseiter stigmatisierte und so das Identitätsbewusstsein der paganen Bevölkerungsmehrheit stärkte, vermutet Philip Aubreville.
Die Verfolgungsmaßnahmen Diokletians zielten auf die kirchliche Infrastruktur: Das Edikt vom 24. Februar 303 ordnete die Zerstörung von Kirchengebäuden und heiligen Schriften an, der Klerus wurde inhaftiert und unter Androhung der Todesstrafe zum Kaiseropfer gezwungen. Die Opferdarbringung war außerdem für alle Reichsbewohner in verschiedenen Situationen vorgeschrieben, beispielsweise für alle Beteiligten an einem Gerichtsverfahren. Auf den ersten Blick scheint es, als wären die Christen damit juristisch wehrlos geworden – sie wollten nicht opfern und konnten deshalb nicht prozessieren. Die Regelung ließ sich aber unterlaufen, indem man einen Beauftragten vor Gericht auftreten ließ. Immer wieder zeigte sich, dass der Zugriff der Behörden auf die Bevölkerung nicht sehr effektiv war. Die Umsetzung der Verfolgungsmaßnahmen erfolgte regional unterschiedlich konsequent: im Westen schwächer, im Osten stärker; „am heftigsten wütete die Verfolgung aber zweifellos in Ägypten“. Ab 305 war sie durch Konflikte innerhalb der Tetrarchie weitgehend ausgesetzt. Das von Galerius am 30. April 311 im Namen aller Tetrarchen erlassene Toleranzedikt erlaubte den Christen, ihren Kult wieder auszuüben und „zu ihrem Gott für unser Heil, für das Heil des Staates und für ihr eigenes Heil zu beten“.

#### Von der Duldung zur Förderung

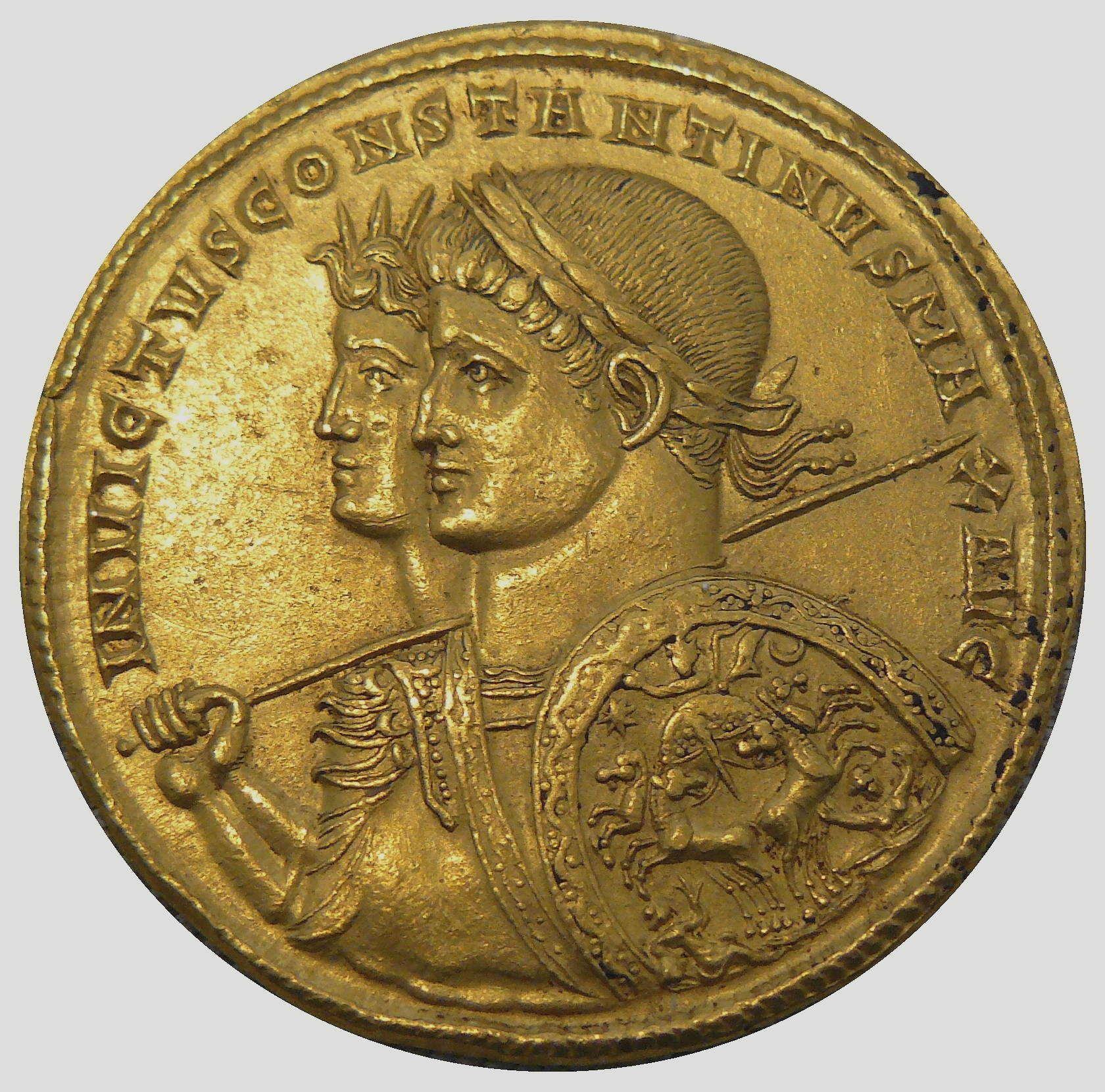
Goldmultiplum Konstantins. Münzstätte Tarragona, 313 n. Chr. (Cabinet des Médailles, Paris)

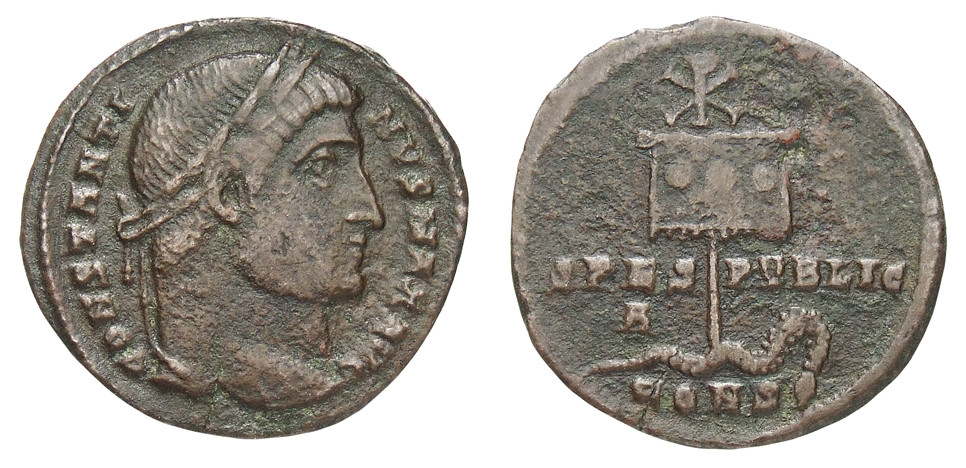
Nummus Kaiser Konstantins; Vorderseite: Kopf Konstantins mit Lorbeerkranz; Rückseite: Feldzeichen (labarum) auf eine Schlange gesteckt; darüber das Christusmonogramm. Münzstätte Konstantinopel, 327 n. Chr. (Münzkabinett Berlin)

Die persönliche religiöse Haltung Kaiser Konstantins zwischen Christentum und Heidentum war schon für die Zeitgenossen schillernd. Ob diese Doppeldeutigkeit gewollt war und ob die kaiserliche Religionspolitik machtpolitischen Überlegungen oder einer persönlichen Hinwendung zum Christengott (womöglich mit einem Visionserlebnis) folgte, wird unter Althistorikern kontrovers diskutiert. Hartwin Brandt urteilt, dass Konstantin sich zwar seit der Schlacht an der Milvischen Brücke als Christ verstanden habe, aber „als politischer Pragmatiker und Realist mit klaren herrschaftspolitischen Zielen und machtpolitischen Einsichten in der Lage war, bis zu einem bestimmten Grade nicht nur Toleranz gegenüber herkömmlichen Kulten walten zu lassen, sondern sogar eine gewisse persönliche Nähe seiner Person zu bestimmten traditionellen Gottheiten zu konzedieren – […] besonders zu dem Sonnengott Sol Invictus.“ Konstantins Münzprägung zeigt kaum christliche Bezüge und betont die Nähe des Herrschers zu Sol, beispielsweise zeigt ein Goldmultiplum von 313 (Foto) das Doppelporträt von Konstantin und Sol; zusätzlich trägt der Kaiser einen Schild, auf dem Sol auf seiner Quadriga flankiert von Tellus, Okeanos und zwei Gestirnen zu erkennen ist.
Konstantin legte ein großes Kirchenbauprogramm auf, das vor allem die Stadt Rom und die den Christen heiligen Stätten in Palästina mit repräsentativen Sakralbauten versah. Außerdem restituierte er in großem Umfang christliches Eigentum, das in der Diokletianischen Verfolgung eingezogen worden war; Empfänger war aber dezidiert „die Kirche, und zwar die katholische der Christen“ – Konstantin hatte in den innerchristlichen Streitigkeiten seine Wahl getroffen. Der lebenslang amtierende katholische Klerus wurde von allen städtischen munera freigestellt, erhielt vermutlich auch Steuerfreiheit, allerdings nicht die Befreiung von der Grundsteuer als wichtigster staatlicher Einnahmequelle. Er sollte die Muße genießen, um sich desto besser dem Kult des Christengottes widmen zu können. Der Eintritt in den Klerikerstand wurde dadurch so attraktiv, dass Männern, deren Vermögen sie für den Dekurionenstand qualifizierte, nicht gestattet wurde, sich durch die Aufnahme in den Klerus dieser Pflicht zu entziehen.
Konstantin wertete das Bischofsamt auf und gab ihm Befugnisse im außerkirchlichen Raum. Insbesondere durfte in einem Prozess jede der streitenden Parteien an das Bischofsgericht (episcopalis audientia) appellieren. Dessen Urteilsspruch war dann nicht mehr durch weitere Instanzen korrigierbar, da die bischöfliche Rechtsprechung die „Autorität der heiligen Religion“ (sacrosanctae religionis auctoritas) hatte. Bischöfe erhielten außerdem das Recht, Eheschließungen zu testieren; durch staatliche Zuteilungen von Brotgetreide für Bedürftige wie auch durch das Privileg für Kirchengemeinden, Erbschaften anzunehmen, wurde die karitative Tätigkeit wesentlich erleichtert. Kleriker erhielten das Recht, Sklavenfreilassungen vor der Gottesdienstgemeinde vorzunehmen (manumissio in ecclesia). Bisher waren dafür städtische Magistrate zuständig; die neue kirchliche Alternative war im Ablauf vereinfacht und dadurch attraktiver.

#### Alte und neue Rollen des Kaisers
In der römischen Kaiserzeit kam dem Herrscher die Verantwortung für das Wohl (salus) des Reichs zu; als Pontifex maximus überwachte er die gewissenhafte Ausübung des richtigen Kultes (vera religio). Konstantin hielt den christlichen Kult für staatstragend – und seiner kaiserlichen Verantwortung entsprechend beanspruchte er in der Christenheit Kontrollfunktionen. Nachdem er sich in einem „Akt höchsten Eigenwillens“, so Peter Brown, unter den Schutz des Christengottes gestellt hatte, privilegierte und beaufsichtigte er die Kleriker und insbesondere Bischöfe als „Ritualexperten“; seine nichtchristlichen Untertanen habe er in religiöser Hinsicht „weitgehend sich selbst überlassen.“
In Bezug auf die nichtchristliche Bevölkerungsmehrheit verstand sich Konstantin als „Bischof / Aufseher derer, die draußen sind“ (ἐπίσκοπος τῶν ἐκτός epískopos tõn ektós); er sei für ihr gottgefälliges Leben zuständig und sei Entscheidungsinstanz in allen außerkirchlichen Fragen. Für die zum Konzil versammelten Bischöfe sei er „gemeinsamer Bischof / Aufseher“ (κοινὸς ἐπίσκοπος koinòs epískopos). Über die nichtchristlichen Untertanen herrschte Konstantin seinem Anspruch nach direkt, über die christlichen Untertanen indirekt.
Alle legitimen Kaiser des 4. Jahrhunderts wurden nach ihrem Tod divinisiert, daran änderte auch ihr Bekenntnis zum Christentum seit Konstantin nichts. Diese Ehrung des toten Kaisers diente der machtpolitischen Stabilisierung seines legitimen Nachfolgers. Konstantin wurde in der von ihm konzipierten Apostelkirche in einem Sarkophag umgeben von zwölf Kenotaphen der Apostel beigesetzt:

„Er selbst hatte diesen Ort für den zwangsläufigen Zeitpunkt seines Todes ausersehen, wobei er in freudiger Zuversicht, die ihm sein überaus fester Glaube eingab, voraussah, daß sein Leichnam nach dem Tode des Apostelnamens teilhaftig und so nach dem Ende der Gebete gewürdigt werde, die hier zu Ehren der Apostel verrichtet würden. Deshalb befahl er, dort auch Gottesdienst zu halten, und stellte in der Mitte einen Altar auf. Zwölf Kenotaphe errichtete er wie heilige Säulen zu Ehren und zum Gedächtnis des Chores der Apostel. Mitten unter sie stellte er seinen eigenen Sarg, so daß zu beiden Seiten desselben je sechs für die Apostel standen.“

Rudolf Leeb zufolge verstand sich Konstantin als Nachfolger des siegenden und triumphierenden Christus. Er interpretiert die kaiserliche Grablege entsprechend: „Konstantin hat sich in seiner Funktion und mit dem von den Untertanen anerkannten Charisma des römischen Kaisers als christusähnlicher irdischer Stellvertreter Christi verstanden und auch so beisetzen lassen.“ Stefan Rebenich formuliert pointiert: Mit dieser Positionierung seines Sarkophags zwischen den Apostel-Kenotaphen „postulierte, ja usurpierte er in der Sprache der christlichen Ikonographie die Rolle Christi.“ Dem widerspricht Reinhart Staats, der die These vertritt, Konstantin habe „einige Kenntnis vom Leben und von den Briefen des Apostels Paulus“ gehabt; in einzelnen Gesetzen Konstantins findet er Bezugnahmen auf diese neutestamentlichen Schriften, und so sei es plausibel, dass Konstantins Grablege in der Apostelkirche sein Selbstbild als „dreizehnter Apostel“ verdeutlichte. Auch Andreas Müller sieht Parallelen zwischen der Vita Constantini und der Apostelgeschichte des Lukas, führt diese aber auf die Intentionen des Kirchenhistorikers Eusebius von Caesarea zurück: Eusebius zufolge wollte Konstantin durch die Positionierung seines Sarkophags nicht nur Anteil an der heiligen Kraft der symbolisch präsenten zwölf Apostel bekommen, sondern auch von der diesen dargebrachten Verehrung profitieren. „Ob der Kirchenhistoriker damit die ursprüngliche Intention des Kaisers trifft, sei dahingestellt. Möglicherweise wollte dieser tatsächlich, wie zuletzt vor allem von Rudolf Leeb behauptet, als Abbild Christi selber verehrt werden.“
Philostorgios zufolge versammelten sich nach Konstantins Tod Christen unter der Konstantinssäule auf dem städtischen Forum, die von einer Kaiserstatue mit Attributen des Sonnengottes bekrönt war. Sie hätten dort geopfert, Lichter angezündet und inzensiert, Gelübde abgelegt und um die Abwehr von Schaden gebetet. Diese gottgleiche Verehrung Konstantins stieß schon bald auf kirchliche Kritik und wurde uminterpretiert, doch offizielle Dokumente des Kaiserhofs bezeichneten den Herrscher weiterhin als „göttlich“, „heilig“ (sacer) und „ewig“, im byzantinischen Hofzeremoniell stand ihm bis ins 9. Jahrhundert die Anrede „Gott“ zu.
Indem sich die Kaiser nach Konstantin auf das Christentum stützten, wurde ihre Rolle gestärkt, und sie gewannen neue Handlungsoptionen. Andererseits wurden sie geschwächt, da sie nicht mehr nur die Unterstützung von Senat und Militär brauchten, sondern zusätzlich auch mit Bischöfen und Asketen zu tun hatten, die ihnen gegenüber mit Freimut Kritik üben durften und dank ihrer großen und loyalen Anhängerschaft von den Kaisern respektiert werden mussten. Die politische Kommunikation der Kaiser berücksichtigte, dass es im 4. Jahrhundert viele Nichtchristen in den Eliten und im Militär gab, und bezog sich auf Begriffe, die für beide Seiten akzeptabel waren, etwa bei der Herrscherausrufung, bei Triumphzügen oder beim Gebet des Heeres an den einen Gott.
Nach Theodosius I. und bis zu Maurikios zogen die Kaiser des Ostreichs nicht mehr persönlich in den Krieg, da nicht ihre Anwesenheit, sondern ihre Frömmigkeit als siegbringend galt. Diese Frömmigkeit speiste sich nun aus den alttestamentlichen Erzählungen über die Könige Israels. Vor allem König David stand Modell für die neue Herrschertugend der Demut und der (öffentlichen) Buße.

#### Maßnahmen gegen christliche „Häretiker“
In seiner kaiserlichen Verantwortung für die richtige Ausübung des christlichen Kultes leitete Konstantin nach eigenen Angaben die „Ehrfurcht gegenüber der gesetzmäßigen allgemeinen Kirche“ (αἰδῶ τῇ ἐνθέσμῳ καθολικῇ ἐκκλησίᾳ aidỗ tễ enthésmō katholikễ ekklēsía); deshalb gingen die Donatisten in der Provinz Africa bei der Restituierung des bei der diokletianischen Verfolgung eingezogenen Vermögens und bei der Ausstattung der Kleriker mit Privilegien leer aus. Dagegen protestierten sie mit einer nicht erhaltenen Eingabe beim Kaiser, der 313 in Rom (nicht, wie es bisheriger christlicher Praxis entsprochen hätte, in Africa) eine Synode zusammentreten ließ, um den Fall als kirchliche Disziplinarsache zu verhandeln. Dagegen appellierten die Donatisten erneut an den Kaiser, der nun 314 eine Reichssynode nach Arles einberief, die wiederum die Donatisten verurteilte, wogegen diese nochmals an den Kaiser appellierten, so dass eine immer größere Konfusion entstand, bei der Konstantin zunehmend tiefer in innerkirchliche Abläufe eingriff. Er entschied letztlich mit einem Dekret, dass der Donatismus eine „unerlaubte“ Glaubensrichtung (religio illicita) sei, und ließ diese Ausprägung des nordafrikanischen Christentums staatlicherseits verfolgen, bis er ihr aus politischen Gründen 321 Toleranz gewährte.
Anders gelagert war der zwischen christlichen Theologen in Antiochia und Alexandria ausgetragene Streit, wie die einmalige Bedeutung Jesu Christi mit dem Monotheismus zusammengedacht werden konnte. Konstantin verstand den Sinn von Diskussionen um das richtige Bekenntnis nicht; für ihn ging es um den korrekt vollzogenen Kult, und der war nicht tangiert. Daher mahnte er die beiden Hauptkontrahenten Alexander und Arius zur Versöhnung. Da diese auf seinen Vermittlungsversuch nicht eingingen, wurde er nun von sich aus tätig und lud die Bischöfe des Reichs zu einer Synode in den kaiserlichen Palast ein.
Konstantin „trat als pontifex maximus auf, wenn er im Prunkgewand in den Festsaal zog, die Beratungen mit einer Rede eröffnete und als Laie (!) unter Bischöfen an den Verhandlungen teilnahm und aktiv mitentschied. Die Einigung auf die ‚homoousios-Formel‘ war nach Euseb auf Befehl Konstantins vollzogen worden.“ Da eine Geschäftsordnung des Konzils von Nicäa nicht erhalten ist, ist in der Forschung strittig, ob der dem Kaiser nahestehende Bischof Ossius von Córdoba den Vorsitz hatte und der ungetaufte Laie Konstantin als eine Art Ehrenpräsident mitwirkte – oder ob Konstantin persönlich dem Konzil vorstand und die Christenheit damit erstmals ein sichtbares Oberhaupt hatte: den Kaiser. Für letzteres plädiert Girardet wegen der „vielfältigen Übereinstimmungen mit den Strukturen der in Staat und Kirche der Spätantike üblichen Verfahrensweise beratender Gremien (Senat, Dekurionenrat, Konzilien) … zusammen mit den vom ius publicum und vom munus principis her geprägten Aussagen des Kaisers.“ Auch Brandt sieht Konstantin als Vorsitzenden des Konzils und Ossius als theologischen Berater des Kaisers. Arius wurde von der Synode verurteilt und mit der Kirchenstrafe der Exkommunikation sowie der weltlichen Strafe der Verbannung belegt; Konstantin rehabilitierte ihn im Jahr 327.
Ein Präzedenzfall für die Verfolgung christlicher Dissidenten durch die Strafgerichtsbarkeit war die öffentliche Hinrichtung des spanischen Asketen Priscillian und einiger Anhänger am 11. November 385 in Trier. Priscillians strenge Askese sorgte in der spanischen Kirche für Unruhe; Bischof Hydatius von Mérida wandte sich in dieser Sache an Bischof Ambrosius und Kaiser Gratian, der die Ausweisung Priscillians anordnete. Nachdem eine Synode in Bordeaux Priscillian 384 verurteilt hatte, wurde er in Trier wegen unzüchtigen Verhaltens und Schadenszaubers angeklagt, worauf nach römischem Recht die Todesstrafe stand. Der Usurpator Magnus Maximus wollte mit diesem Vorgehen gegen die Asketengruppe Priscillians Unruhen in Gallien ersticken. Auch die Fürsprache Martins von Tours rettete Priscillian nicht mehr.

#### Reichskirche seit Constantius II.
War die Christenheit in vorkonstantinischer Zeit ein regional unterschiedlich dicht geknüpftes Netz von meist städtischen Ortsgemeinden unter Leitung ihres Bischofs, so bildete sie in Folge der Konstantinischen Wende Organisationsformen oberhalb und unterhalb der Bischofsebene aus:
- nach unten: Parochien, denen jeweils ein Presbyter vorstand, sowohl innerstädtisch als auch in den zunehmend kirchlich erschlossenen ländlichen Regionen;
- nach oben: Kirchenprovinzen (Metropolien), denen jeweils ein Metropolit als primus inter pares vorstand, im Zuschnitt meist den staatlichen Verwaltungseinheiten folgend. Mehrere Metropolien bildeten einen größeren Verband, im Verlauf des 5. Jahrhunderts entstanden daraus fünf Patriarchate Rom, Alexandria, Antiochia, Konstantinopel (nach 381) und Jerusalem (nach 451); diese sogenannte Pentarchie war „weniger eine Kirche als ein System aus fünf Großkirchen“.[109]

In der deutschsprachigen Forschung ist es üblich, die nachkonstantinische Kirche als Partnerin eines christlichen Kaisertums mit dem Begriff „Reichskirche“ zu bezeichnen; allerdings konnte die Kirche nie reichsweite ständige Institutionen ausbilden, und über die Rolle des christlichen Kaisers gab es innerkirchlich keinen Konsens. Jan-Markus Kötter schlägt vor, Reichskirche als „Zusammentreffen der Systeme ‚Kirche‘ und ‚Reich‘“ zu definieren. Bischöfe reisten mit dem staatlichen cursus publicus und standen im Briefwechsel mit Kaisern; Kaiser beriefen kirchliche Synoden ein und setzten deren Beschlüsse mit staatlicher Macht durch, was wiederum von den Bischöfen eingefordert wurde. Auffällig war die Instabilität der kirchlich-kaiserlichen Partnerschaft, wie sie sich in wechselnden dogmatischen Vorgaben und Bündnissen zwischen Kaisern und Gruppen von Bischöfen zeigten. Dabei ist nicht relevant, ob die Beteiligten in der Kirchengeschichtsschreibung als rechtgläubig beurteilt wurden. „Auch ein als häretisch empfundener Kaiser beeinflusste die Kirche, auch als häretisch empfundene Kirchenvertreter hatten eine Relevanz für das Reich.“
Als Merkmale der Reichskirche nennt Gunther Gottlieb: „Einheit des Glaubens, einheitl. Kirchenorganisation u. Autorität der Kirchenhierarchie, Einbindung der chr. Religion als Leitreligion mit dem Ziel, Kircheneinheit als tragende Stütze der Reichseinheit zu verstehen.“ Die Kirche wurde demnach von den Kaisern zunächst erfolgreich zur Stabilisierung eines sich auflösenden Reichs in Dienst genommen, auch habe sie, etwa durch ihre karitativen Projekte, als verlängerter Arm des Staates gedient. Dieses Modell steht allerdings in Spannung zum Verständnis kaiserlichen Regierungshandelns, wie es im Anschluss an Fergus Millar in neueren Darstellungen vertreten wird: „Anstelle traditioneller Vorstellungen von einer sich verdichtenden Staatlichkeit im Sinne eines vereinheitlichenden, flächendeckenden und dirigistischen Zugriffs der kaiserlichen Zentrale auf die Reichsbewohner wird mittlerweile zunehmend betont, dass das Regierungshandeln auch des spätantiken Kaisers vom Prinzip des ‚petition and response‘ geprägt gewesen sei, der Kaiser somit auch weiterhin verstärkt auf situative und lokale Anfragen ‚von unten‘ reagiert habe.“

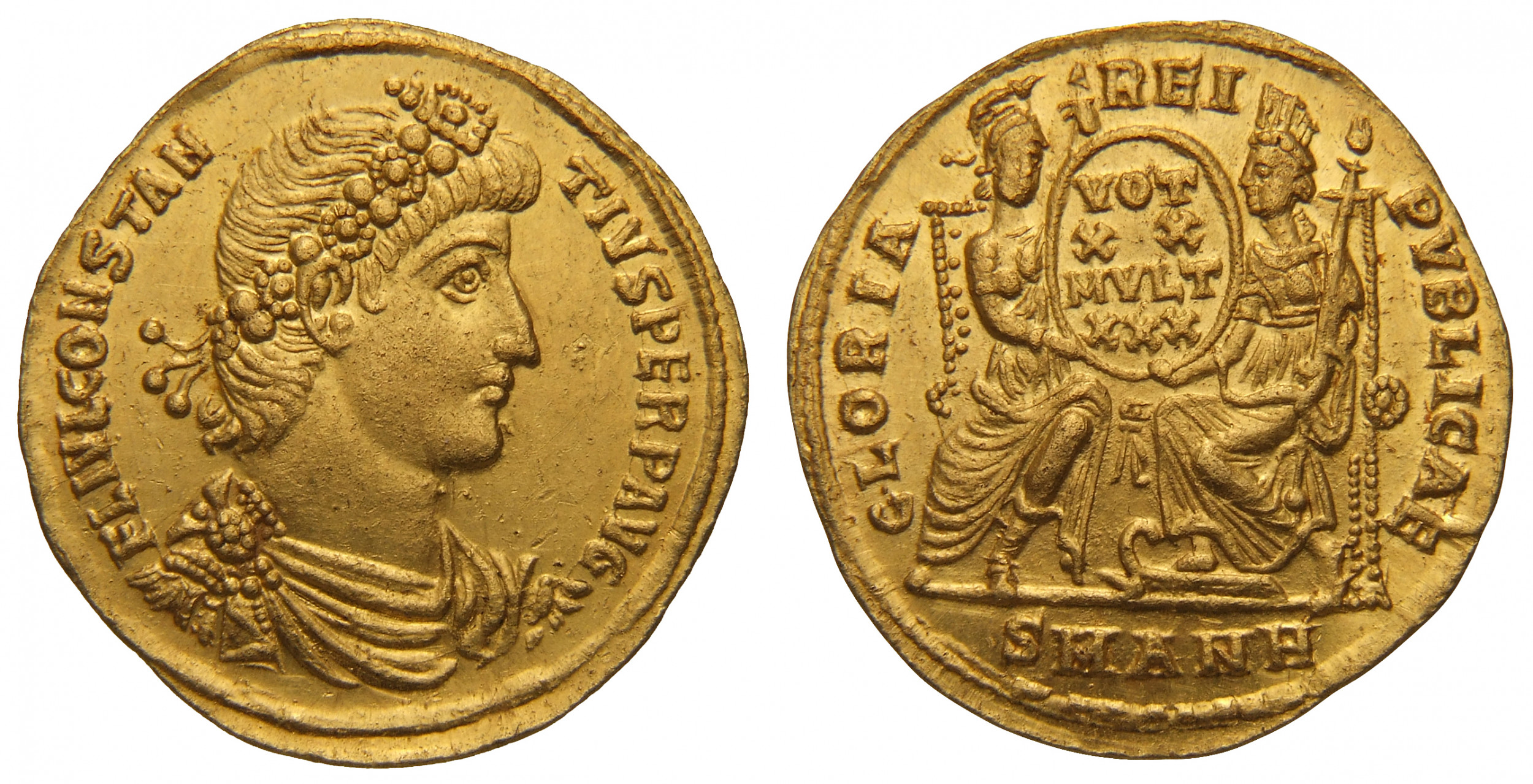
Solidus Kaiser Constantius’ II; Vorderseite: Büste Constantius’ mit Diadem; Rückseite: Personifikationen von Rom und Konstantinopel thronen nebeneinander. Münzstätte Antiochia am Orontes, 347–355 n. Chr. (Münzkabinett Berlin)

Constantius II. gilt als Inbegriff eines dirigistisch die Reichskirche von oben durchsetzenden Kaisers. Steffen Diefenbach verweist aber darauf, dass Constantius II. weit weniger als sein Vater Konstantin an der Klärung von Glaubensfragen auf Synoden interessiert gewesen sei. Er habe vor allem auf die Personalpolitik zur Erreichung seiner Ziele gesetzt: Der Kaiser nahm auf die Neubesetzung wichtiger Bischofssitze Einfluss und isolierte missliebige Bischöfe wie beispielsweise Athanasius von Alexandria. Das auf der Doppelsynode von Rimini und Seleukia verabschiedete homöische Glaubensbekenntnis (359–360) gilt gemeinhin als vielversprechende Grundlage einer in Glaubensfragen geeinten Reichskirche, die aber durch den baldigen Tod des Kaisers 361 und der Neuausrichtung der kaiserlichen Religionspolitik unter seinem Nachfolger Julian um ihre Wirkung gebracht worden sei – bei Kirchenhistorikern mit der Einschränkung, dass dieser Bekenntnistext als theologisch unbefriedigend gilt. Hier widerspricht Diefenbach grundsätzlich: nicht nur dieser Bekenntnistext, sondern Synodalbekenntnisse generell seien „geradezu dysfunktional – ungeeignet, um die Einheitsbildung vorantreiben, jedoch ausgesprochen wirkungsvoll, um Polarisierungen zu befördern.“ Denn weiterhin hatte die Kirche ihre traditionell segmentäre Struktur, in der der Ortsbischof mit seinem Predigen und seinem katechetischen Unterricht der Inbegriff der Rechtgläubigkeit war, gestärkt vom Konzept der apostolischen Sukzession. Nun aber lieferten die im Lauf des 4. Jahrhunderts immer zahlreicher formulierten Bekenntnistexte Schützenhilfe für Presbyter, Mönche, aber auch die Mitbischöfe, um die Autorität eines Ortsbischofs zu untergraben.

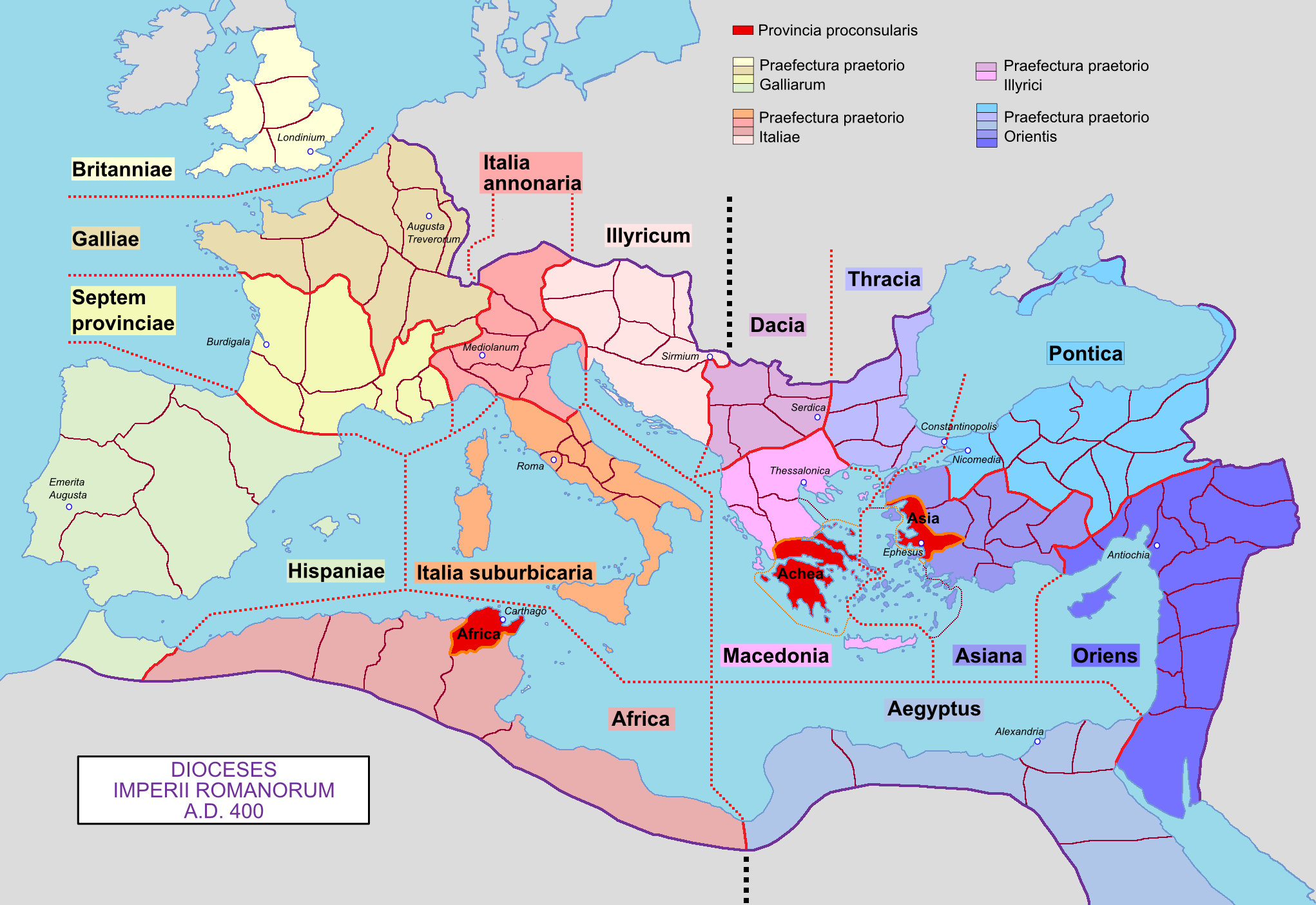
Administrative Gliederung des Imperium Romanum im Jahr 400

Dank der segmentären Struktur waren Konflikte um das Bekenntnis in vorkonstantinischer Zeit lokal oder regional begrenzt geblieben. Nun wurden sie auf reichsweiten Synoden bzw. Konzilien ausgetragen – mit der unerwünschten Nebenwirkung, dass Befürworter und Gegner sich aus bislang unbeteiligten Regionen des Reichs zu Wort meldeten und die als Häresie verurteilte unterlegene Position, die plötzlich vielerorts Anhänger hatte, auch als eine Bedrohung des Reichs wahrgenommen wurde. Beispielsweise wurde die Lehre des Arius im Westen erst durch das Konzil von Nicäa bekannt. Das Konzil von Chalcedon (451) formulierte die christologische Zweinaturenlehre so pointiert, dass viele Bischöfe im Osten des Reichs sich unter Häresieverdacht gestellt sahen. Entsprechend heftige Abwehrreaktionen setzten ein. Unterschiedliche theologische Denktraditionen prallten auf dem Forum eines Konzils also unvermittelt aufeinander, so dass man sich in der Folge gegenseitig als häretisch sah.
In der Reichskirche bekamen Rangunterschiede zwischen Bischöfen große Bedeutung, da es jetzt nicht mehr um den Ehrenvorrang der Bischöfe bedeutender Städte ging, sondern um Vorrechte von Metropoliten und Patriarchen, die kirchenrechtlich auf Konzilien (in Kanones) fixiert wurden. „Es wurde charakteristisch für spätantike innerkirchliche Konflikte, dass ein bis dahin flexibles Gewohnheitsrecht in der Fixierung festgeschriebener und klar umrissener Rechte erstarrte.“ Die oberste Ebene der spätantiken Reichskirche stellte fünf Patriarchen als Oberhäupter von Großkirchen nebeneinander. (Der Bischof von Jerusalem erhielt diesen Rang ehrenhalber und bleibt als Patriarch ohne große politische Bedeutung hier außer Betracht.) Ihre Rangordnung und ihre Interventionsrechte außerhalb ihres Patriarchats waren am heftigsten umkämpft – Konflikte, in die die Kaiser unvermeidlich immer wieder hineingezogen wurden, da nur sie solche patriarchalen Ansprüche durchsetzen konnten. Die Patriarchate von Rom, Antiochia und Alexandria beanspruchten für sich die Gründung durch den Apostel Petrus (bzw. seinen Sekretär Markus); dabei hatte der Patriarch von Alexandria de facto im Osten die größte Macht. Quer dazu kam ein politisches Prinzip, denn Konstantinopel war Reichshauptstadt. Das Konzil von Konstantinopel (381) stellte fest: „Der Bischof von Konstantinopel soll nach dem Bischof von Rom den Ehrenvorrang besitzen, weil diese Stadt das neue Rom ist“ (can. 3). Während die Patriarchate Alexandria und Antiochia das Territorium der staatlichen Diözesen Aegyptus und Oriens erhielten, war der Einflussbereich von Rom und Konstantinopel strittig: sowohl im Illyricum, dem Grenzbereich zwischen Ost- und Westreich, als auch in den „Barbarenländern.“ Gegen den päpstlichen Primatsanspruch, wie er seit Leo dem Großen geltend gemacht wurde, tendierten die Kaiser dahin, den Patriarchen von Konstantinopel zu begünstigen – allerdings nicht ganz konsequent, so dass der Bischof von Thessaloniki als päpstlicher „Vikar“ Metropolitanrechte im Illyricum erhielt, das dem Patriarchat von Konstantinopel zugeschlagen worden war: eine Konstruktion, die bis ins Mittelalter konfliktträchtig blieb. Gemeinhardt fasst zusammen: „Die Pentarchie war eine eindrucksvolle Theorie, die allerdings nie […] der ekklesialen Realität entsprach, sondern zu einer Polarisierung zwischen Rom und Konstantinopel tendierte.“

#### Intermezzo: Religionspolitik Kaiser Julians
In der kurzen Zeit seiner Alleinherrschaft (361–363) nahm Kaiser Julian die von seinem Onkel Konstantin begründete Begünstigung der katholischen Kirche zurück. Julian strebte eine Erneuerung des Polytheismus an, nach Einschätzung Hans-Ulrich Wiemers „eine hybride Mischung aus traditioneller griechisch-römischer Kultpraxis, neuplatonischen Philosophemen und christlicher Wohltätigkeit. Die organisatorische Form, die Julian der kultischen Gemeinschaft aller Hellenen zu geben gedachte, war keine Imitation der christlichen Kirche seiner Zeit, sondern übertrug Strukturen des römischen Staates auf den kultischen Bereich.“ Teil seines Programms war ein sehr ambitioniertes Rollenbild des provinzialen Oberpriesters, der nicht wie ein christlicher Bischof von der Ortsgemeinde, sondern vom Kaiser benannt werden sollte. Der Oberpriester sollte alle Priester seiner Provinz anleiten und unterrichten, nötigenfalls auch bestrafen, außerdem Armenhäuser und Herbergen (die erst noch zu gründen waren) beaufsichtigen. Wie praktikabel dies gewesen wäre, und wie die Anhänger traditioneller Kulte zu den kaiserlichen Reformplänen standen, zeigte sich nicht mehr, da Julian am 26. Juni 363 während des Perserfeldzugs fiel.
Julian täuschte sich, so Wiemer, wenn er meinte, dass das Christentum ohne staatliche Unterstützung von allein verschwinden würde. Dazu sei es bereits zu tief auf lokaler Ebene in den Mittel- und Unterschichten überall im Imperium verwurzelt gewesen. Andererseits war das Christentum zu Julians Zeit immer noch eine Minderheit, und Wiemer sieht Hinweise, dass die Wiederbelebung der traditionellen Kulte und die Privilegierung ihrer Priester bei den lokalen Eliten vielerorts Zustimmung fand. Diese Eliten hatten es bisher häufig vermieden, für oder gegen das Christentum Stellung zu beziehen. Erfolg hatte Julians Religionspolitik sowohl beim Kaiserhof als auch im Militär.

#### Langsame Christianisierung der Senatsaristokratie

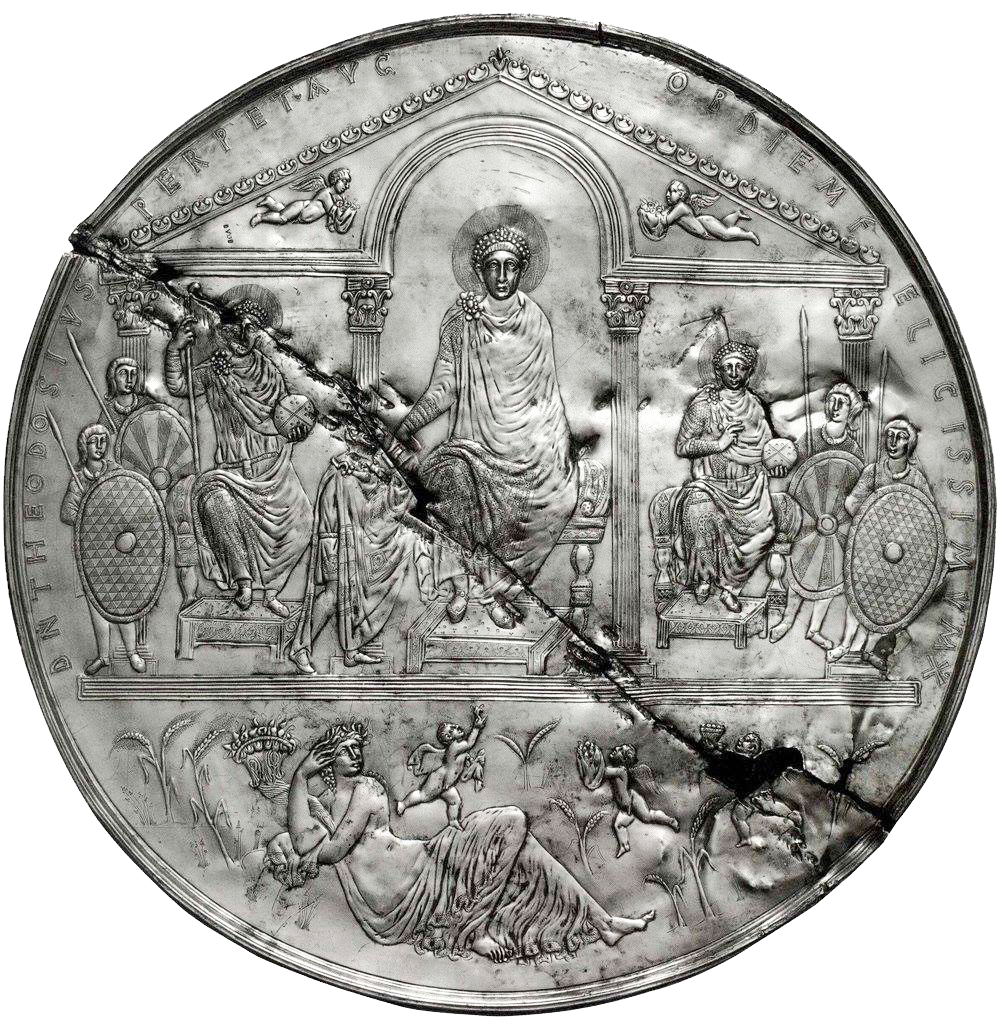
Theodosius-Missorium, spätes 4. Jahrhundert (Real Academia de la Historia, Madrid)

Im lateinischsprachigen Westen brachte die Privilegierung durch Konstantin und seine Nachfolger die Bischöfe in eine ambivalente Situation. Denn weiterhin fehlte ihnen der Reichtum und der ererbte Status, der die spätrömischen Eliten auszeichnete. Der (mit der kurzen Ausnahme Kaiser Julians) christliche Kaiserhof in Konstantinopel bot den Eliten, die dort verkehrten, ständig Anreize, zum Christentum zu konvertieren. „Weit weniger Übertritte zum Christentum scheint es in solchen Regionen wie Rom, seinem Hinterland und Teilen Afrikas gegeben zu haben, wo … das alte Geld immer noch regierte und die traditionellen Schichten und ihre Klienten am festesten verwurzelt waren.“
Das Theodosius-Missorium veranschaulicht, wie der überlebensgroße Kaiser einem mit verhüllten Händen vor ihn tretenden Provinzialen als Gnadenerweis die Ernennungsurkunde zukommen lässt. Die nobiles brauchten außer ihrem ererbten Reichtum auch ein öffentliches Amt, um ihre standesgemäße Rolle spielen zu können, und insofern waren sie von der Gunst des Kaisers abhängig. Die stadtrömischen nobiles sahen solche Ämter allerdings als etwas, das ihnen von alters her zustand. Als Repräsentant dieser Gruppe ist insbesondere Quintus Aurelius Symmachus durch seinen Briefwechsel bekannt. Er war, wie die Mehrheit seiner Standesgenossen, ein Verehrer der alten Götter; doch korrespondierte er mit christlichen wie nichtchristlichen Adligen Roms gleichermaßen wie mit Freunden. Die Ähnlichkeiten überwogen den religiösen Unterschied: Die christliche Minderheit unter den stadtrömischen nobiles veranstaltete auf eigene Kosten Spiele im Kolosseum und im Circus Maximus, die denen ihrer paganen Kollegen in nichts nachstanden.
Im Mai 384 übernahm Symmachus das Amt des Stadtpräfekten von Rom. Kaiser Gratian hatte die Privilegien der Vestalinnen beschneiden lassen, was in Rom als Akt mangelnder Ehrerbietung des fernen Kaisers gegenüber einer uralten Institution nicht gut ankam. Symmachus trat in einer relatio für die Vestalinnen ein. Bischof Ambrosius von Mailand, der, so Peter Brown, Interesse an einer Eskalation hatte, behauptete gegenüber Gratians Nachfolger Valentinian II. fälschlicherweise, dass Gratian den heidnischen Kult in Rom völlig habe beseitigen wollen, und rückte 384 den Victoriaaltar in der Curia Iulia in den Mittelpunkt des Konflikts.
Symmachus protestierte dagegen, dass ein uralter Kult von den Launen eines Herrschers abhängig sein sollte; aber Ambrosius hatte die Interessenlage des Kaisers besser eingeschätzt. Dieser sah sich als Schützling der Victoria in einem Näheverhältnis zur Göttin – dazu brauchte es keine besondere Statue in Rom. „Die Victoria des Kaisers hatte keinen festen Platz. Sie durfte nicht an ein einzelnes Gebäude in einer fernen Stadt gebunden werden, wo eine Clique stolzer Adliger sich unter einem klassischen Kunstwerk versammelte und verdächtiger, heidnischer Rauch vom Altar aufstieg.“ Er lehnte Symmachus’ Antrag ab, und Ambrosius feierte seinen Erfolg, der aber, so Brown, weit weniger bedeutend war, als Ambrosius es darstellte. Schließlich war Gratian gar nicht grundsätzlich gegen pagane Kulte in Rom vorgegangen, und so bestanden diese auch nach 384 weiter.

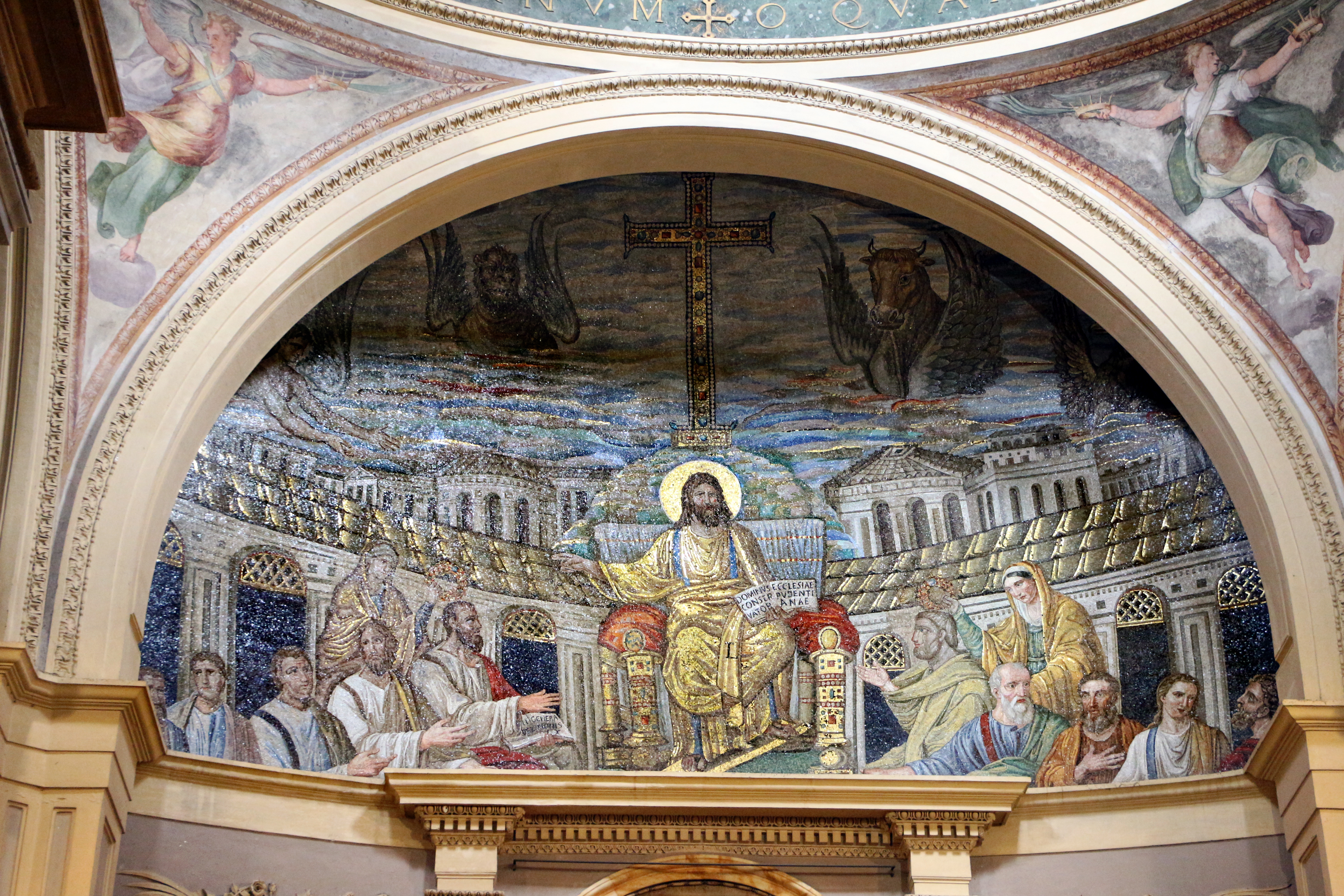
Christus thront zwischen den als Senatoren gekleideten Aposteln (Apsismosaik von Santa Pudenziana, Rom, Anfang 5. Jahrhundert)

Die römische Senatsaristokratie entwickelte mehrheitlich erst im Verlauf des 5. Jahrhunderts Interesse an einer Konversion zum Christentum; ausschlaggebend war dafür, so Michele Salzman, dass ihr die christliche Botschaft in „aristokratisierter“ Form präsentiert wurde:
- Die kirchliche Karriere war demnach ein (verglichen mit dem Eintritt in den Staatsdienst) sicherer Weg, durch ein Amt Ehre zu erlangen.
- Familiärer Reichtum musste keineswegs aufgegeben werden, sondern ließ sich mit Akten vornehmer Wohltätigkeit (Almosen, Kirchenbau) verbinden.
- Klassische literarische Bildung galt weiterhin als wertvoll, auch wenn einige Asketen das Gegenteil behaupteten. Das Christentum war eine Buchreligion, verfügte über eine eigene Literatur. Wichtig war, dass Bischöfe als rhetorisch versierte Prediger und Briefschreiber ein anspruchsvolles Publikum beeindruckten.
- Das zentrale aristokratische Konzept der Freundschaft ließ sich nur mit Schwierigkeiten christlich umformulieren; Bischöfe konnten dies aber ausgleichen, indem sie selbst ihre Freundschafts-Netzwerke kultivierten.
- Heilige vornehmer Herkunft wurden als Vorbilder des Glaubens präsentiert; das kirchliche Amt steigerte ihre ererbte nobilitas in unübertroffener Weise.

Salzman fasst zusammen: „Am Ende nahmen Aristokraten das Christentum in Gemeinschaft ihrer Familie und Freunde an. … Was es hieß, ein Aristokrat zu sein, wandelte sich. Demut und Wohltätigkeit gegenüber den Armen beispielsweise zählten mehr. Aber was es hieß, ein Christ zu sein, wandelte sich ebenfalls. Die Sorge um amicitia, honos, Kultur und nobilitas hielt Einzug in den Diskurs der Glaubensgemeinschaft.“

#### Trauma der Plünderung Roms (August 410)
Obwohl die militärische Sicherheit der Stadt Rom schon länger bedroht war, kam ihre Einnahme nach kurzer Belagerung durch die Westgoten unter Alarich für die Zeitgenossen unerwartet und schockierte Christen wie Nichtchristen. Allerdings sind nur wenige pagane literarische Reaktionen auf dieses Ereignis bekannt, vor allem Rutilius Claudius Namatianus’ Gedicht De reditu suo (417).
Die christliche Apologetik in lateinischer Sprache behandelte das Thema intensiv. Augustinus von Hippo leistete dazu den größten Beitrag. Aus nordafrikanischer Perspektive hatte er schon länger Schreckensmeldungen aus verschiedenen Provinzen des Reichs so gedeutet, dass die Kinder Gottes nun einmal überall leiden müssten, in Italien unter den Goten, in Gallien und Spanien unter den Vandalen und Alanen, in Ägypten unter den Blemmyern – und in Nordafrika unter gewalttätigen christlichen Häretikern, nämlich Donatisten und Circumcellionen. Die Plünderung Roms, deren Details durch zahlreiche Geflüchtete in Hippo bekannt wurden, bewirkte aber solches Entsetzen, dass die Gleichsetzung von Goten und Donatisten nicht mehr griff. Von 412 bis 426 oder 427 arbeitete Augustinus an seinem geschichtstheologischen Hauptwerk De civitate Dei. Darin setzte er sich mit der These paganer Christentumskritiker auseinander, dass das Wohlergehen Roms von der Verehrung der traditionellen Götter abhängig sei. Hauptsächlich ging es Augustinus aber um Trost für seine verstörte christliche Leserschaft; zu diesem Zweck zeichnete er Alarich als arianischen, aber immerhin christlichen Herrscher möglichst positiv (er achtete das Kirchenasyl) und versuchte, die Brutalität der Goten herunterzuspielen. Allem, was die Einwohner Roms erlitten hatten, ließ sich in Augustinus’ „Theodizee um jeden Preis“ ein positiver Sinn abgewinnen. Augustinus griff sich eine Reihe von Beispielen aus der älteren und neueren Geschichte heraus, um die Plünderung Roms zu relativieren. Das entkräftete zwar das Argument der Gegenseite, trug aber nichts zum Verständnis der durch die Völkerwanderung entstandenen politischen Situation bei. Anders als etwa Orosius, der die Ereignisse in ihrer chronologischen Folge darstellte und so bei aller Apologetik Zusammenhänge erkannte, ist Augustinus für Heinrich Schlange-Schöningen das „Paradebeispiel für einen historisch argumentierenden Theologen, der zwar ein Krisenbewußtsein zeigt, das Wesen der Krise jedoch nicht erkennen kann oder will.“
Der originelle geschichtstheologische Beitrag Augustinus’ besteht in der Lehre von zwei Gemeinwesen (civitates), die seit der Weltschöpfung miteinander verschränkt existieren: die civitas Dei („Gottesstadt“) und die terrena civitas („irdische Stadt“). Die Weltgeschichte periodisierte er gemäß den sieben Schöpfungstagen; seit Christi Geburt befinde man sich im sechsten Zeitabschnitt; der siebte Zeitabschnitt werde der (dem Sabbat der Schöpfungswoche entsprechende) endzeitliche Friede sein. Zwar konnte Augustinus die civitas Dei mit der Kirche und die terrena civitas mit dem Imperium Romanum gleichsetzen, aber ersteres gilt nur für die Kirche der endzeitlichen Vollendung, letzteres nur vom heidnischen Rom der Vergangenheit. Seine Leser lud Augustinus dazu ein, sich als Bürger der himmlischen civitas Dei und pilgernde Fremdlinge auf Erden zu verstehen. Während die Kinder dieser Welt Gott gebrauchen wollten, um weltliche Güter zu genießen, gebrauchten die Kinder Gottes die Güter dieser Welt, um Gott zu genießen. Inbegriff irdischer Güter war für Augustinus der Friede (pax terrena). Die Kinder dieser Welt streben Eintracht (concordia) und Frieden wegen irdischer Vorteile an; die Kinder Gottes betrachten den vergänglichen irdischen Frieden als gute Gabe Gottes und Rahmenbedingung für ihre Pilgerschaft – insofern stimmen civitas Dei und terrena civitas bei allem überein, was für das irdische Leben notwendig ist.
In deutlichem Unterschied zu Eusebius von Caesarea, der Kirchengeschichte und Kaisergeschichte in der Gestalt Konstantins konvergieren ließ, war für Augustinus unwichtig, unter wessen Herrschaft die Christen lebten, solange sie nicht zu gottlosen Taten gezwungen würden. Er entkoppelte die Heilsgeschichte von der Geschichte des Imperium Romanum – ein im Blick auf den Niedergang des Weströmischen Reichs zukunftsträchtiges Modell. Denn damit erleichterte er nach Einschätzung Peter Gemeinhardts dem Christentum, „unter sich radikal ändernden Bedingungen zur dominierenden Religion in den gentilen Reichen zu werden.“

#### Reichskirche seit Justinian

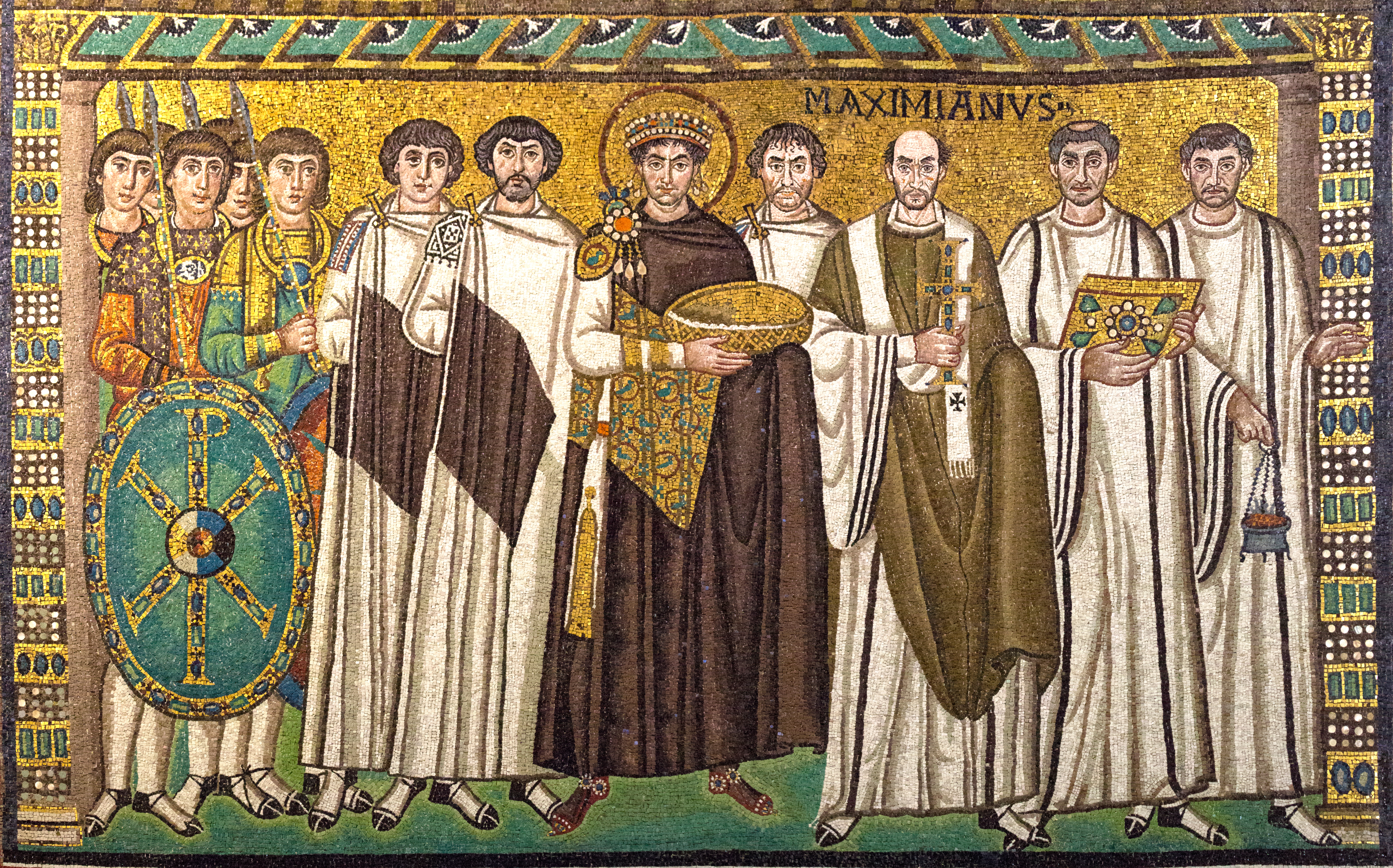
Kaiser Justinian I. mit seinem Gefolge (Mosaik, San Vitale, Ravenna)

Nach der Reichsteilung von 395 konsolidierte sich das Oströmische Reich, das aufgrund von Transformationsprozessen nun als Byzantinisches Reich angesprochen wird. Die Reichskirche als Partnerin des christlichen Kaisertums bestand, anders als im Westen, bis zur osmanischen Eroberung von Konstantinopel (1453) kontinuierlich fort. In Kenntnis der von Papst Gelasius I. 494 formulierten Zweigewaltenlehre und im deutlichen Unterschied hierzu bezeichnete Justinian I. (reg. 527–565) das Verhältnis von Kaiser und Kirche als „gute Übereinstimmung“ (συμφωνία ἀγαθή symphōnía agathḗ): dem Klerus oblag demnach die fürbittende Unterstützung des weltlichen und kirchlichen Handelns des Kaisers. Gott selbst habe den Kaiser als „lebendiges Gesetz“ (lex animata) zu den Menschen gesandt. Dieser Anspruch wurde von lateinischen Theologen wie Facundus von Hermiane zwar kritisiert, von den oströmischen Bischöfen dagegen akzeptiert. Dass die Patriarchen seit 491 bei der Kaiserkrönung mitwirkten, die seit 602 in Kirchenräumen, seit 641 in der Hagia Sophia stattfand, veranschaulicht dieses Konzept der Symphonia.
Mit Justinian kam eine Entwicklung zum Abschluss, die bereits mit dem Henotikon des Kaisers Zenon (482) begonnen hatte: Die Kaiser begnügten sich nicht mehr damit, auf Synoden oder Konzilien beschlossene Glaubenssätze für alle Bischöfe des Reichs verbindlich zu machen (die Reichsbewohner waren hier zunächst nicht adressiert), sondern proklamierten ihr eigenes Glaubensbekenntnis. Die im Codex Iustinianus 1,1,5 gebotene Textfassung war eine Art theologisches Programm Justinians aus dessen ersten Regierungsjahren. Es wiederholte Formeln früherer Konzilien, ohne diese namentlich zu nennen, und stellte eine Weiterentwicklung der christologischen Aussagen des umstrittenen Konzils von Chalcedon dar. Mit seinem eigenen Bekenntnisakt erzwang Justinian qua kaiserliche Autorität die Zustimmung aller Reichsbewohner; abweichende Überzeugungen, die bisher im privaten Bereich toleriert wurden, waren nun illegal.
Die Bischöfe erhielten durch die justinianische Gesetzgebung weitreichende Kompetenzen in der städtischen Verwaltung. Städtische Honoratioren und städtischer Klerus gemeinsam hatten bei der Bischofswahl ein Vorschlagsrecht, die Entscheidung stand dem Metropoliten zu. Quer dazu bewahrten die zahlreichen privaten Stiftungen von Märtyrergedenkstätten, Oratorien, Klöstern und karitativen Einrichtungen (gerade auch innerstädtisch) mit den dort tätigen Klerikern und Mönchen eine relative Unabhängigkeit gegenüber dem Ortsbischof. Nachdem Justinian zahlreiche neue kirchenbezogene Gesetze erlassen hatte, wurde das gesamte ältere kirchenrechtliche Material erfasst, systematisiert und von der Trullanischen Synode 680/681 approbiert (Concilium Quinisextum). Erst jetzt wurde das Konzept der Pentarchie rechtlich verbindlich fixiert. Es war allerdings dadurch geschwächt, dass einerseits in Alexandria und Antiochia infolge des christologischen Streits rivalisierende Hierarchien entstanden waren, andererseits das Byzantinische Reich im Osten aufgrund der islamischen Expansion starke Gebietsverluste hinnehmen musste. Der Patriarch von Konstantinopel, der in Rechtstexten als „ökumenisch“ bezeichnet wurde (ein von den Päpsten bestrittener Anspruch), hatte wegen der Nähe zum Kaiserhof und wegen seiner Jurisdiktion über die zentrale Region Kleinasien eine dominierende Stellung. Ausdruck dessen war die seit 448 bestehende „ständige Synode“, das de-facto-Leitungsgremium der byzantinischen Reichskirche. Ihre Mitglieder waren der Patriarch von Konstantinopel und die Bischöfe, die sich aktuell in der Hauptstadt aufhielten.
Die byzantinische Reichskirche verbrauchte Schätzungen zufolge im 6. Jahrhundert sowohl an Geld als auch an Arbeitskraft mehr Ressourcen als die gesamte staatliche Verwaltung, die Armee ausgenommen – für karitative Institutionen (Hospitäler, Einrichtungen für Alte, Waisen und Witwen usw.), für Klerus und Episkopat, Immobilien und öffentliche Zeremonien. Ihr Vermögen, das vor allem in einem großen Landbesitz bestand, hatte sie durch private Schenkungen und Vermächtnisse wie auch staatliche Zuwendungen erworben. Kirchenland war unveräußerlich und steuerlich begünstigt. Das Land wurde größtenteils im Rahmen der Emphyteuse verpachtet. Der Niedergang des 7. Jahrhunderts, verursacht durch die Gebietsverluste des Reichs im Osten, betraf auch die Kirche, doch konnte sie die Bewirtschaftung ihrer Ländereien einigermaßen aufrechterhalten und war im 8. Jahrhundert der nach dem Staat größte institutionelle Grundbesitzer.

### Christen in der antiken Gesellschaft

#### Euergetismus und Sozialfürsorge

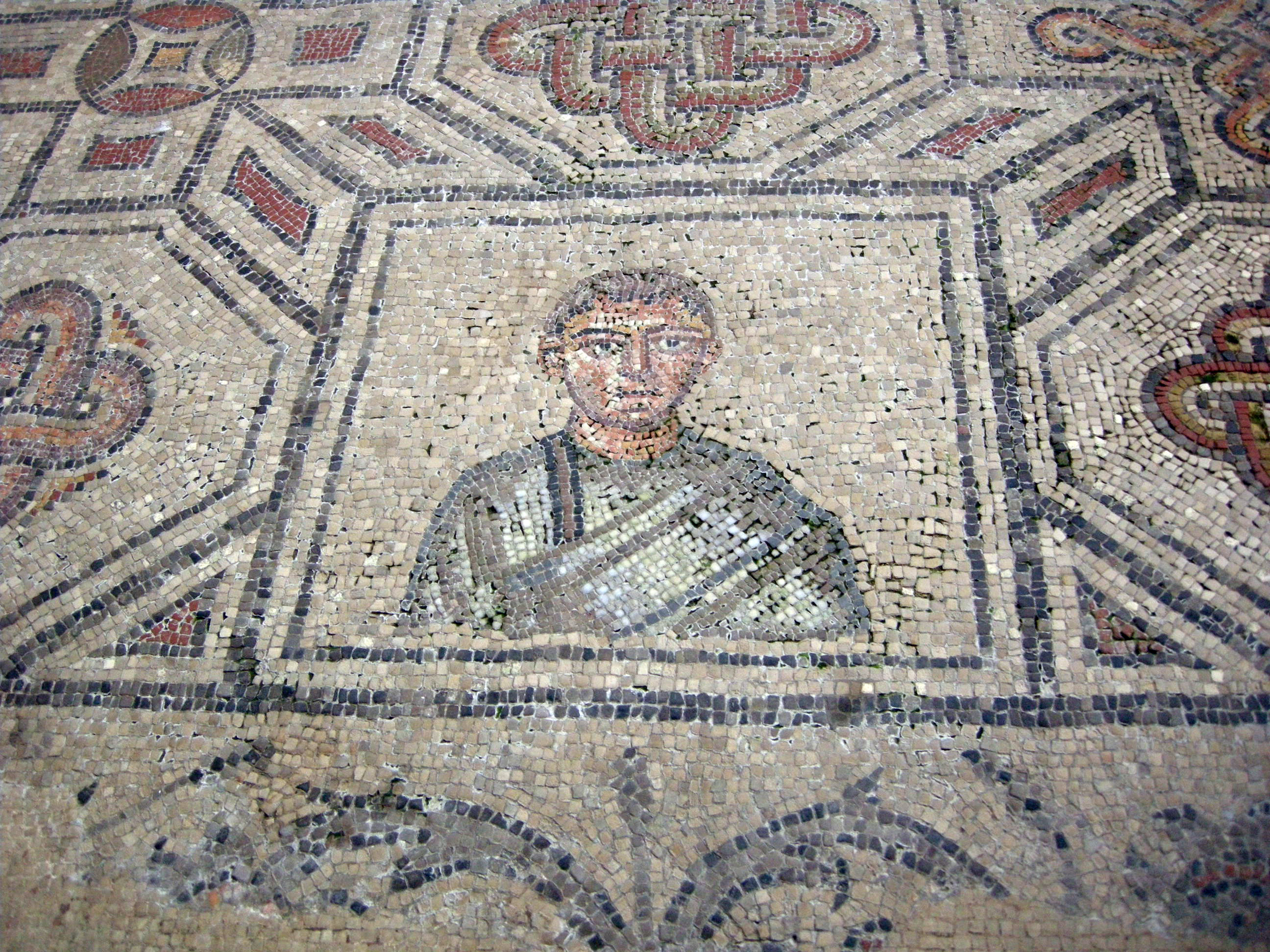
Stifterporträt, Detail des Mosaikfußbodens in der Basilika von Aquileia, frühes 4. Jahrhundert

Etwa gleichzeitig mit der Konstantinischen Wende finanzierten in der Hafenstadt Aquileia wohlhabende Laienspender zusammen mit ihrem Bischof Theodorus einen üppigen Mosaikfußboden in ihrer Kirche, vermutlich auch das Kirchengebäude selbst. Die Stifter waren, so Peter Brown, eine verglichen mit dem Senatorenstand mäßig begüterte christliche Oberschicht, die in der städtischen Gesellschaft unauffällig blieb, sich aber in ihrer Ortskirche fromm und großzügig zeigen konnte – sowohl durch Bauprojekte als auch durch die Unterstützung von Armen, wozu sie in Predigten immer wieder ermuntert wurden.
Bischöfe wie Augustinus von Hippo arbeiteten als Prediger hart daran, das Geld der Reichen weg von den üblichen Betätigungsfeldern des bürgerlichen Euergetismus (Circus und Theater) auf ihre karitativen Projekte zu lenken; ihre „pauperisierende Rhetorik“ kontrastierte märchenhaften Reichtum einerseits und Bettelarmut andererseits, was aber, so Brown, nicht der komplexen gesellschaftlichen Realität entsprach. Die Sozialgesetzgebung des Alten Testaments, besonders des Buchs Deuteronomium, stellte die Armen Israels als „Brüder“ dar, die zu unterstützen ein Akt der Gerechtigkeit war. Je mehr christliche Prediger dieses Konzept bekannt machten, desto mehr begannen sich die städtische Mittel- und Unterschichten selbst mit den Armen Israels zu identifizieren und einen Anspruch auf Hilfeleistung zu formulieren. Darin wurden sie von ihrem Ortsbischof unterstützt, dessen Stellung in der städtischen Gesellschaft sich durch diese treue Anhängerschaft verbesserte.
Ein Bischof dieses neuen Typs war Ambrosius von Mailand. In den Jahren 385/386 widersetzte er sich dem Ansinnen Kaiser Valentinians II., eine Mailänder Kirche für den Gottesdienst der nichtkatholischen Angehörigen des Hofes freizugeben. Wie Symmachus erinnerte Ambrosius den Kaiser an die Heiligkeit von Kultbauten. Anders als Symmachus mobilisierte er das Volk von Mailand, das in der überfüllten Basilika in Sprechchören Psalmen und von Ambrosius geschriebene Hymnen skandierte – eine Stimmung wie im Theater. Die kaiserlichen Gesandten gaben nach, Valentinian zog seine Forderung zurück. In der Apologia pro vita sua betonte Ambrosius die christliche Verpflichtung zur Barmherzigkeit (misericordia). Ihm lag daran, die Armen nicht zu Almosenempfängern zu machen, sondern sie in die Gesamtgemeinde zu integrieren; dabei kam ihm zugute, dass die Mailänder Armen vielfach Kriegsflüchtlinge aus dem Donauraum waren, die sich eine neue Existenz aufbauen wollten und das mit etwas Anschub seitens der Kirche auch konnten. Im Streit um den Victoriaaltar punktete Ambrosius gegenüber Valentinian II., indem er auf die Sozialfürsorge als Alleinstellungsmerkmal der Kirche verwies (hier war der Leser an die Initiativen des Kaisers Julian zugunsten eines sozial engagierteren Heidentums erinnert). Ambrosius’ Predigten sind voll von Kritik an der Habgier der Großgrundbesitzer und den harten Lebensbedingungen der Bauern; dabei ging es Ambrosius aber laut Brown vorrangig darum, andere Ursachen für die gesellschaftlichen Probleme zu benennen als zeitgenössische pagane Autoren. Für letztere war die Abkehr von den traditionellen Göttern die Ursache für den Niedergang Roms.

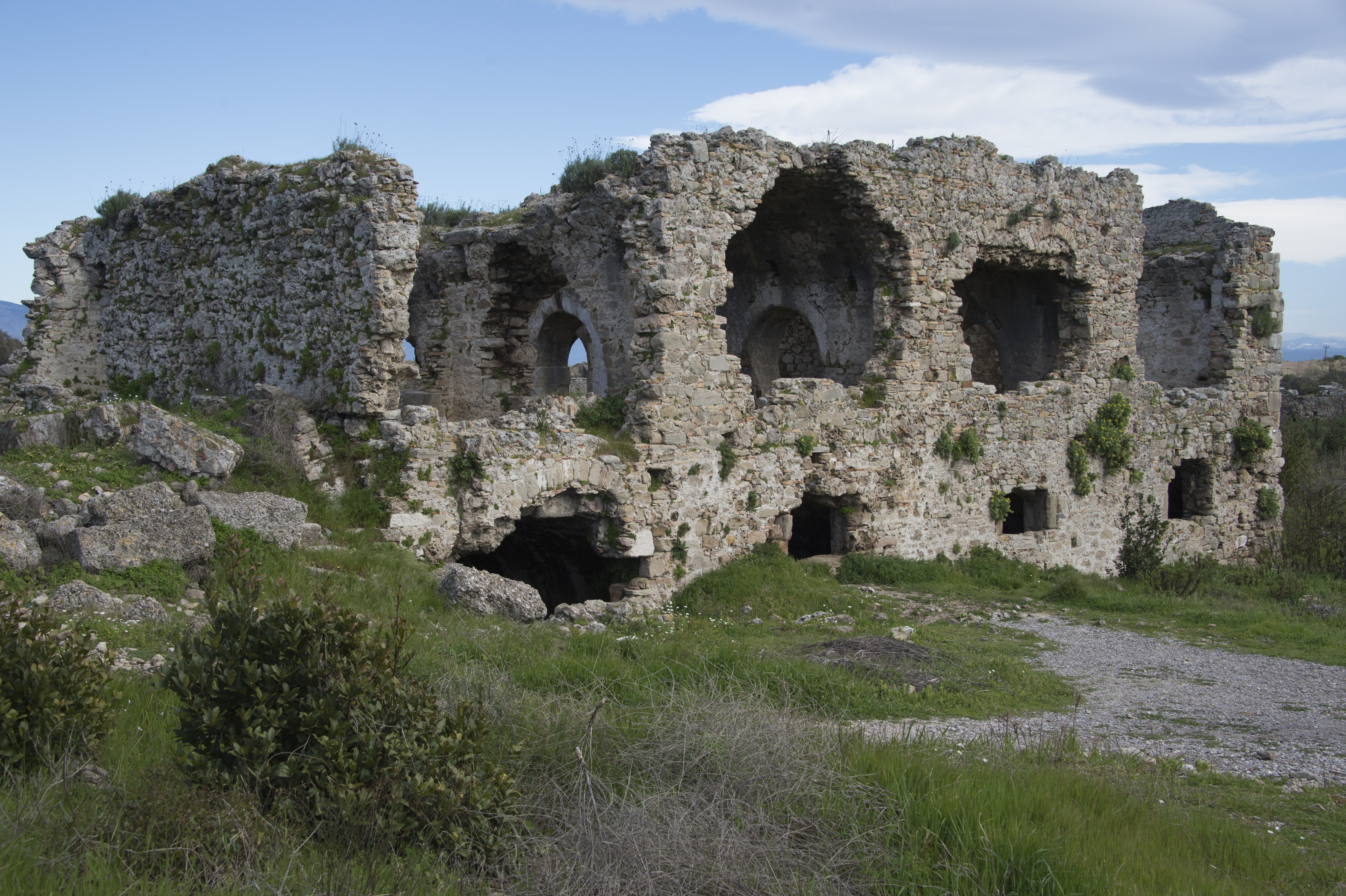
Byzantinisches Hospital (Side), 6. Jahrhundert

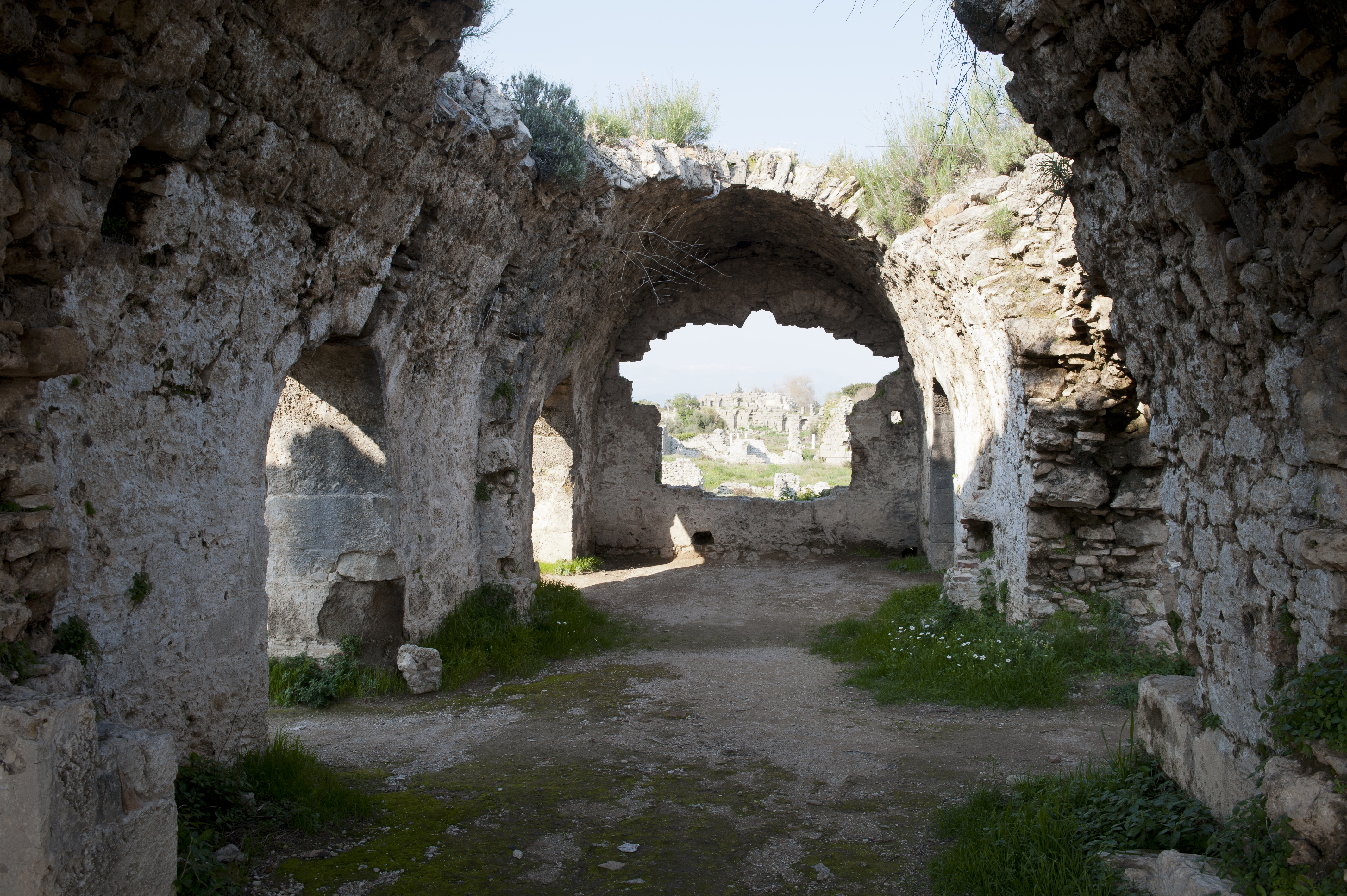
Innenräume des Hospitals in Side

Unterdessen gründete im Osten des Reichs ein Zeitgenosse des Ambrosius, Bischof Basilius von Caesarea, eine „neuartige Kombination von Fremdenherberge, Armenhaus und Krankenhaus in einer öffentlichen Institution, die wiederum mit einer Art klösterlichen Lebens verbunden waren“ – er setzte dafür sein beträchtliches persönliches Vermögen ein, zog zur Finanzierung aber auch die christliche Oberschicht von Caesarea heran. Kaiser Valens unterstützte des Großprojekt ebenfalls, indem er Ländereien schenkte. Dies, obwohl Basilius ein erklärter Gegner der kaiserlichen Kirchenpolitik war. Ihn schützten Fürsprecher am Hof, aber auch der große Rückhalt in der Bevölkerung von Caesarea, zu dem wiederum seine karitative Gründung beitrug. Vergleichbare, aber kleinere Einrichtungen der Armenpflege sind auch andernorts bezeugt, im Westen beispielsweise in Nola ein Fremden- und Altersheim an der Kirche des heiligen Felix, etwas später in Rom unter Papst Symmachus Armenhäuser am Petersdom, an Sankt Paul vor den Mauern und an Sankt Laurentius vor den Mauern. In allen Fällen waren die karitativen Einrichtungen den Ortsbischöfen unterstellt; eine bistumsübergreifende Organisation gab es nicht.
Peregrine Horden betont, dass die meisten spätantiken Hospitäler klein waren. Sie boten eine Grundversorgung, aber keine besonders qualifizierte medizinische Behandlung. Die Pflegekräfte stammten aus der armen Bevölkerung. Ärzte traf man hier selten an. In der medizinischen Literatur wurden Hospitäler nicht erwähnt. Hospitäler waren auch Anlaufstellen für die in der Nähe wohnende Bevölkerung, da sie als Suppenküchen und Verteilungsstellen für Lebensmittel dienten.

#### Christliche Erfindung despaganus
Seit der Wende zum 5. Jahrhundert bezeichneten Bischöfe und christliche Autoren im lateinischen Westen Anhänger der traditionellen Kulte mit dem Begriff paganus (eigentlich „bäuerlich, ländlich, zivil“) und brachten damit zum Ausdruck, dass diese Nichtchristen auf dem kulturellen Niveau der Landbevölkerung ständen, die in ihrer Einfalt Dämonen für Götter hielt. Die Absicht war, Nichtchristen gesellschaftlich an den Rand zu drängen. Thomas Jürgasch erläutert, dass paganus eine von Christen erfundene soziale Kategorie für Nichtchristen war – das Gegenteil des christianus, der zunehmend mit dem romanus identifiziert wurde. Wenn dagegen von religiösen oder theologischen Unterschieden die Rede war, bevorzugte man im frühen 5. Jahrhundert weiter die bibelsprachlichen Begriffe gentes oder gentiles; dies ist auch die Wortwahl des Hieronymus in der Vulgata. In theologischen Diskussionen war selten von pagani die Rede; die Ausnahmen waren Gaius Marius Victorinus (er prägte auch das Substantiv paganismus) und Augustinus von Hippo. Nachdem der Begriff paganus in die Verwaltungssprache aufgenommen worden war, hatte dies auch Konsequenzen für eine Karriere in Verwaltung und Militär: Bereits 408 waren christliche Abweichler („Häretiker“) davon ausgeschlossen worden, 416 folgte der Ausschluss aller pagani.
Im griechischsprachigen Osten nahm der ursprünglich ethnisch und kulturell gefüllte Begriff Ἕλληνες Héllēnes bei christlichen Autoren seit dem 3. Jahrhundert die Sonderbedeutung „alle Menschen, die weder Christen noch Juden sind“ an. Kaiser Julian (reg. 361–363) knüpfte an diesen Sprachgebrauch jedoch nicht an, sondern verstand unter den Héllēnes die Verehrer der Götter Homers.

#### Verdrängung des Opferkults
Nach 324 ging Konstantin gegen einige in seiner Sicht verwerfliche pagane Kultpraktiken vor, darunter die Darbringung blutiger Opfer, „ließ aber unzählige Heiligtümer und Kultfeiern unangetastet, und in Einzelfällen pflegte er selbst sogar weiterhin persönliche Verbindungen zu ausgewählten traditionellen Gottheiten,“ besonders Victoria und Sol. Was genau Konstantin verbot, ist in der Forschung strittig; als gesichert hält Girardet fest, dass das Opfer im Rahmen des Kaiserkults sowie die für Magistrate bisher obligatorischen Opfer darunter fielen. Letzteres erleichterte den Christen die Teilnahme am öffentlichen Leben und trug zur Verdrängung des paganen Kults aus dem öffentlichen Raum bei. Auch nichtchristliche Autoren stellten blutige Opfer in Frage; es ist unklar, so Neil McLynn, wie sehr der „normale Heide“ überhaupt an dieser Opferart hing – ihre zeitweilige Wiederzulassung unter Julian fand kein starkes Echo.
Theodosius I. verbot in einem Reskript vom 8. November 392 den privaten heidnischen Kult: Niemand dürfe „einen Lar durch ein Feuer, einen Genius durch Wein, die Penaten durch Räucherwerk verehren und (für sie) ein Licht anzünden, Weihrauch hinlegen oder Kränze aufhängen;“ ebenfalls verboten wurden Tieropfer mit Eingeweideschau und das Schmücken von Bäumen mit Stoffstreifen. Hartmut Leppin kommentiert, damit dringe die antiheidnische Gesetzgebung erstmals in den häuslichen Bereich vor. Theodosius gewährte demnach eine „Lizenz zur Denunziation“, welche die traditionalistische alte Elite unter Druck setzen sollte. Damit habe er auf die Usurpation des Eugenius reagiert, der den Heiden einige Zugeständnisse gemacht hatte – Theodosius positionierte sich eindeutig auf Seiten des Christentums.
Von einigen wenigen Orten ist bekannt, dass der traditionelle pagane Opferkult noch lange weitergeführt wurde: Stratonikeia, Apameia und Carrhae. Die Frage ist nur, ob man daraus auf eine weit verbreitete Praxis schließen kann. Jaclyn Maxwell sieht Hinweise darauf, dass Gebet und Wahrsagerei für den „normalen Heiden“ seit dem 3. Jahrhundert wichtiger wurden als der Opferkult, außerdem waren magische Praktiken beliebt. Die Abwendung von den blutigen Tieropfern lag auch daran, dass diese aus wirtschaftlichen Gründen im 3. Jahrhundert eingeschränkt worden waren; als sie dann unter Diokletian und später Julian in großem Stil wieder aufgenommen wurden, hatten die Tempel Schwierigkeiten, an die traditionelle Praxis anzuknüpfen und trafen auch auf ein geringeres Interesse bei den Gläubigen. Hinzu kam, dass man sich durch öffentliche Opferdarbringungen zunehmend exponierte. Dabei scheint, so Maxwell, weniger die staatliche Strafandrohung gewirkt zu haben als der Wunsch von Heiden, die Christen in ihrem Umfeld nicht vor den Kopf zu stoßen. Unterdessen wurden ländliche Feste, in deren Mittelpunkt Schlachtungen und Fleischkonsum standen, mancherorts als eine Art Brauchtum fortgesetzt. Die Bischöfe Paulinus von Nola und Nikolaus von Myra gestatteten in ihren Bistümern opferähnliche Schlachtungen in einem kirchlichen Kontext, Vergleichbares ist aus der Armenischen Kirche bekannt.

#### Christliche Angriffe auf Tempel – Beispiel Ägypten
Constantius II. ordnete 354 die Schließung aller Tempel an: 

„Wir haben beschlossen, dass an allen Orten und in sämtlichen Städten im Reich die Tempel mit sofortiger Wirkung geschlossen werden und dass dadurch, dass allen der Zutritt verboten wird, den Verworfenen die Freiheit genommen wird, sich zu vergehen. Wir wollen auch, dass alle Abstand von den Opfern nehmen. Wenn aber jemand etwas Derartiges tun sollte, so soll er durch das rächende Schwert niedergestreckt werden.“

Doch blieben die Tempel de facto weiter zugänglich; McLynn vermutet, dass der Kult so modifiziert wurde, dass das staatliche Verbot ihn nicht betraf.
Mehrfach zerstörte ein christlicher Mob Tempel; ein spektakulärer Höhepunkt war die Zerstörung des Serapeums von Alexandria im Jahr 391 oder 392. Bischof Theophilos von Alexandria beanspruchte für das Christentum größere Sichtbarkeit im Stadtbild; aufgrund der Lage Alexandrias war es nicht wie etwa in Rom möglich, repräsentative Kirchenbauten an der Peripherie zu errichten. Der Tempel des Kronos-Saturn war in den 320er Jahren in eine Kirche umgewandelt worden, 352 folgte das dem Kaiserkult gewidmete Caesarium; Theophilos selbst wandelte den Tempel des Dionysos in eine Kirche um und strebte zusätzlich den kirchlichen Zugriff auf den berühmten Serapeum-Gebäudekomplex auf der Akropolis an. Er provozierte zunächst die Heiden Alexandrias, indem er Götterbilder aus einem Mithräum, die bei Bauarbeiten gefunden worden waren, zum Spott durch die Stadt tragen ließ. Militante Christen und Nichtchristen lieferten sich daraufhin Straßenschlachten mit Opfern auf beiden Seiten. Schließlich verschanzten sich die militanten Heiden im Serapeum und unternahmen von dort Ausfälle, bei denen sie die christliche Bevölkerung terrorisierten. Im Zusammenspiel mit den Spitzenbeamten Alexandrias informierte Theophilos den Kaiser. Das Warten auf die Antwort muss mehrere Wochen gedauert haben, in denen der Konflikt eingefroren war. Das Reskript des Theodosius ordnete die Unterdrückung derjenigen heidnischen Kulte an, die für die Gewalttaten verantwortlich seien. Als dieses Reskript öffentlich verlesen wurde, räumten die Heiden das Serapeum, und die Christen drangen unter Führung ihres Bischofs in das Heiligtum ein, wo sie insbesondere das Kultbild zerstörten. Theophilos ließ im Bereich des Serapeums eine Kirche Johannes des Täufers errichten, die archäologisch nachgewiesen wurde. Das Serapeum wurde nicht systematisch niedergerissen, aber der Kult darin endete; prominente Heiden mussten aus Alexandria fliehen, und Theophilos gewann als Vorkämpfer der Kirche an Prestige. John F. Shean urteilt: „Der Angriff auf das Serapeum war ein sorgfältig inszenierter, hochprofilierter Akt religiöser Gewalt, mit der Absicht, der reichsweiten Öffentlichkeit vorzuführen, dass der römische Staat nicht länger daran interessiert war, angegriffene Kultstätten gegen militante Christen zu schützen, und dass die Täter eines solchen Gewaltaktes nicht mit negativen Konsequenzen rechnen mussten.“ Direkt nach dem Sturm auf das Serapeum wurde Alexandria schrittweise in jene „christusliebende Stadt“ transformiert, als welche sie in den Quellen des 5. Jahrhunderts firmiert, beispielsweise wurden Serapisfiguren im ganzen Stadtgebiet durch Kreuze ersetzt und der Nilometer aus dem Serapeum in eine Kirche gebracht.

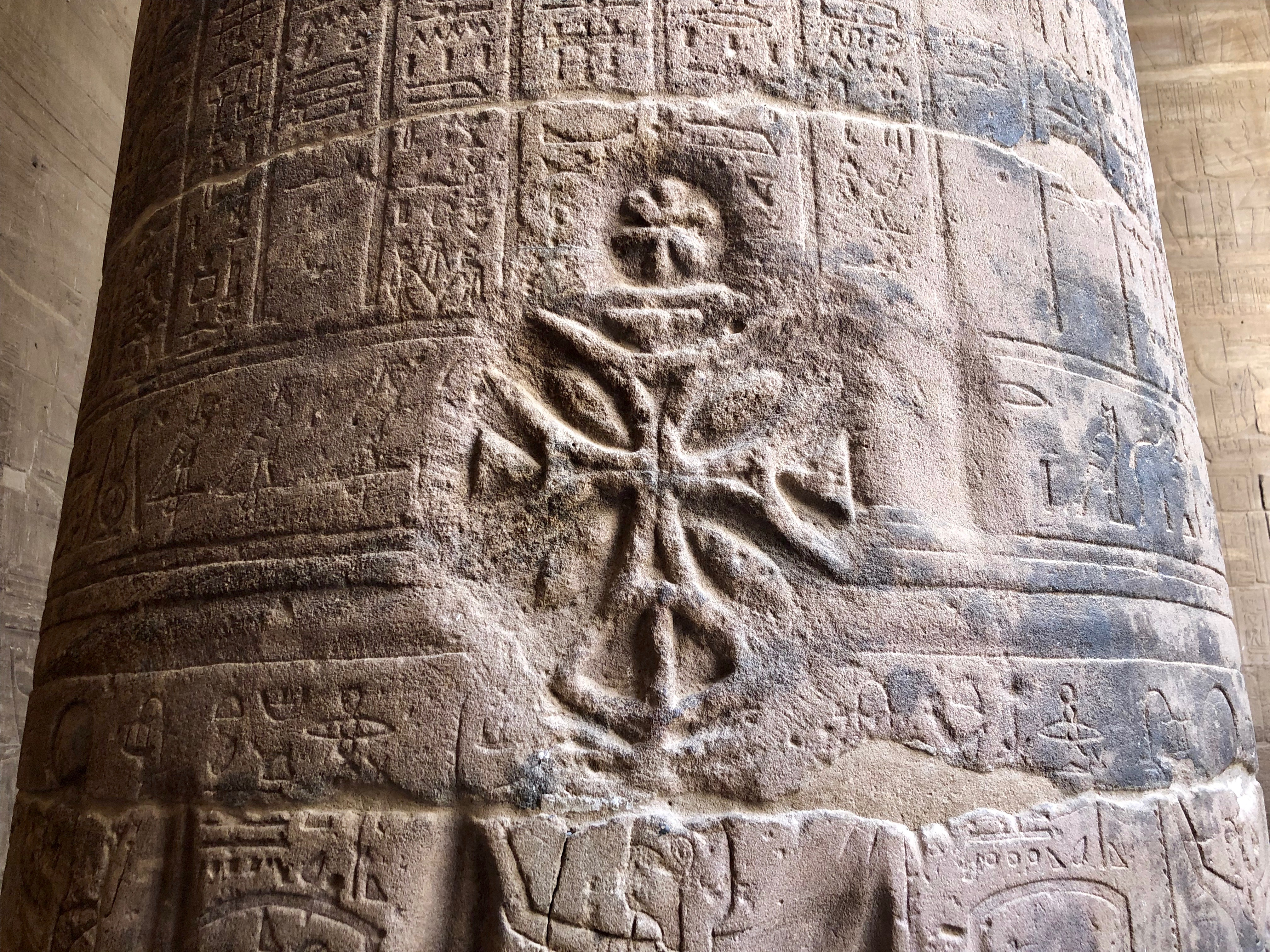
Koptisches Kreuz im Isis-Tempel von Philae

Eine flächendeckende Zerstörung von Tempeln gab es in Ägypten nicht, weil sie nicht durch die kaiserliche Gesetzgebung gedeckt war. Viele der altägyptischen Tempel waren längst nicht mehr in Gebrauch; hier begnügten sich die Christen mit Eingravierung von apotropäischen Kreuzen. Wegen ihrer Architektur eigneten sich altägyptische Tempel nicht für einen Umbau zu Kirchen und wurden auch nur selten von Mönchen bewohnt. Der Haupttempel der Isis bestand bis in die Amtszeit des Patriarchen Petros III. Mongos (480er Jahre); die von ihm „ausgehobene Isiskultstätte scheint eines der letzten Refugien des absterbenden Heidentums gewesen zu sein, in dem die verbliebenen Heiden als Mitglieder eines privaten Kultvereins, ohne Aufsehen zu erregen und wohl auch durch die Zahlung von Schweigegeldern an ihre christlichen Nachbarn in aller Heimlichkeit ihre Kultübungen pflegten.“
Nach der Analyse von Johannes Hahn ging die Initiative zur „physische[n] Konfrontation mit Andersgläubigen und Unternehmungen zur Zerstörung von Tempeln, Synagogen oder Gotteshäusern häretischer Gruppen“, wie sie für das späte 4. und 5. Jahrhundert oft belegt sind, meist vom Ortsbischof aus und wurden auch von ihm geleitet, da einfache Kleriker in der hierarchisch verfassten Kirche ebenso wie die christlichen Laien nicht von sich aus tätig wurden. Oft ließen sich staatliche Stellen gegen Häretiker und Heiden einsetzen, falls nicht, konnte die Kirche auch außerhalb von Gottesdiensten leicht große Gruppen mobilisieren. Die Anhänger der alten Kulte wirkten dagegen, so Hahn, passiv und unorganisiert, so dass es für sie allenfalls „zu sporadischem Widerstand oder gelegentlichen Vergeltungstaten“ reichte.
Zeitgenössische christliche Quellen schrieben dem frühen Mönchtum eine (positiv gewertete) Gewalttätigkeit zu, sowohl gegen pagane Tempel und Kultbilder als auch in innerchristlichen Konflikten, bei denen Mönche auf beiden Seiten agierten. Die ältere Forschung nahm diese Quellen wörtlich. Beispielsweise entwarf Johannes Leipoldt 1903 ein plakatives Bild des Schenute von Atripe und seiner Mönche: „Die Kopten seiner Zeit hatten aber nur Eine Leidenschaft: das war der Haß gegen die ‚Hellenen‘, die Heiden. Und diesen Haß hat Schenute rastlos geschürt, hat aus ihm die lodernde Flamme erweckt, die einen Göttertempel nach dem anderen einäscherte.“ Die Aufarbeitung von Schenutes Schriften durch Stephen Emmel zeigte, dass Schenute nur die Zerstörung des Tempels von Atripe zuzuordnen war. Dijkstra fasst zusammen, dass die neuere althistorische Forschung die „triumphalistischen“ Tendenzen der antiken christlichen Quellen berücksichtigt und den religiösen Wandel als einen allmählichen und komplexen Prozess sieht, in dem es manchmal zu Gewaltausbrüchen kam. Im Fall des Schenute lässt sich zeigen, dass seine militante antiheidnische Rhetorik im Kontext eines Machtkampfs mit der lokalen Elite steht. Fabrizio Vecoli dagegen weist darauf hin, dass das monastische Schrifttum zum Kampf gegen die Dämonen und gegen sich selbst auffordert. „Eine Vokabel wurde in den Wortschatz der Wüste aufgenommen, die trotz aller Vorsicht in Gefahr stand, buchstäblich aufgefasst zu werden. Man kann argumentieren, dass die Scharen gewalttätiger Mönche, von denen wir in den Quellen lesen, zweifellos wenig disponiert zum spekulativen Denken, das Wort für ihre eigenen Zwecke in Anspruch nahmen …“

#### Pagane Praktiken im christlichen Alltag

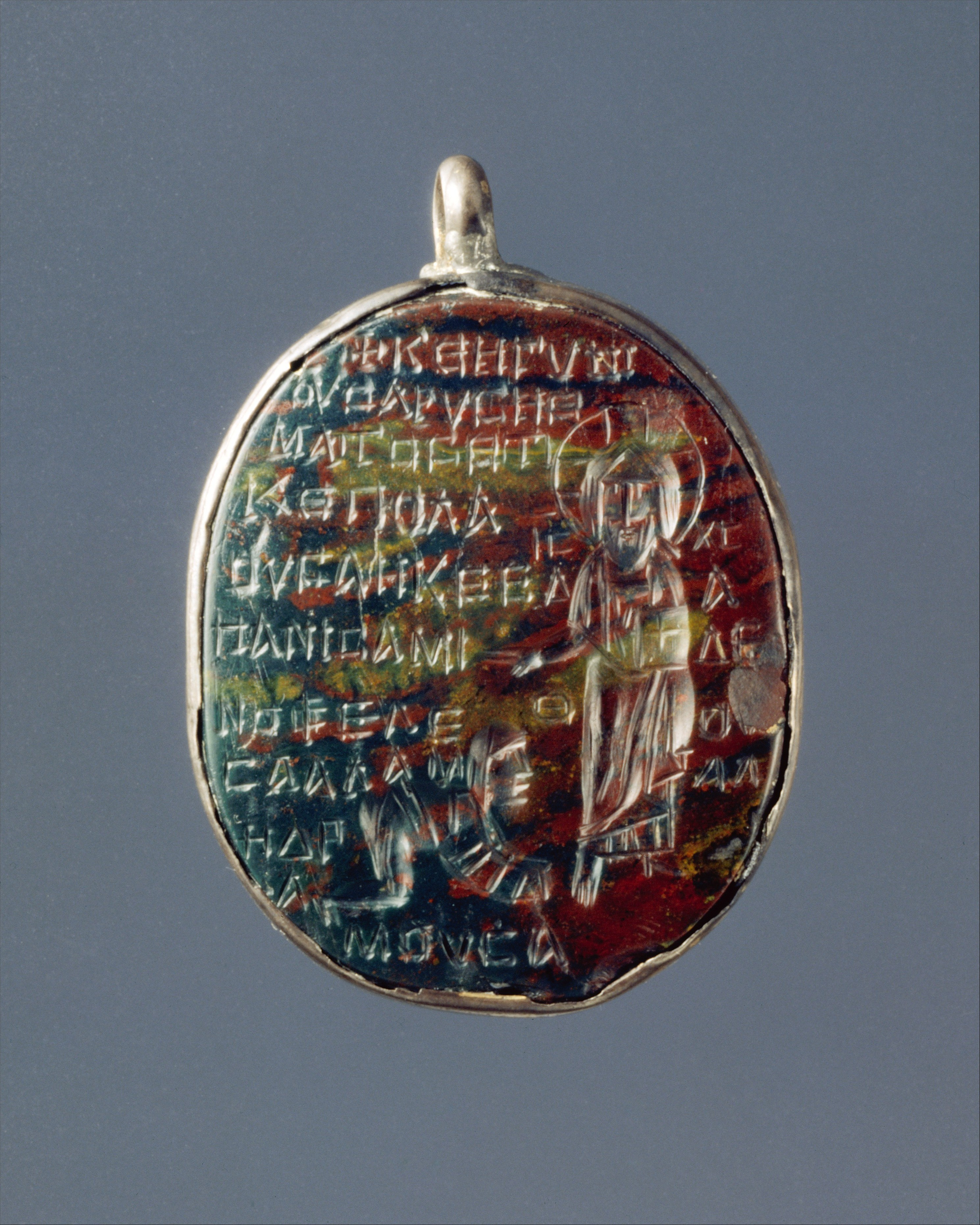
Koptisches Amulett mit Darstellung von Christus, der eine an Blutungen leidende Frau heilt (par.). Steinschneiderarbeit, Hämatit, Silberfassung, etwa 6. Jahrhundert (Metropolitan Museum of Art)

In der nachkonstantinischen Zeit gewann die Kirche zahlreiche neue Mitglieder, die aus paganen Familien stammten und ihnen vertraute Elemente religiöser Praxis weiterführten. Beispielsweise wandten sie sich im Gebet um Alltagsbedürfnisse an die paganen Gottheiten, da ihnen der Christengott für diese Probleme unzuständig erschien. Amulette waren sehr beliebt; hier sahen die Bischöfe schon einen Erfolg, wenn Bibeltexte oder christliche Symbole zum Einsatz kamen. Da die Verehrung von Dämonen in einem paganen Kontext durchaus üblich war, schärften Prediger ihren Gemeinden ein, stattdessen die Engel zu verehren, die den Christen auf ihrem Weg zu Gott hilfreich sein könnten, während die Dämonen ihnen schadeten. Astrologie war gleichfalls sehr beliebt und wurde kirchlicherseits nur beanstandet, falls Christen einen heidnischen Astrologen um Rat fragten. Die Sonne wurde von manchen Christen als Erscheinungsform Gottes verehrt (in abgeschwächter Form: man wandte sich beim Gebet Richtung Sonne). Christen nahmen gern an paganen Festen teil, insbesondere dem Neujahrsfest an den Kalenden des Januar. Die private Verehrung von Märtyrergräbern zog Elemente aus dem Totenkult auf sich. Dabei nahmen die kritisierenden Bischöfe meist an, dass all diese Praktiken in gutem Glauben vollzogen wurden und das Problembewusstsein unter den neuen Christen fehlte.
Die Trullanische Synode verbot 680/681 zahlreiche „hellenische“ (d. h. pagane) Praktiken wie: am Neumondstag Feuer anzünden und darüberspringen, die Brumalien, die Vota und die Kalenden feiern, am 1. März tanzen, Masken tragen und sich verkleiden. John F. Haldon zweifelt am Erfolg, zumal die Brumalien noch im 8. Jahrhundert vom Kaiserhof begangen wurden. Während einige Traditionen von der byzantinischen Reichskirche im Lauf der Zeit unterbunden wurden, gehören andere wie das Übers-Feuer-Springen bis in die Gegenwart zum ländlichen Brauchtum in Anatolien und auf dem Balkan. Der Klerus habe solche Praktiken als heidnisch etikettiert, weil sie in keiner Beziehung zum Christentum standen und weil er sie moralisch missbilligte; echte Reste der lokalen paganen Kulte gab es im 7. Jahrhundert Haldon zufolge in Kleinasien nur noch in kleinen isolierten Rückzugsgebieten.

#### Familie
Das römische Familienrecht änderte sich unter Konstantin und seinen Nachfolgern erheblich, doch lässt sich darin kein signifikanter christlicher Einfluss erkennen. Umgekehrt übernahm die Kirche das griechisch-römische Konzept der monogamen Ehe und Kernfamilie. Neben die traditionelle Mitgift der Braut trat in der Spätantike als Neuerung eine Gabe des Bräutigams an die Braut (donatio ante nuptias), welche höher war als die Mitgift; das ganze Thema des Gabenaustauschs im Kontext der Hochzeit wurde nun rechtlich erfasst. Ein Grund für den Regelungsbedarf war die Beliebtheit von Heiraten über oder unter dem eigenen Stand; eine angemessene donatio ante nuptias ebnete dem Bräutigam den Weg zur Ehe mit einer höherstehenden Frau. Das Scheidungsrecht sah in der Spätantike viele Veränderungen, wobei Ost- und Westreich teils unterschiedliche Wege gingen, teils Regelungen des anderen Reichsteils übernahmen. Aber die kirchlichen Grundanliegen eines Scheidungs- und Wiederverheiratungsverbots drangen rechtlich nicht durch – mit Ausnahme des Verbots der einvernehmlichen Scheidung 542 durch Justinian I., das aber auf Wunsch vieler Paare von Justin II. 566 zurückgenommen wurde.
In Predigten und Katechesen warben Kirchenmänner für das Ideal sexueller Exklusivität beider Ehepartner. Ein zunehmend effektiveres Druckmittel besaß die Kirche im Institut der Buße. Die Kirche war zudem eine soziale Nische für Witwen, indem sie einerseits einen Schutzraum bot, andererseits die finanzielle Unabhängigkeit dieser Frauen nutzte. Die Eheschließung blieb im griechischen Osten über die gesamte Spätantike ein weltliches Geschäft, auch wenn die Segnung der Brautleute durch einen Kleriker seit dem 5. Jahrhundert üblich war. Im Westen ist Paulinus von Nola der früheste Zeuge für eine Trauung vor dem Altar, und das Sacramentarium Leonianum enthält ein komplettes liturgisches Formular für die Eheschließung. Über die Legitimität von Ehen konnte die Kirche aber erst im Verlauf des Mittelalters entscheiden.

#### Sklavenhaltung
Die im Römischen Reich allgegenwärtige Sklaverei wurde in der Alten Kirche nicht in Frage gestellt. Dass Sklaven sich dem Christentum anschlossen, war durch die frühen Kirchenordnungen eher erschwert: einerseits waren typische Sklaventätigkeiten unter den Berufen, die nicht zur Taufe zugelassen wurden, andererseits verlangte die Synodal- und Konzilsgesetzgebung oft, die Zustimmung der Herren vor der Taufe einzuholen. Erst recht war der Eintritt in den Klerus und eine kirchliche Karriere von Freigelassenen seltene Ausnahme, galt doch die Sklaven-Vergangenheit als sozialer Makel. Es gibt Hinweise darauf, dass unfreie Personen von der Eucharistiefeier ausgeschlossen waren bzw. dort nur Sklavendienste verrichteten. Besonders die christliche Sexualethik, aber auch die Sonntagsfeier lag für Sklaven außerhalb der eigenen Entscheidung; die spätantiken christlichen Quellen zeigten hierfür wenig Interesse und nahmen eine „Herrenperspektive“ ein. In nachkonstantinischer Zeit hatte die Kirche selbst Sklavenbesitz. Die Ermahnungen an den Klerus, Kirchensklaven korrekt zu behandeln, bewegen sich im Rahmen des zeitgenössisch Üblichen. Die einzige, aber gravierende Besonderheit war, dass Kirchensklaven praktisch keine Chance auf Freilassung hatten (testamentarische Verfügung entfiel, Verkauf war nach Kirchenrecht untersagt). Die seit Konstantin bestehende Option einer Sklavenfreilassung im kirchlichen Rahmen (manumissio in ecclesia) hatte wenigstens regional (in Gallien) zur Folge, dass alle in einer solchen Zeremonie Freigelassenen als Abhängige der Kirche galten. Die nachkonstantinische Kirche wirkte auch an Prozessen der Versklavung mit. Unter kirchlichem Einfluss traten nämlich verschiedene Formen des Exils an die Stelle früherer Kapitalstrafen, darunter Klosterhaft und Zwangsarbeit für die Kirche.

#### Bildung

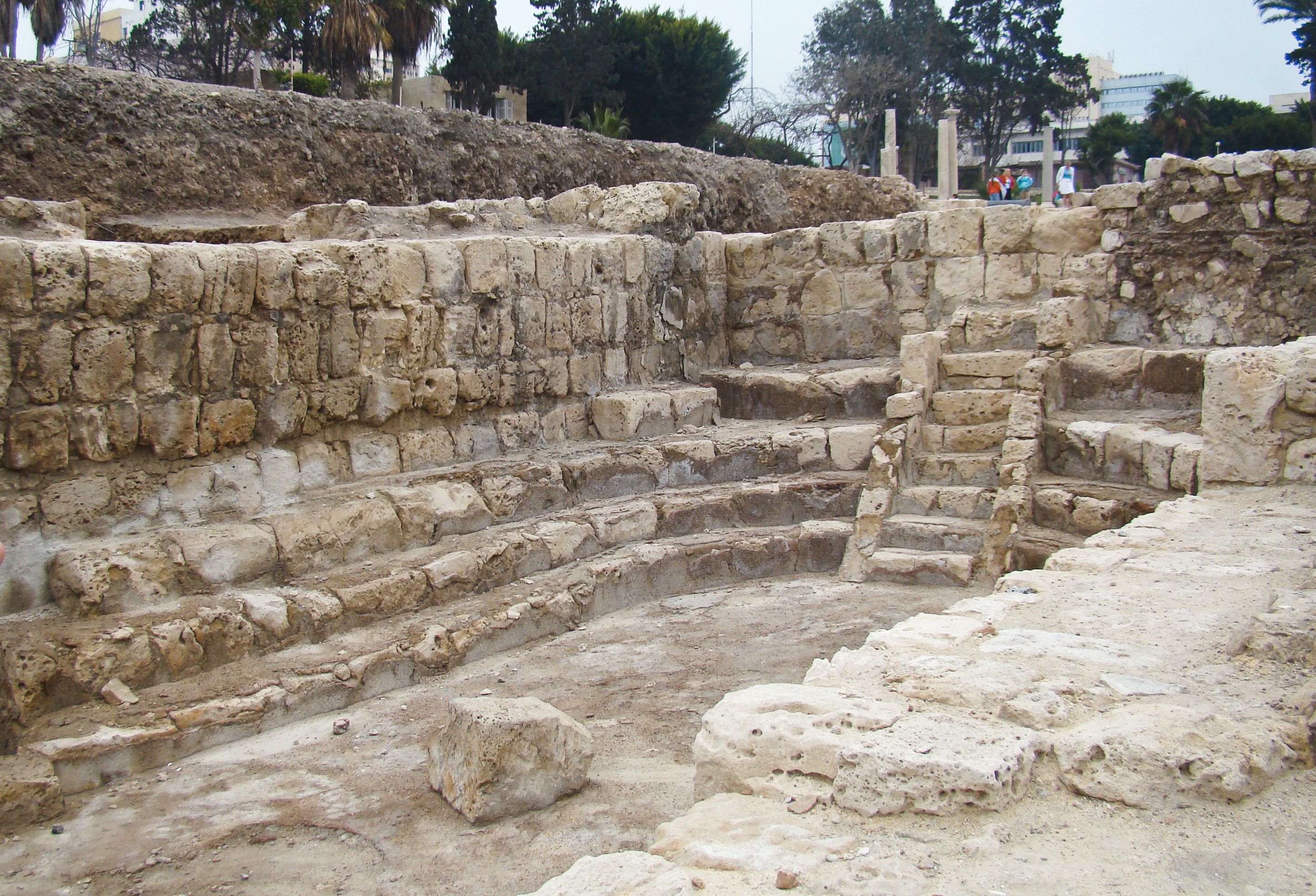
Hörsaal mit Steinbänken und Sitz des Lehrers (5./6. Jahrhundert, Kom el-Dikka, Alexandria)

Viele führende christliche Theologen der Spätantike hatten den klassischen Bildungsweg durchlaufen. Beispielsweise studierten Basilius von Caesarea und Gregor von Nazianz in Athen, Hieronymus in Rom, Augustinus in Karthago.
Der Lehrbetrieb brauchte keine festen Räumlichkeiten, sondern fand oft in Privathäusern statt. Ausgrabungen in Kom el-Dikka brachten ein ganzes akademisches Viertel Alexandrias ans Licht. Es war im 5. / 6. Jahrhundert neu erbaut worden und hatte neben öffentlichen Gebäuden wie Bad und Theater auch mindestens 25 Hörsäle mit umlaufenden Steinbänken für je rund 30 Studenten und einem hervorgehobenen Sitz (thronos) für den Lehrer. Hier unterrichteten wahrscheinlich Ammonios Hermeiou und Horapollon. Ein Edikt des Theodosius von 425 galt der Gründung einer Akademie in Konstantinopel, die 32 Lehrstühle für Grammatiker, Redner, Philosophen und Juristen vorsah; jedem dieser Lehrer solle ein eigener Raum für den Unterricht angewiesen werden. Damit war, so Grzegorz Majcharek, wahrscheinlich ein Komplex von Hörsälen ähnlich wie in Alexandria gemeint.

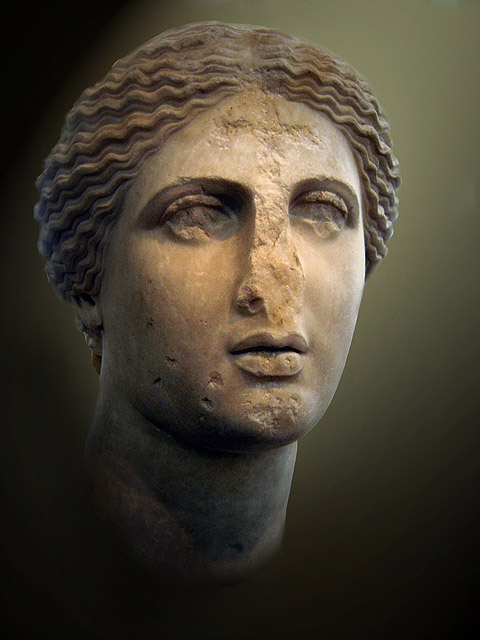
Von christlichen Ikonoklasten entstellter Kopf der Aphrodite, Fundort Römische Agora in Athen (Archäologisches Nationalmuseum (Athen))

Kaiser Justinians Gesetzgebung brachte den spätantiken Bildungsbetrieb in eine Krise. Im Jahr 529 schloss er die Athener Akademie. Zwei Gesetze aus dem Jahr 531 untersagten Heiden grundsätzlich die Lehrtätigkeit und die Entlohnung aus öffentlichen Mitteln. Aus Athen und Aphrodisias gibt es archäologische Belege dafür, dass Privathäuser, die wohl dem Unterricht dienten, daraufhin aufgegeben wurden. Der pagane Neuplatoniker Simplikios wanderte mit sechs Kollegen nach Persien aus, was vom christlichen Historiker Agathias bedauert wurde: es seien die Besten, die gegangen wären. Die lokalen Behörden scheinen mit Justinians anti-paganen Gesetzen unterschiedlich verfahren zu sein; der Lehrbetrieb in Alexandria lief ohne Beeinträchtigungen weiter. In Syrien bestanden die von Christen gegründeten und einem klassischen Lehrplan folgenden Akademien von Nisibis und Qennešre fort; sie gelten als Vermittler römisch-griechischer Philosophie und Medizin an den islamischen Raum.
Dass die Athener Akademie geschlossen wurde, die Alexandriner Akademie aber nicht, lag Edward Jay Watts zufolge daran, dass die christliche Ortskirche in Athen schwach und unbedeutend war. Zwischen Kirche und Akademie bestanden keine Kontakte; an der Akademie unterrichteten pagane Philosophen, ohne im Lehrplan Zugeständnisse an den christlichen Zeitgeist zu machen. Ganz anders Alexandria: Christliche Studenten füllten die Hörsäle, und die paganen Lehrer waren zu Anpassungen bereit. „Die historischen Umstände hatten die alexandrinischen paganen Lehrer jahrhundertelang an christliche Studenten gebunden. Dies schuf ein festes und dauerhaftes Band zwischen paganer philosophischer Lehre und der christlichen Ortskirche. Das Ergebnis war, dass ein paganer Lehrer, der auf die Bedürfnisse seiner christlichen Studenten einging, relativ komfortabel überleben konnte.“

#### Freizeit

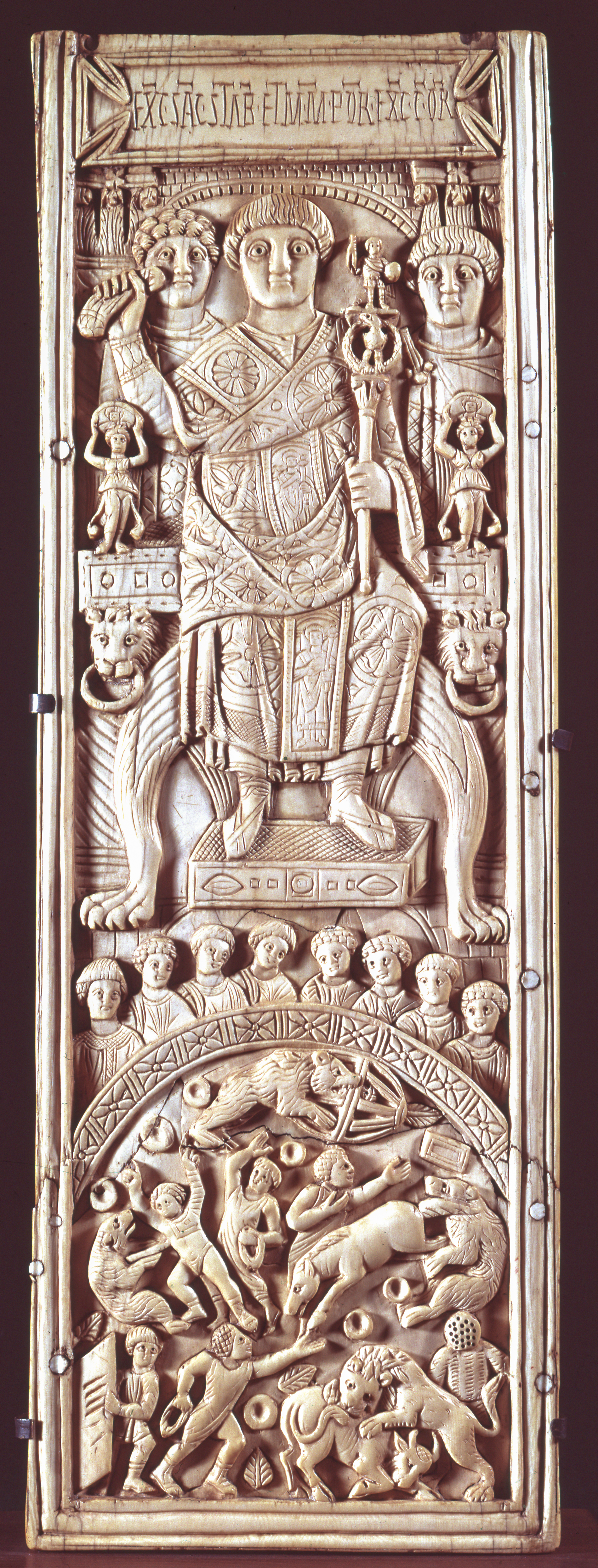
Eröffnung der Circusspiele in Konstantinopel im Jahr 506 (Konsulardiptychon des Areobindus, Musée national du Moyen Âge, Paris)

Im Gegensatz zu den Tempeln widerstanden andere stadtbildprägende Großbauten der Christianisierung: Amphitheater, Theater und Hippodrom. Die Spektakel liefen weiter, trotz kirchlicher Kritik. Das schließliche Ende der Gladiatorenkämpfe ist mit wirtschaftlichen Veränderungen erklärbar. Es kam zu Aushandlungsprozessen, an deren Ende die Großveranstaltungen in einer säkularisierten Form akzeptiert wurden, während christliche Asketen sich unter anderem dadurch kennzeichneten, dass sie diesen Veranstaltungen fernblieben. Das Hippodrom von Konstantinopel avancierte sogar zu einem politischen Raum von großer Bedeutung für die christlichen Kaiser: Wagenrennen standen für Sieghaftigkeit. Soweit erkennbar, fehlten im Hippodrom christliche Zeichen, während die Spina in traditioneller Weise von paganen Kunstwerken geschmückt wurde, welche die Hippodrombesucher aber kaum noch religiös interpretierten.

#### Sakrale Topographie
Die Städte änderten im Zug der Christianisierung langsam ihr Gesicht, nicht nur durch Kirchenbauten und Memorien für Märtyrer, sondern durch christliche Symbole, die auf vielen Objekten angebracht wurden. Der öffentliche Raum wurde durch private Bauten teilweise zugestellt und dadurch anders wahrgenommen. Kirchliche Prozessionen gewannen seit dem späten 4. Jahrhundert an Bedeutung und dienten insbesondere dem Kaiserhof in Konstantinopel zur Repräsentation. Das Leben der Kirchen- und der Stadtgemeinde (beide wurden immer mehr deckungsgleich) war nun rhythmisiert durch Liturgien. Außerhalb der Städte entstanden Mönchslandschaften in Wüsten oder Gebirgen. Sie waren ebenso wie die Kirchenbauten in Jerusalem und im Heiligen Land das Ziel eines christlichen Pilgertourismus.

## Forschungsgeschichte

### Edward Gibbon
Im Jahr 1776 erschien der erste Band von The History of the Decline and Fall of the Roman Empire, dem Hauptwerk des britischen Historikers Edward Gibbon. Besonders seine Behandlung des frühen Christentums fand ein lebhaftes Echo: Demnach sonderten sich die Christen mit ihrer religiösen Exklusivität von ihrer Umwelt ab. Echte (oder vermeintliche) Wunder, tugendhafte (oder so scheinende) Lebensführung machten das Christentum attraktiv; desinteressiert am Wohl des Reiches, bauten die Christen ihr eigenes Gemeinwesen auf – einen Staat im Staate, der zeitlich versetzt die gleiche Entwicklung nahm wie das Imperium Romanum als Ganzes. Die steigende Macht der Bischöfe ermöglichte diesen, die Kirche zu einer schlagkräftigen, quasi-militärischen Organisation zu formen. Die Christenverfolgung fand laut Gibbon weit weniger Opfer als die tendenziöse christliche Geschichtsschreibung Glauben mache. Damit endete der erste Band, der wegen seines ironischen Tons vom Lesepublikum teils goutiert, teils angefeindet wurde. Im Jahr 1779 veröffentlichte Gibbons eine Rechtfertigungsschrift (A Vindication of Some Passages in the Fifteenth and Sixteenth Chapters of the History of the Decline and Fall of the Roman Empire), war nun aber gewarnt, sich nicht auf eine eindeutig anti-christliche Position festlegen zu lassen. Die Fortsetzung des Geschichtswerks zeichnete ein negatives Bild von der Regierung Konstantins, der mit verschiedenen Maßnahmen die Weichen für den Niedergang des Reichs stellte. Dazu zählten für Gibbon die Privilegierung von Kirche und Klerus, der die Müßiggänger belohnt und Staat und Heer wichtige Ressourcen entzogen habe. Konstantin und seine Nachfolger ließen sich immer tiefer in kirchliche Konflikte hineinziehen, die „Wut der Religionsparteien“ habe die Bande der bürgerlichen Gesellschaft aufgelöst. Doch Kaiser Julians Religionspolitik erschien Gibbon als der fruchtlose Versuch, den Lauf der Geschichte umkehren zu wollen; Julian habe außen- wie innenpolitisch Schaden angerichtet. Die nunmehr in Staat und Gesellschaft voll integrierte Kirche konnte den Niedergang des Reichs, der sich insbesondere in der Barbarisierung des Heeres zeigte, in Gestalt einiger politisch begabter Bischöfe partiell aufhalten. Sehr negativ urteilte Gibbon über das Mönchtum: Ganze Legionen verschreckter Provinzialen hätten sich in die Klöster zurückgezogen, wo sie immerhin ein Auskommen hatten, aber auf Kosten der weiteren Schwächung des Reiches. Gibbons Werk schloss mit der für ihn kennzeichnenden Doppeldeutigkeit: „In den Bänden dieser Geschichte habe ich den Triumph von Barbarei und Religion beschrieben, und ich kann nur in wenigen Worten ihren tatsächlichen oder vermeintlichen Zusammenhang mit dem Untergang des alten Rom zusammenfassen.“

### Adolf von Harnack

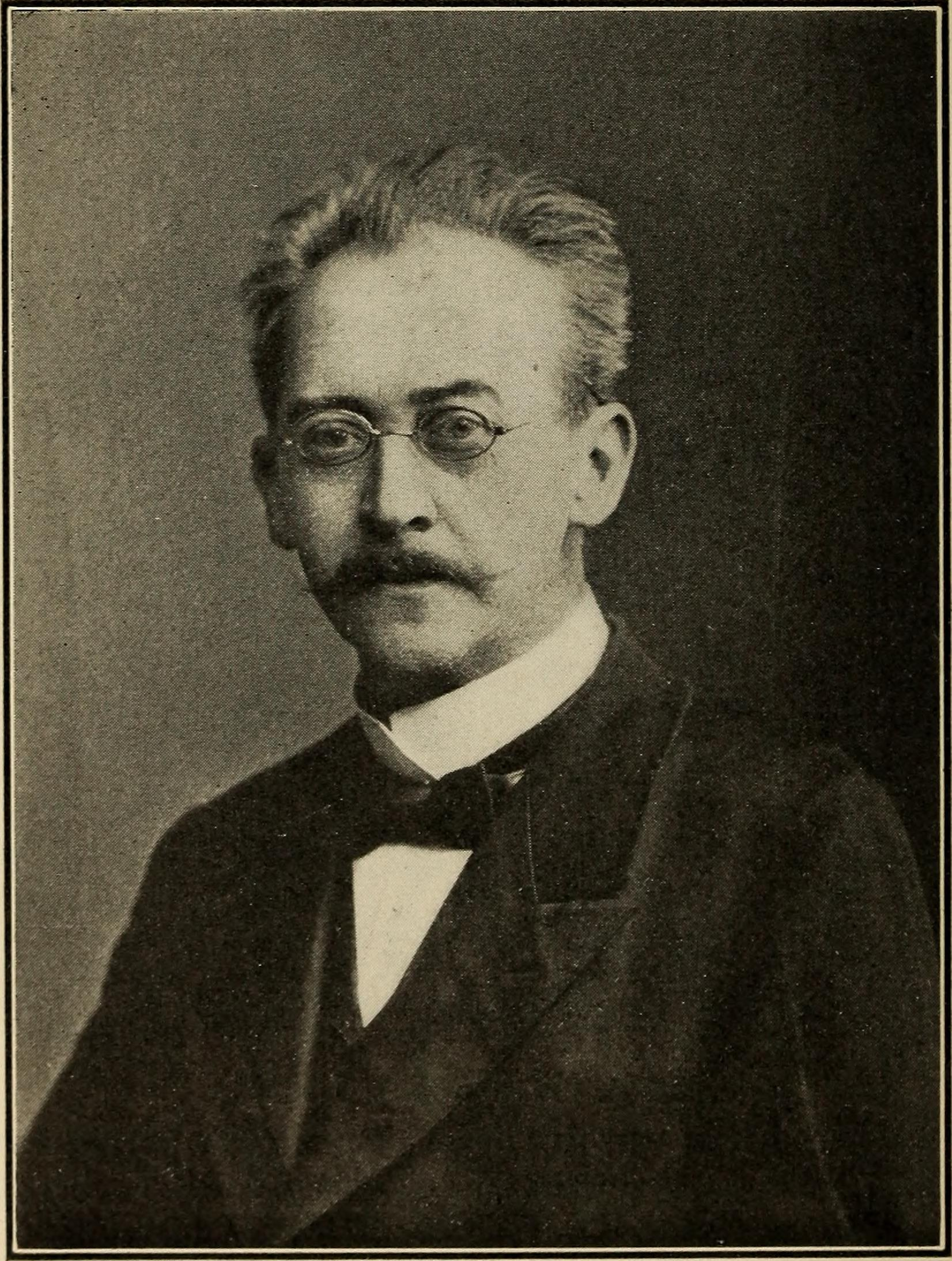
Adolf von Harnack (1911)

Mit Die Mission und Ausbreitung des Christentums in den ersten drei Jahrhunderten legte der Berliner Kirchenhistoriker Adolf von Harnack 1902 (4. Auflage 1924) eine quellengesättigte Interpretation der Christianisierung des Römischen Reiches aus der Sicht des Kulturprotestantismus vor. Grundsätzlich stellte sich Harnack nicht die Frage: „Wie hat das Christentum so viele Griechen und Römer gewonnen, daß es zuletzt auch die numerisch stärkste Religion geworden ist? Sondern so muß die Frage lauten: Wie hat sich das Christentum selbst so ausgestaltet, daß es die Weltreligion werden mußte, die übrigen Religionen durch Aussaugung mehr und mehr zum Absterben brachte und wie ein Magnet die Menschen an sich zog?“ Ab Mitte des 3. Jahrhunderts war das Christentum zu einer „synkretistische[n] Religion im vollsten Sinne“ ausgestaltet, die höchst anpassungsfähig Impulse von allen Seiten aufgenommen hatte: sie hatte Züge einer Mysterienreligion, einer Buchreligion, war gleichzeitig hellenisch und orientalisch usw. Was Harnack zufolge die Stärke des abendländischen Katholizismus ausmachte, sah er bereits in den ersten christlichen Jahrhunderten angelegt: die Fähigkeit, Gegensätze in sich zu verbinden (complexio oppositorum) und daraus eine Dynamik zu entwickeln. Beispielsweise gab es einerseits hohe moralische Anforderungen, andererseits das Institut der Buße. Die christliche Gemeinschaft transzendierte Grenzen der Nation, des Geschlechts und der sozialen Stellung, andererseits etablierte sie die Trennung der Kleriker von den Laien usw. Als Ergebnis seiner Untersuchung schätzte Harnack dann doch die Verbreitung des Christentums zu Beginn des 4. Jahrhunderts; er teilte die Provinzen und Regionen dazu in vier Kategorien:
1. Nahezu die Hälfte der Bevölkerung sind Christen; das Christentum ist die verbreitetste oder die maßgebende Religion: Ganz Kleinasien mit Ausnahme einiger abgelegener Gebiete; der Bithynien gegenüberliegende Teil Thrakiens; Armenien; Zypern; Edessa.
2. Ein „sehr erheblicher Bruchteil“ der Bevölkerung sind Christen; das Christentum hat Einzug in die Eliten und ins Kulturleben gehalten: Antiochia und Koilesyrien; Alexandria mit Ägypten und der Thebais; Rom mit den Küstengebieten Ober- und Mittelitaliens; Africa proconsularis und Numidien, Südspanien; Küstengebiete von Achaia, Makedonien, Thessalien und die griechischen Inseln; Südküste Galliens und das Rhonetal.
3. Das Christentum ist wenig verbreitet: Palästina, Phönizien, Arabien, einige Landstriche in Mesopotamien; das Hinterland von Achaia, Makedonien, Thessalien, Epirus, Dardanien, Dalmatien, Moesien und Pannonien; das küstenferne Mittelitalien und das östliche Oberitalien; Südfrankreich und die Orte an den großen Römerstraßen bis hin nach Belgica, Germania und Raetia; Mauretanien und Tripolitanien; einige Landstriche in Spanien.
4. Das Christentum ist nur sporadisch anzutreffen: die alten Küstenstädte von Philistäa (unter anderem Gaza); Nord- und Nordwestküsten des Schwarzen Meeres; westliches Oberitalien (unter anderem Piemont); das mittlere und nördliche Gallien; der größte Teil von Belgica, Germania und Raetia.

Die fortgeschrittene Christianisierung der zentralen Region Kleinasien war für Harnack der wesentliche Punkt; er folgerte: „Es ist müßig zu fragen, ob die Kirche auch ohne Constantin den Sieg erstritten hätte. Irgendein Constantin hätte doch kommen müssen, nur wäre es von Jahrzehnt zu Jahrzehnt leichter gewesen, jener Constantin zu sein … er hat den führenden Provinzen die Religion gegeben, die sie wollten, und die anderen mußten folgen.“